# Storia del Kosovo
L'area geografica del Kosovo fece parte in età antica dell'Impero macedone ed anche dell'Impero Romano. Con l'indebolimento dell'Impero bizantino,esso venne colonizzato dagli slavi e divenne parte dell'Impero Bulgaro e poi divenne parte del regno medievale di Serbia e dell'Impero serbo. Con la frammentazione di questo, e la sconfitta nella Battaglia della Piana dei Merli nel 1389, il Kosovo passò sotto dominio ottomano per cinquecento anni. Con le guerre balcaniche del 1912-13, esso venne annesso al Regno di Serbia, assieme al quale fu parte poi della Jugoslavia nel '900. A seguito della guerra del Kosovo (1998-99), il territorio è stato liberato dalla guerra di Uçk e posto sotto amministrazione ONU. La Repubblica del Kosovo si è autoproclamata indipendente nel 2008 ed è oggi riconosciuta da 22 su 27 degli stati membri dell’Unione Europea.

## Preistoria
L'area del Kosovo è stata abitata in continuazione sin dal neolitico, periodo in cui erano attive comunità umane della cultura di Starčevo (VII-V millennio a.C.) e della Cultura di Vinča (VI-III millennio a.C.), legate all'area danubiana e caratterizzata dalla ceramica nera e grigia. L'età del bronzo ha inizio in Kosovo attorno al 1900 a.C., e l'età del ferro attorno al 1300 a.C.. Tombe dell'età del bronzo e del ferro sono state scoperte solo nell'area della Metochia (Kosovo sud-occidentale).
Nel IV secolo a.C., l'area del Kosovo si trovava all'estremo orientale dell'Illiria, ai confini con la Tracia. 
Le prime tribù di cui si abbia notizia sono i traci triballi, centrati nell'attuale Valacchia ma la cui portata si estendeva fino all'attuale Kosovo fino al III secolo a.C., e i dardani, che fecero loro seguito tra il III e il I secolo a.C.
I dardani, la cui affiliazione etnolinguistica (illirica o trace) è difficile da determinare, erano un gruppo prominente nella regione nella tarda età ellenistica e prima era romana da cui probabilmente discendono gli albanesi.

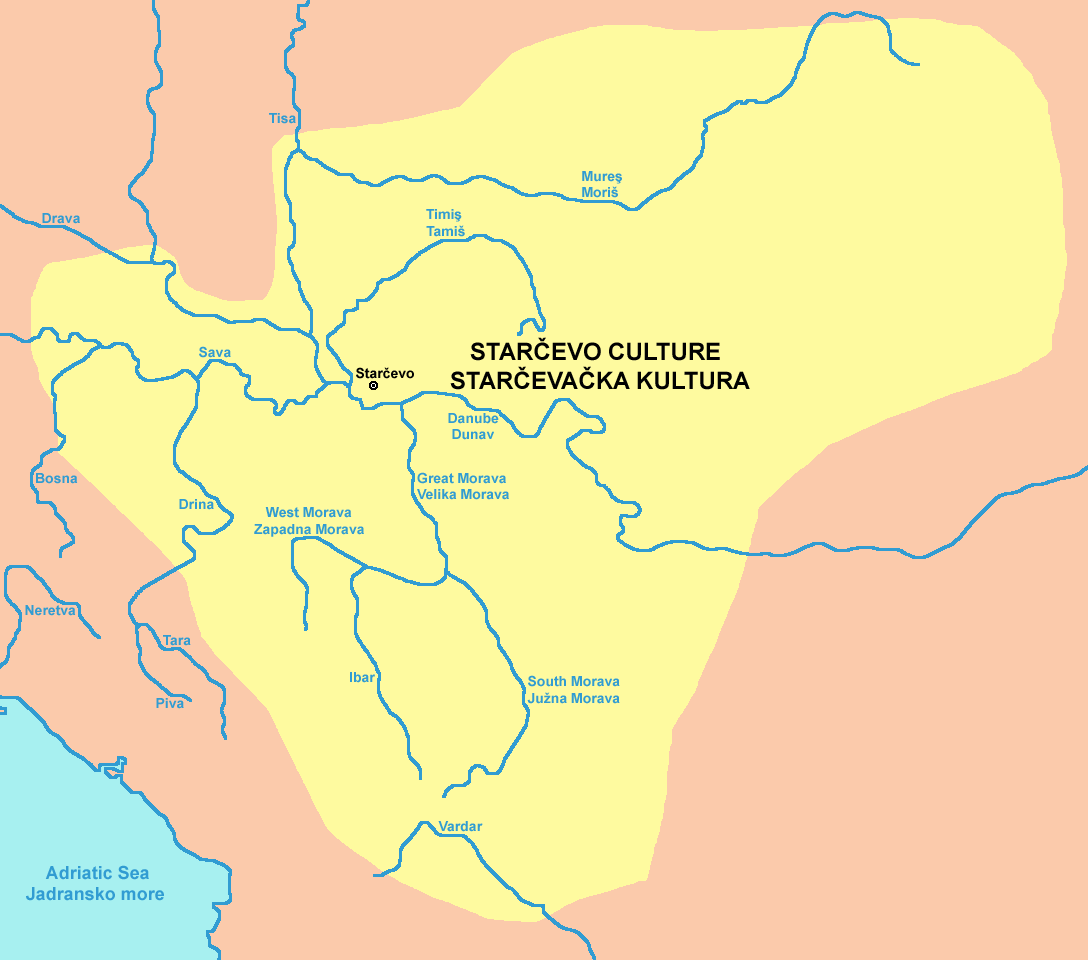
Area della cultura neolitica di Starčevo (VII-V millennio a.C.)
Area della Cultura di Vinča (VI-III millennio a.C.)
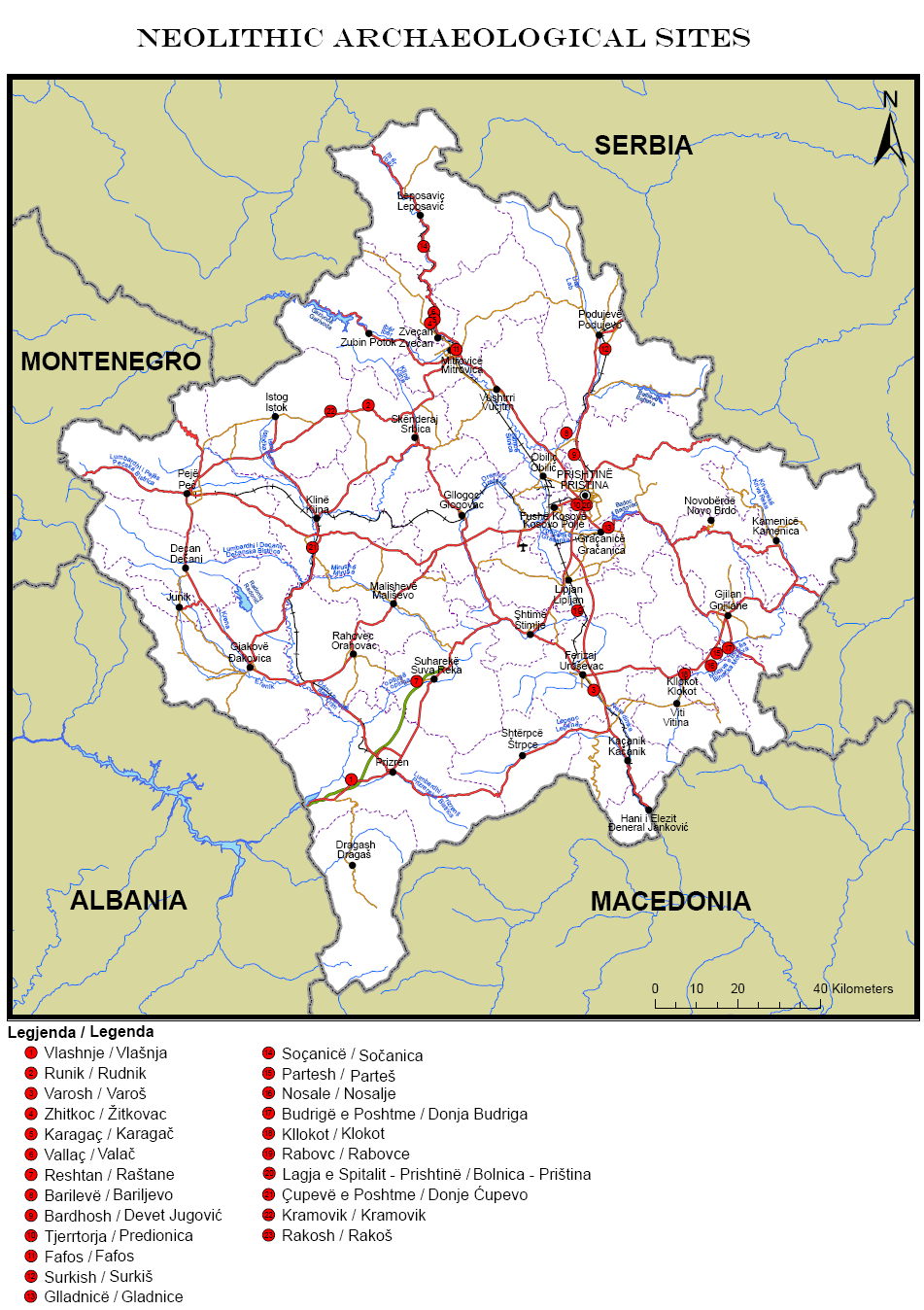
Siti archeologici del neolitico in Kosovo
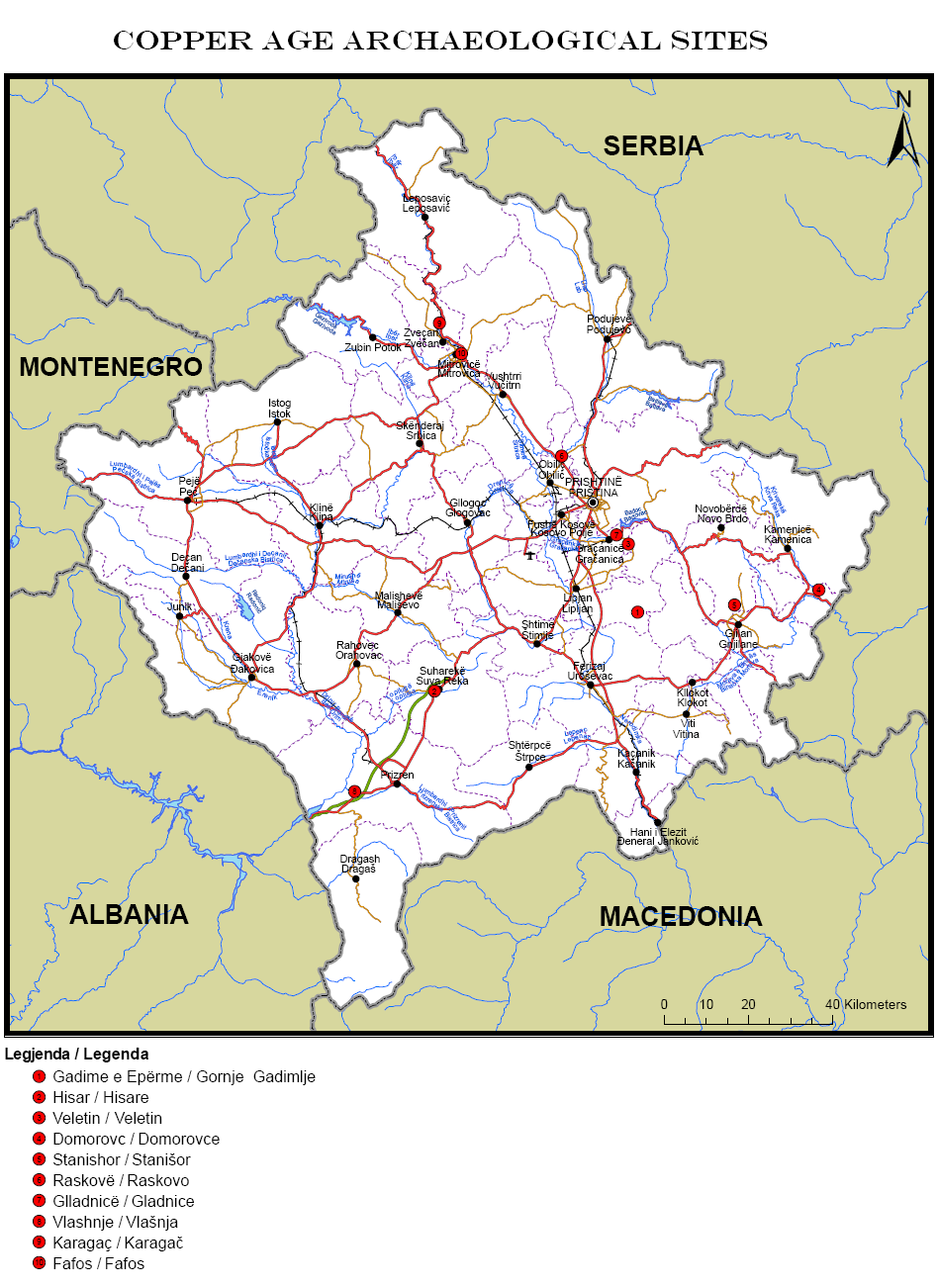
Siti archeologici dell'età del rame in Kosovo
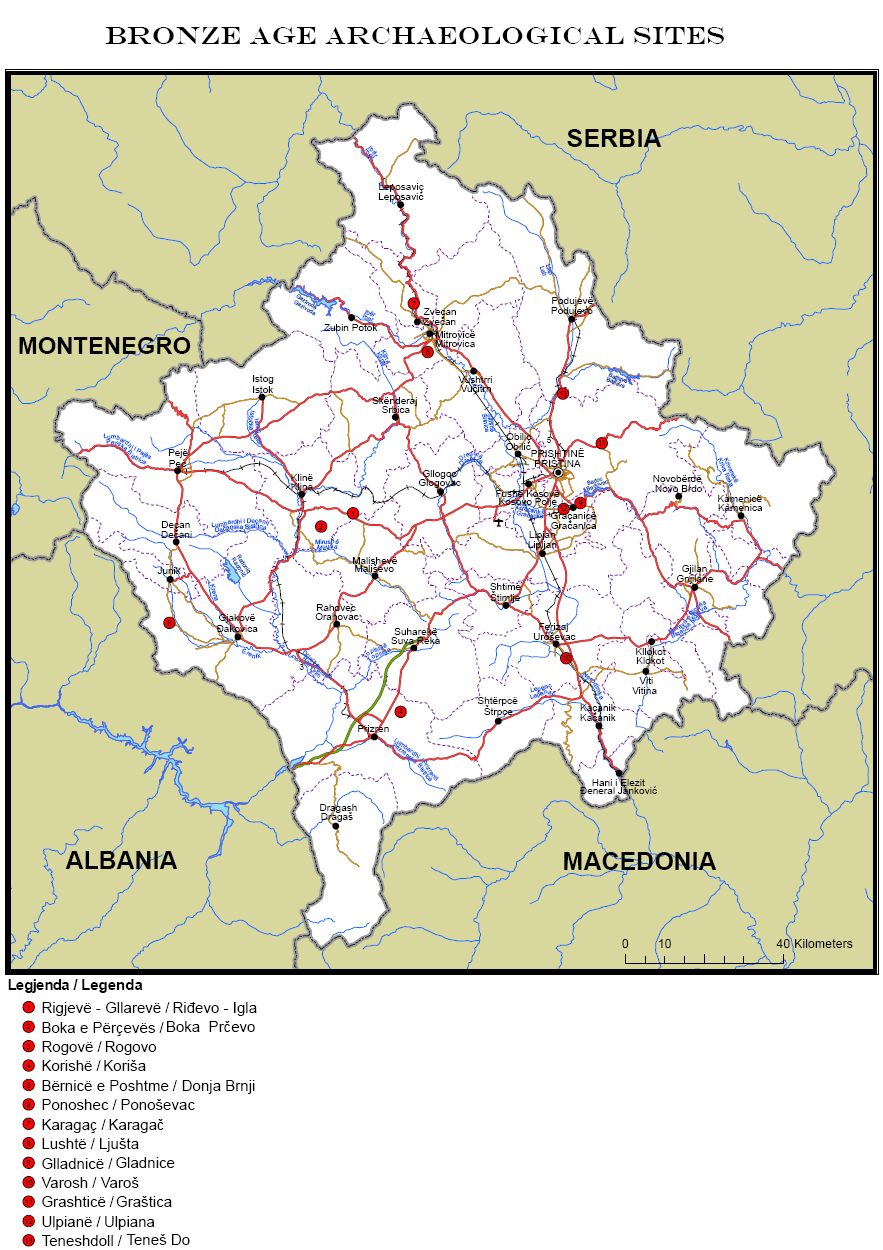
Siti archeologici dell'età del bronzo in Kosovo
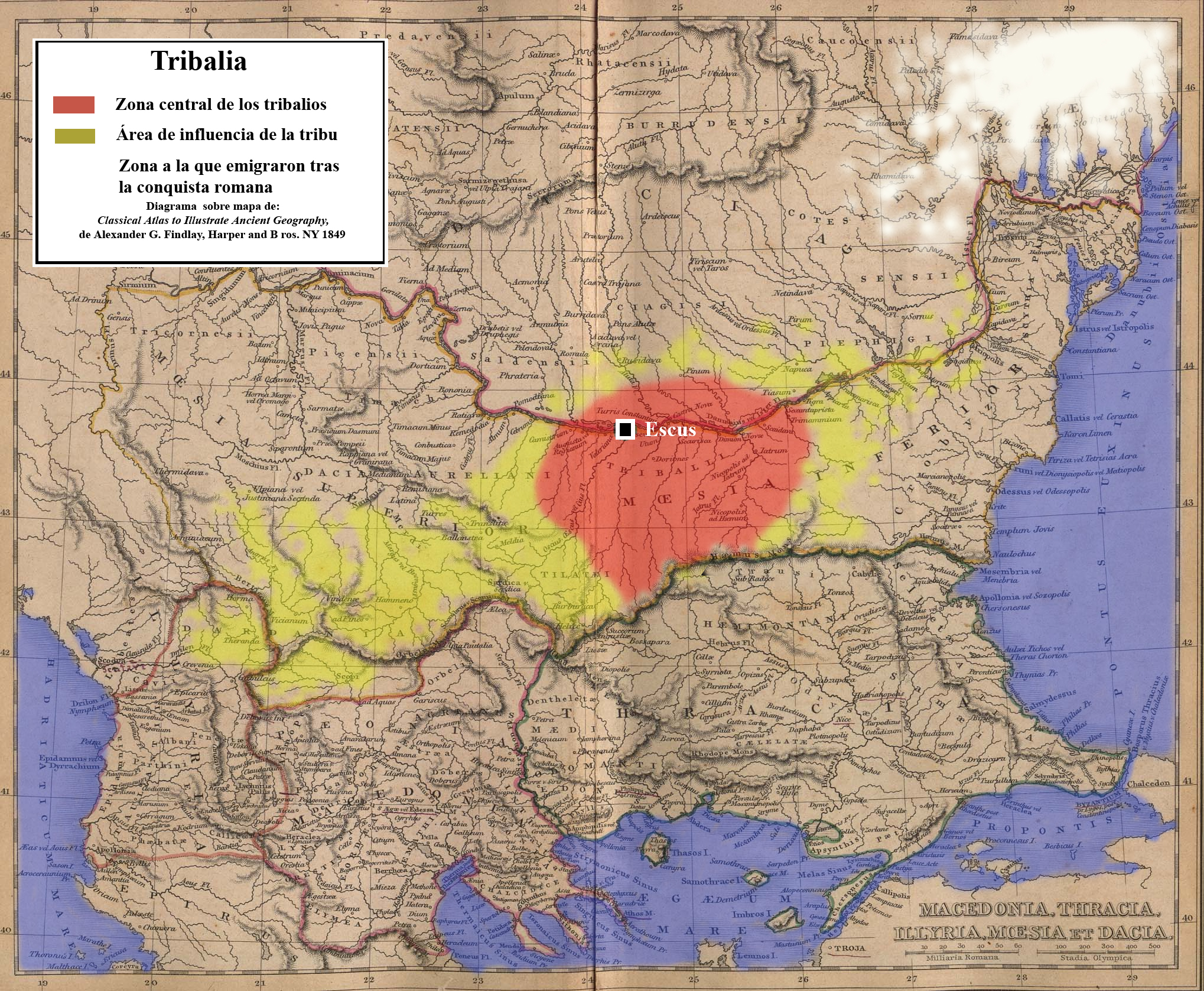
Zona di insediamento dei triballi (fino al III secolo a.C.)
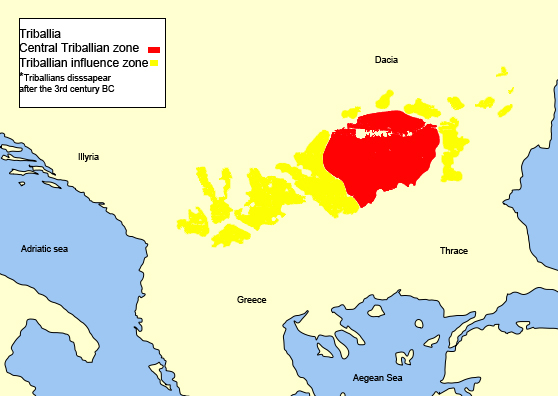
Zona di insediamento dei triballi (fino al III secolo a.C.)
Illiriche
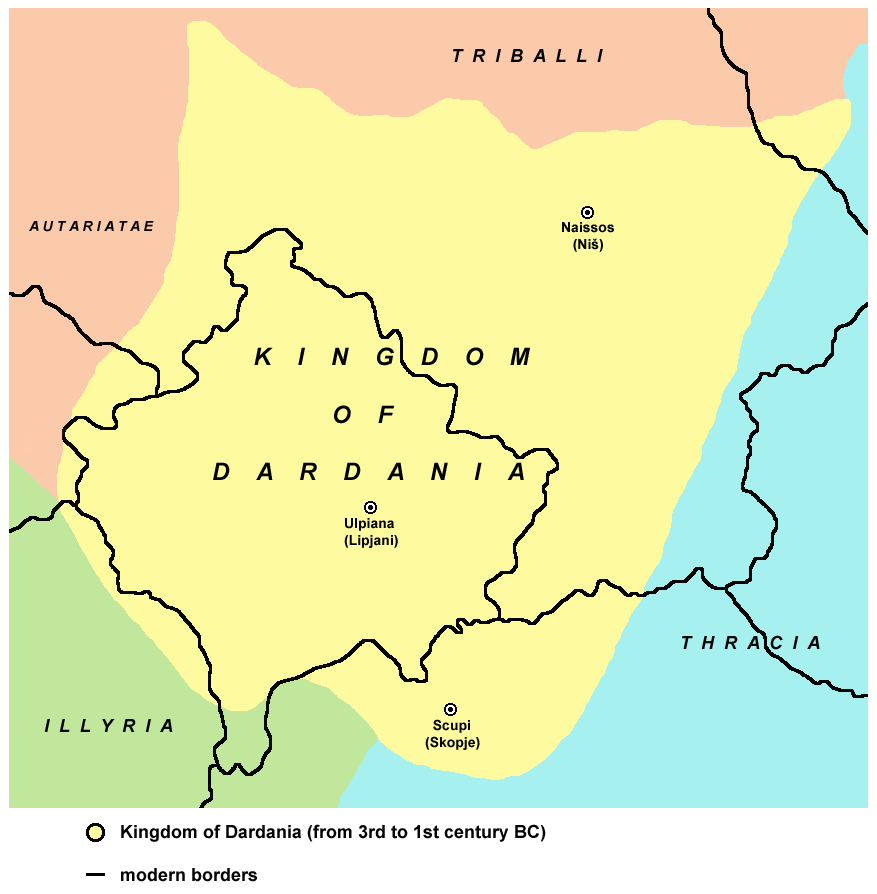
Regno di Dardania (III-I secolo a.C)
Regno di Dardania
Regno di Illiria e di Dardania (228 a.C.)
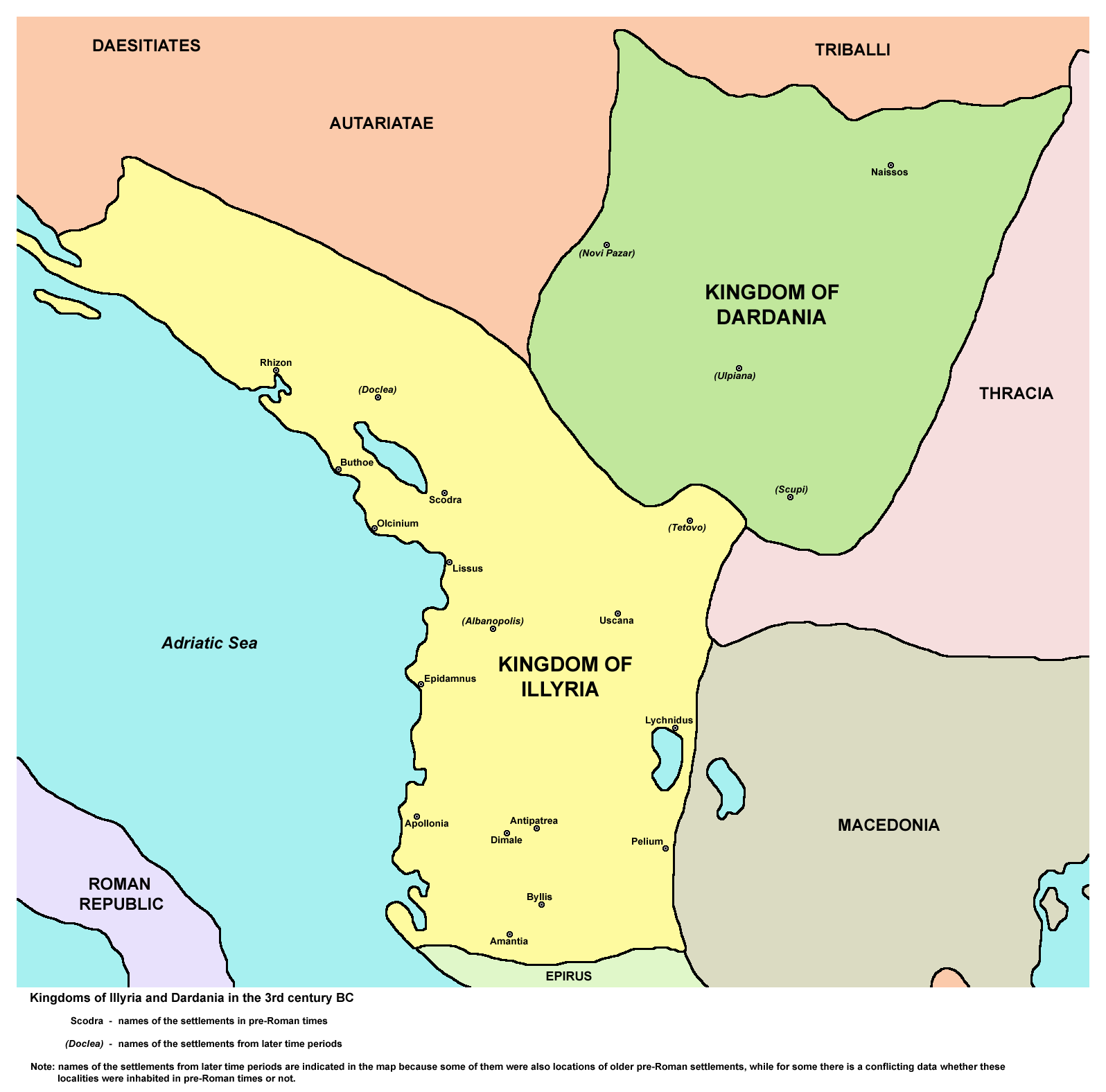
Regno di Illiria e di Dardania (III secolo a.C.)

## Storia antica
L'area, nota come parte della Dardania e caratterizzata in epoca antica da un livello sempre molto scarso di urbanizzazione e di penetrazione della civiltà classica, fu occupata da Alessandro Magno nel IV secolo a.C..
Conquistata da Roma nell'anno 160 a.C. e incorporata nella provincia romana dell'Illirico nel 59 a.C. Divenne quindi parte della Mesia superiore nell'anno 87 d.C. A partire dal IV secolo, l'area del Kosovo,  ormai in gran parte romanizzata, venne integrata nella Provincia di Dardania dell'Impero Bizantino, il quale era però concentrato sulle guerre in Oriente contro i Persiani e gli Arabi. Con l'allentarsi dell'autorità e del controllo di Bisanzio sull'entroterra balcanico, la regione rimase esposta a varie incursioni barbariche, che culminarono nelle migrazioni slave del VI e VII secolo dall'Europa orientale. 
Archeologicamente, il primo Medio Evo rappresenta uno iato nei reperti, e qualunque cosa fosse rimasto delle popolazioni native della regione si fuse con le nuove popolazioni slave.

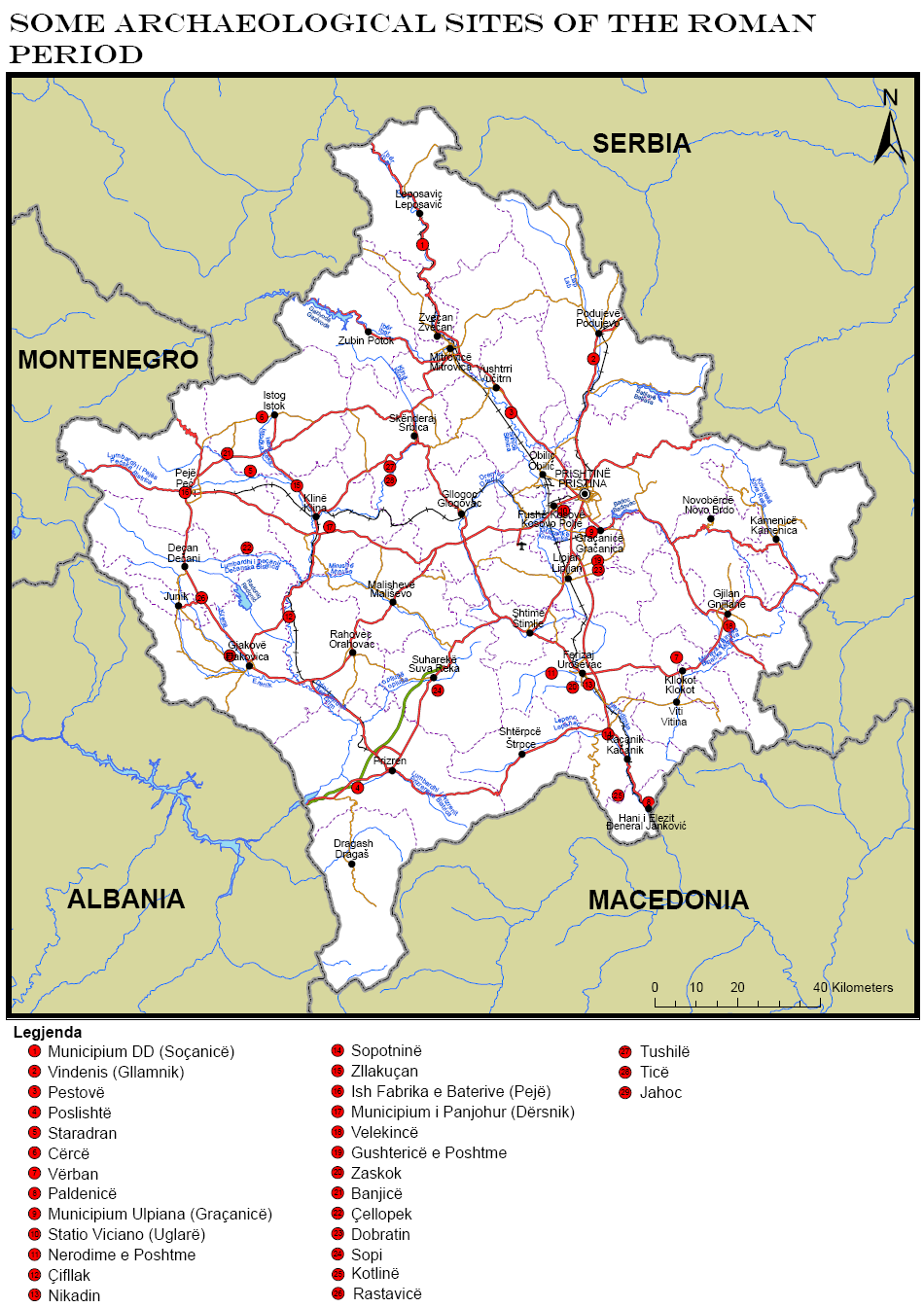
Siti archeologici romani in Kosovo
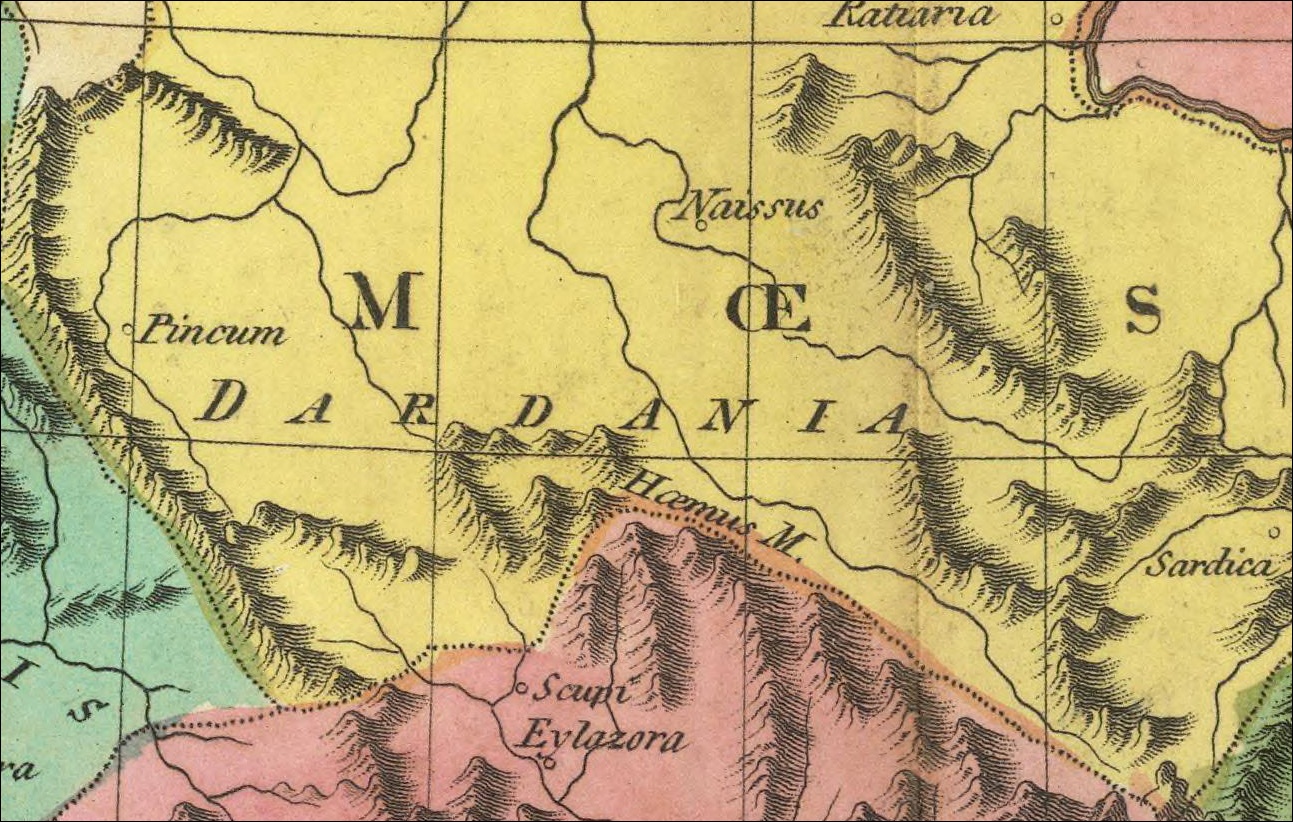
Dardania nella provincia romana di Mesia superiore (mappa del 1820)
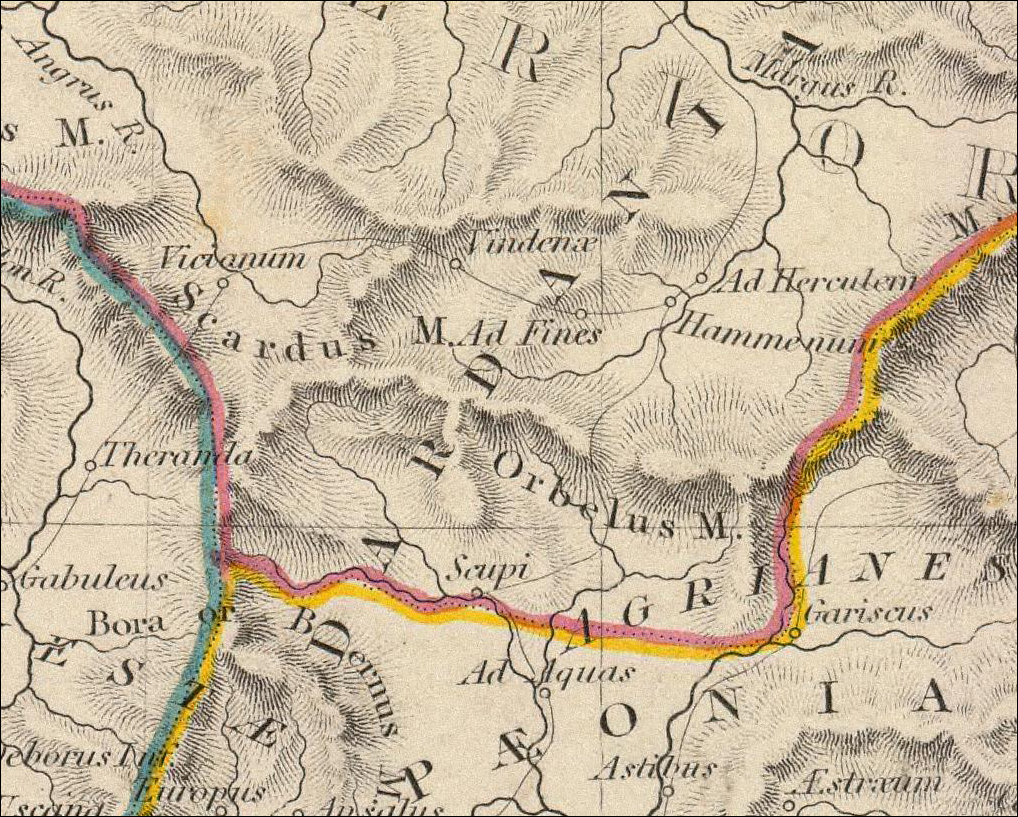
Dardania nella provincia romana di Mesia superiore (mappa del 1830)
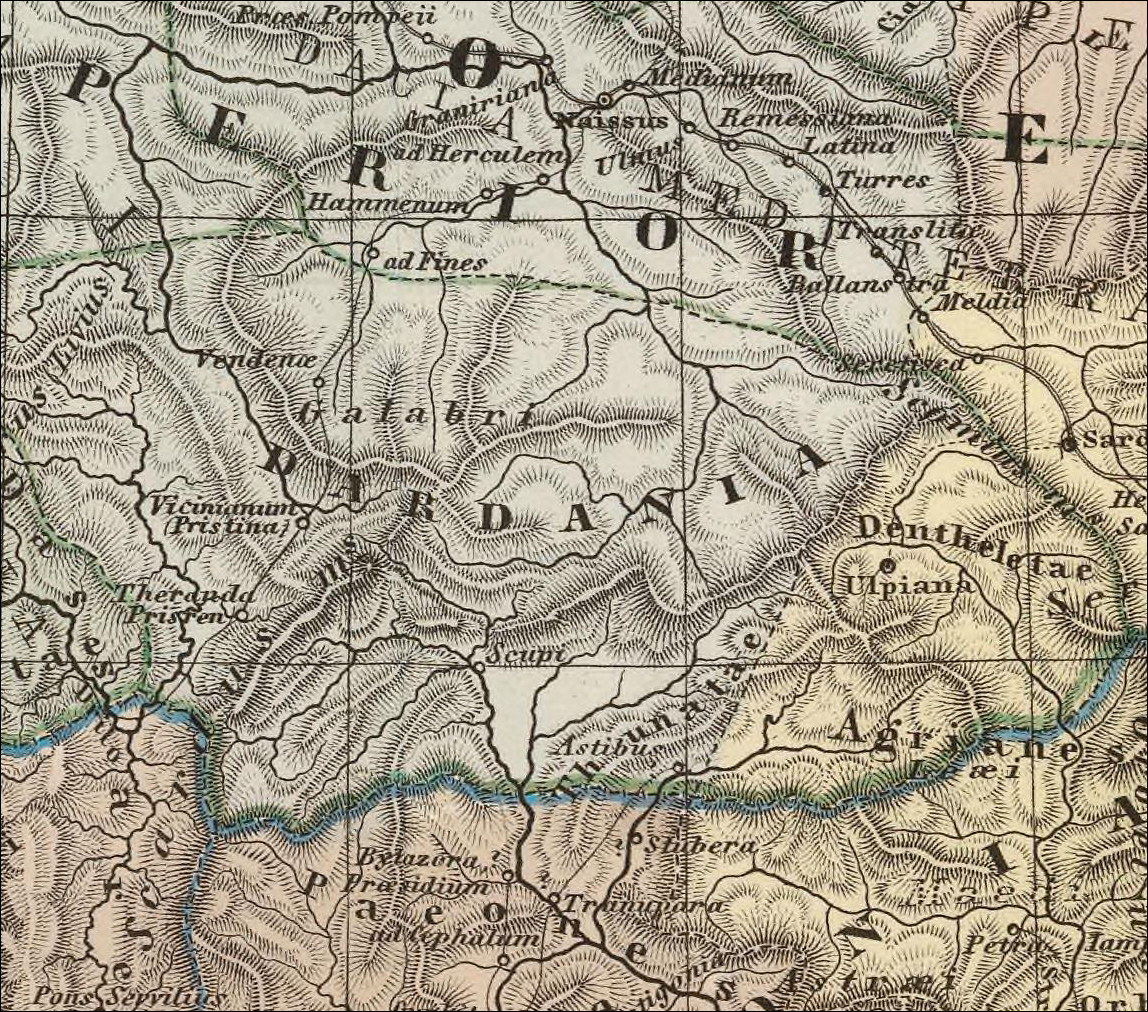
Dardania nella provincia romana di Mesia superiore (mappa del 1865)
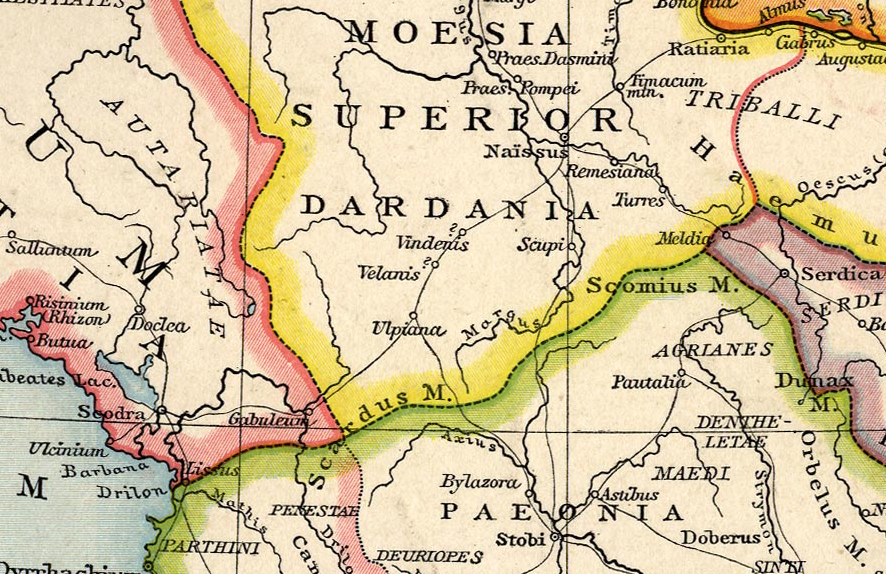
Dardania nella provincia romana di Mesia superiore (atlante del 1886)
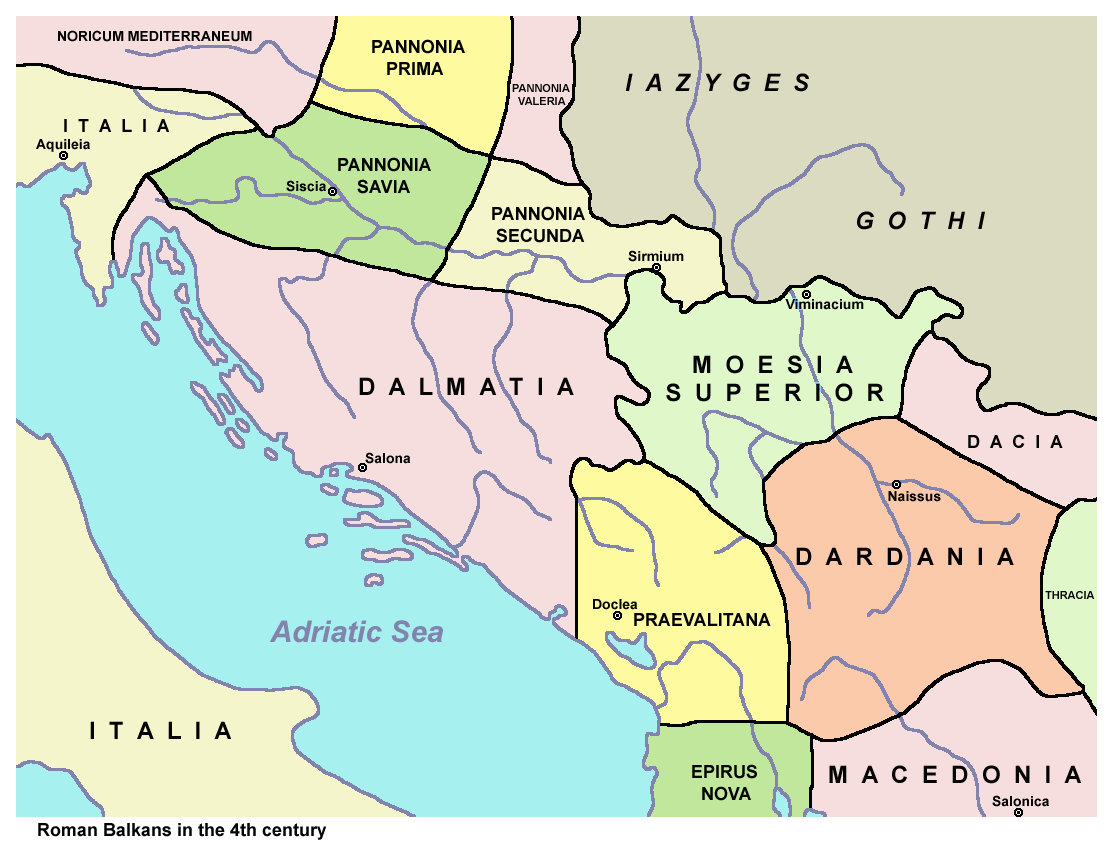
I Balcani nel IV secolo d.C.
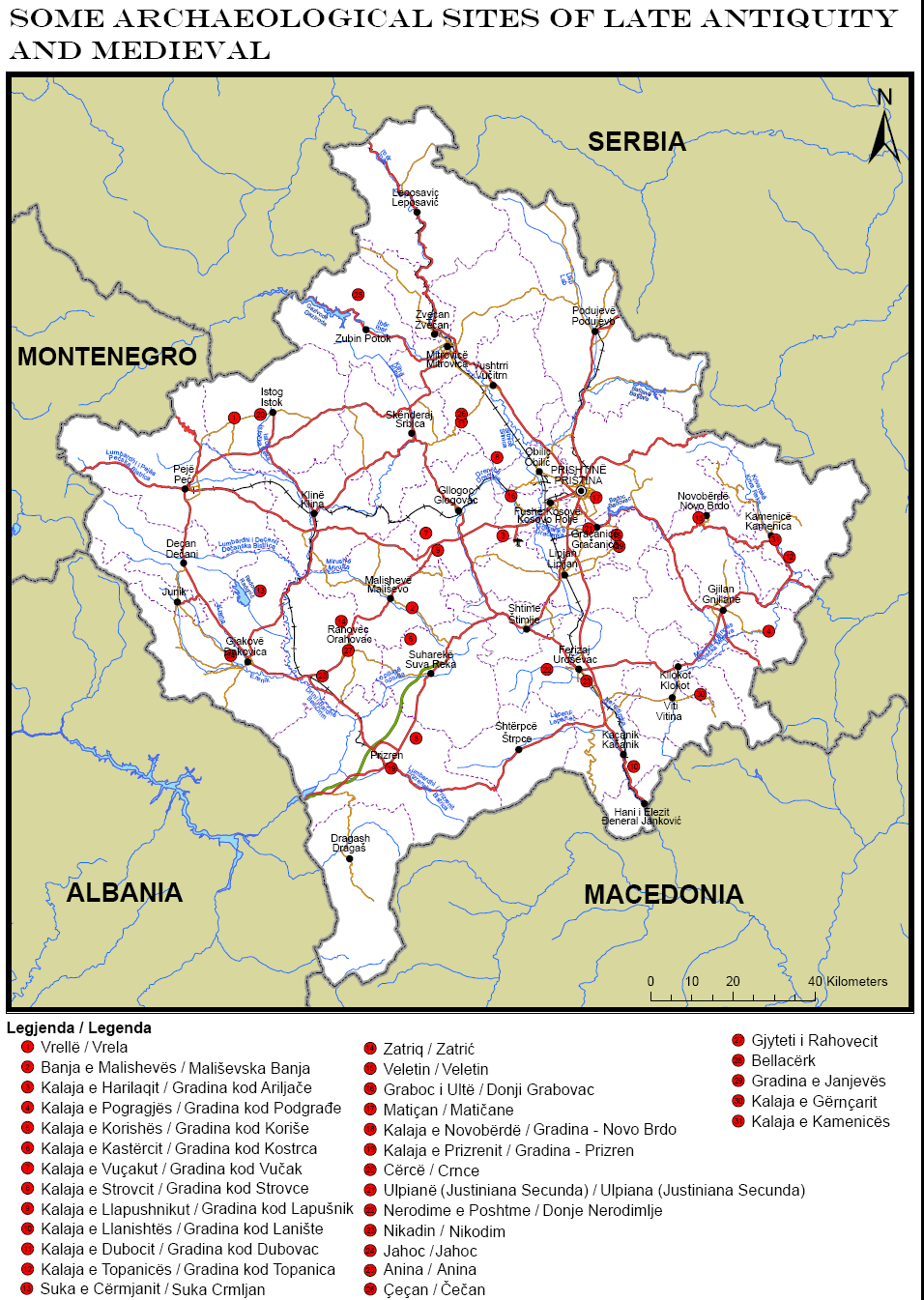
Siti archeologici del periodo tardo antico in Kosovo
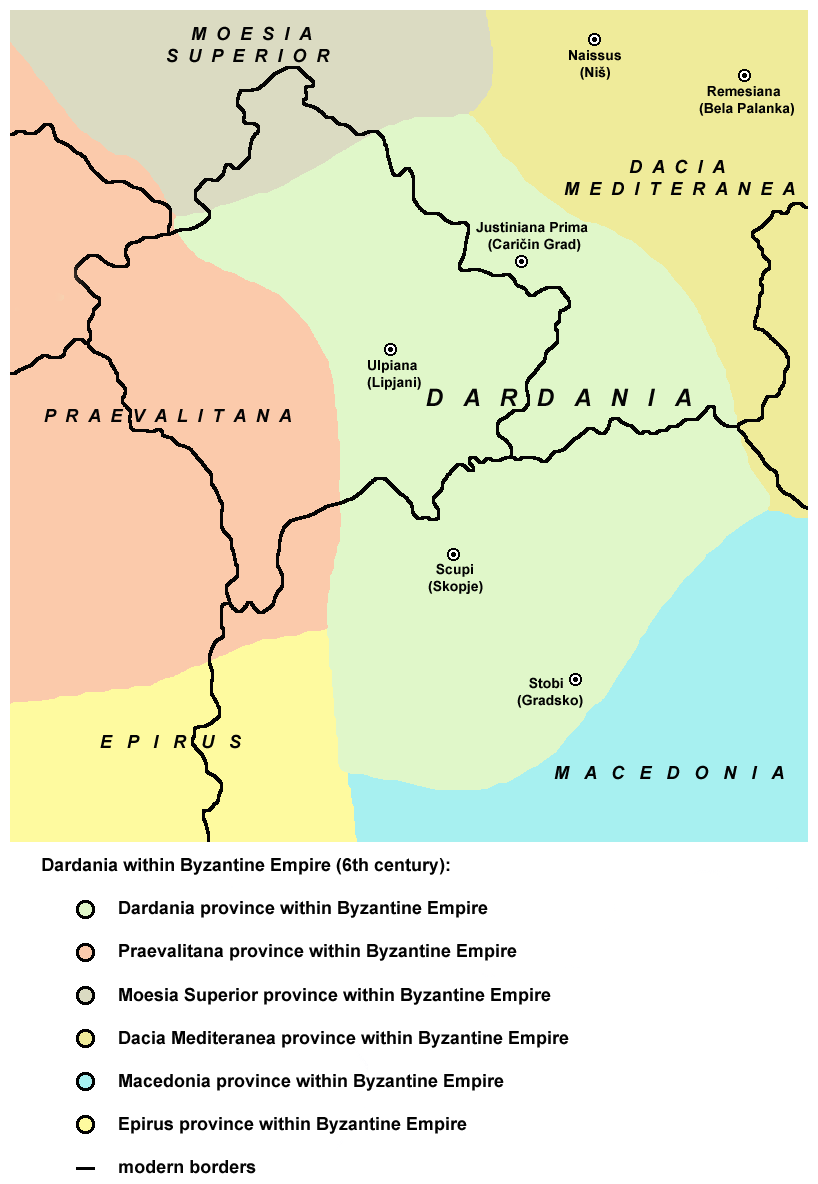
Provincia di Dardania (Impero bizantino)

## Storia medievale

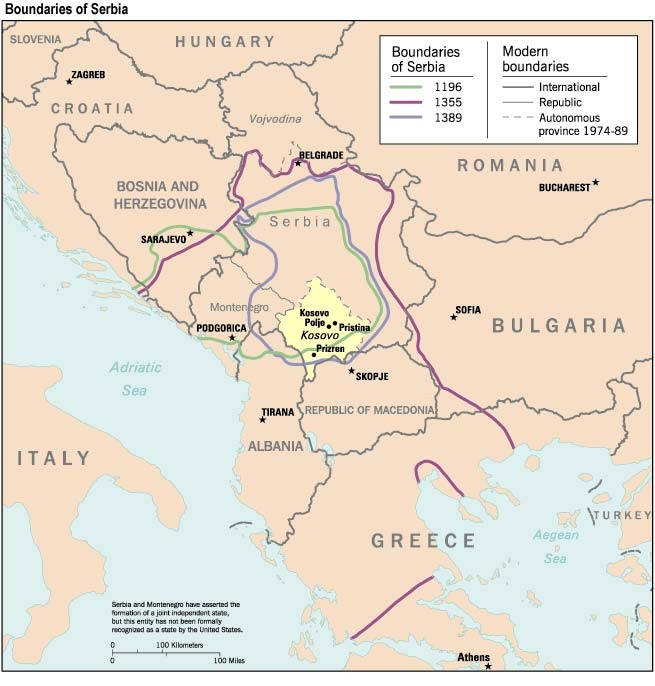
Il Kosovo all'interno della Serbia medievale

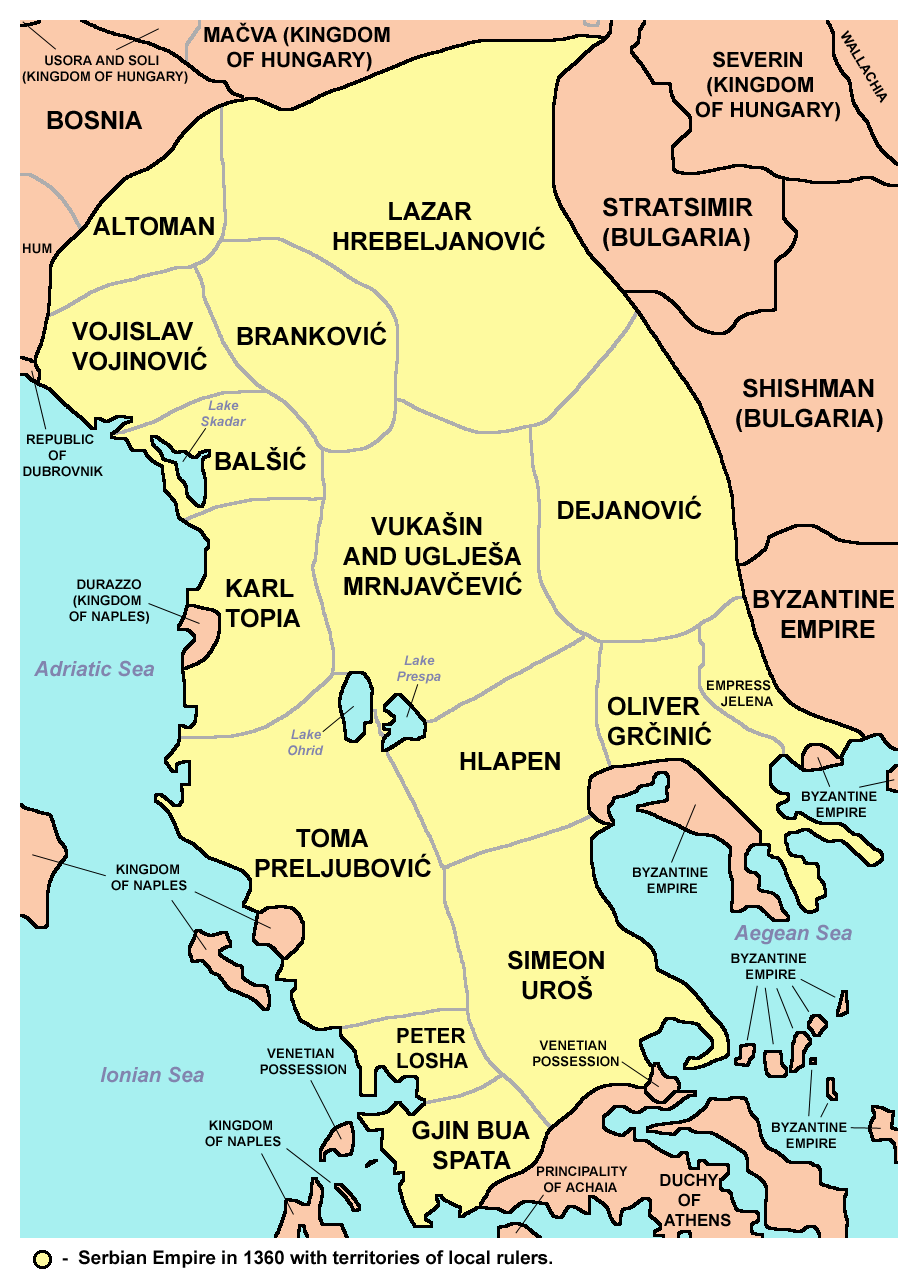
Possedimenti delle famiglie nobili dell'Impero Serbo, 1360

La successiva storia politica e demografica del Kosovo non è conosciuta con assoluta certezza fino al XIII secolo. I reperti archeologici suggeriscono che ci sia stata una veloce ripresa della popolazione e un progresso della stessa cultura slava conosciuta altrove nei Balcani. La regione venne assorbita nel primo impero bulgaro attorno all'anno 850, con il consolidamento del cristianesimo e della cultura slavo-bizantina. Venne riconquistata dai bizantini dopo il 1018 e divenne parte del nuovo thema di Bulgaria. In quanto centro di resistenza slava a Costantinopoli nella penisola, la regione cambiò spesso mano tra serbi e bulgari da una parte e Bisanzio dall'altra, fino a che il principe serbo Stefan Nemanja se ne assicurò il controllo alla fine del XII secolo.
La principessa e storica bizantina Anna Comnena scrive dei "serbi" come abitanti principali della regione, identificata come "Dalmazia orientale" e "ex Mesia Superiore", alla fine dell'XI secolo. I primi riferimenti ad Albanesi vengono da Michele Attaliate, che parla degli "arbanitai" situati nel 1078 attorno al distretto di Dyrrachium (Durazzo).
Fu in questa fase che queste genti cominciarono ad essere individuate dai propri vicini con il nome di "albanesi", che ne designava anche la lingua. Dopo la caduta dell'impero bulgaro a opera dei bizantini, gli albanesi, così ormai designati a Bisanzio e cristianizzati, divennero tributari di Basilio II e quindi alleati dell'Impero Romano d'Oriente.
La Serbia a quell'epoca non era ancora un regno unificato: un certo numero di piccoli principati (Župan) serbi esisteva a nord e a ovest del Kosovo, i più potenti dei quali erano la Rascia (zona centrale della moderna Serbia) e la Doclea o Dioclea (Montenegro e nord dell'Albania). Questi principati erano spesso in lotta con l'Impero. Nel 1180 circa, il signore serbo Stefano Nemanja prese il controllo della Doclea e di parte del Kosovo. Il suo successore, Stefano Prvovenčani assunse il controllo del resto del Kosovo dal 1216, creando in tal modo uno Stato che incorporò la maggior parte dell'area che costituisce oggi Serbia e Montenegro, regolato in base al Canone di San Sava (Zakonopravilo).
La composizione etnica della popolazione del Kosovo durante questo periodo è oggetto di controversia fra gli storici serbi e albanesi. L'identità etnica nel Medioevo fu in qualche misura un elemento fluido in tutta l'Europa e la gente di quel tempo non sembra aver definito se stessa in modo rigido come gruppo etnico. Quanti appaiono di etnia serba sembra siano stati la popolazione culturalmente e linguisticamente dominante, e furono probabilmente anche la maggioranza demografica: lo prova la carta di fondazione di Dečani, il più antico dei pochi documenti esistenti, che è però del 1330, almeno cento anni dopo l'inizio della dominazione serba e conseguente possibile assimilazione.
Nel XIII e XIV secolo, il Kosovo divenne centro politico e spirituale del regno serbo. Alla fine del XIII secolo, la sede dell'arcivescovato serbo venne spostata a Peć, mentre i sovrani della dinastia Nemanjić si spostavano tra Pristina, Prizren e Skopje. Nello stesso periodo, centinaia di chiese, monasteri (quali quelli di Gračanica e Visoki Dečani) e roccaforti feudali vennero costruite. Il Kosovo fu economicamente importante, come pure la città principale del Kosovo moderno, Pristina, fu un rilevante centro commerciale sulle strade che conducevano ai porti del mar Adriatico. Del pari, l'attività mineraria ebbe grande importanza a Novo Brdo e Janjevo. Le comunità sassoni che agivano in quei luoghi provenivano dalle regioni minerarie della Sassonia e dalla città mercantile di Ragusa.
L'apice del potere serbo nella regione venne raggiunto nel 1346 con la formazione dell'Impero serbo e l'incoronazione di Stefano Dušan a zar dei serbi, vlachi, greci e albanesi. Tuttavia, alla sua morte nel 1355 e ancor più a partire dal 1371 l'impero serbo si frammentò in una serie di principati feudali. Il Kosovo divenne terra ereditaria dei casati Mrnjavčević e Branković. Nel tardo XIV e XV secolo parti del Kosovo, spingendosi ad est fino a Pristina, fecero parte del principato di Dukagjini, in seguito incorporato nella federazione anti-ottomana di tutti i principati albanesi, la Lega di Lezhë. Ciò si verificò in concomitanza con la prima espansione ottomana nei Balcani: l'Impero ottomano colse l'opportunità offertagli dalla debolezza greca e serba e invase quei territori.

Possedimento nobiliari nei Balcani nel XIV secolo
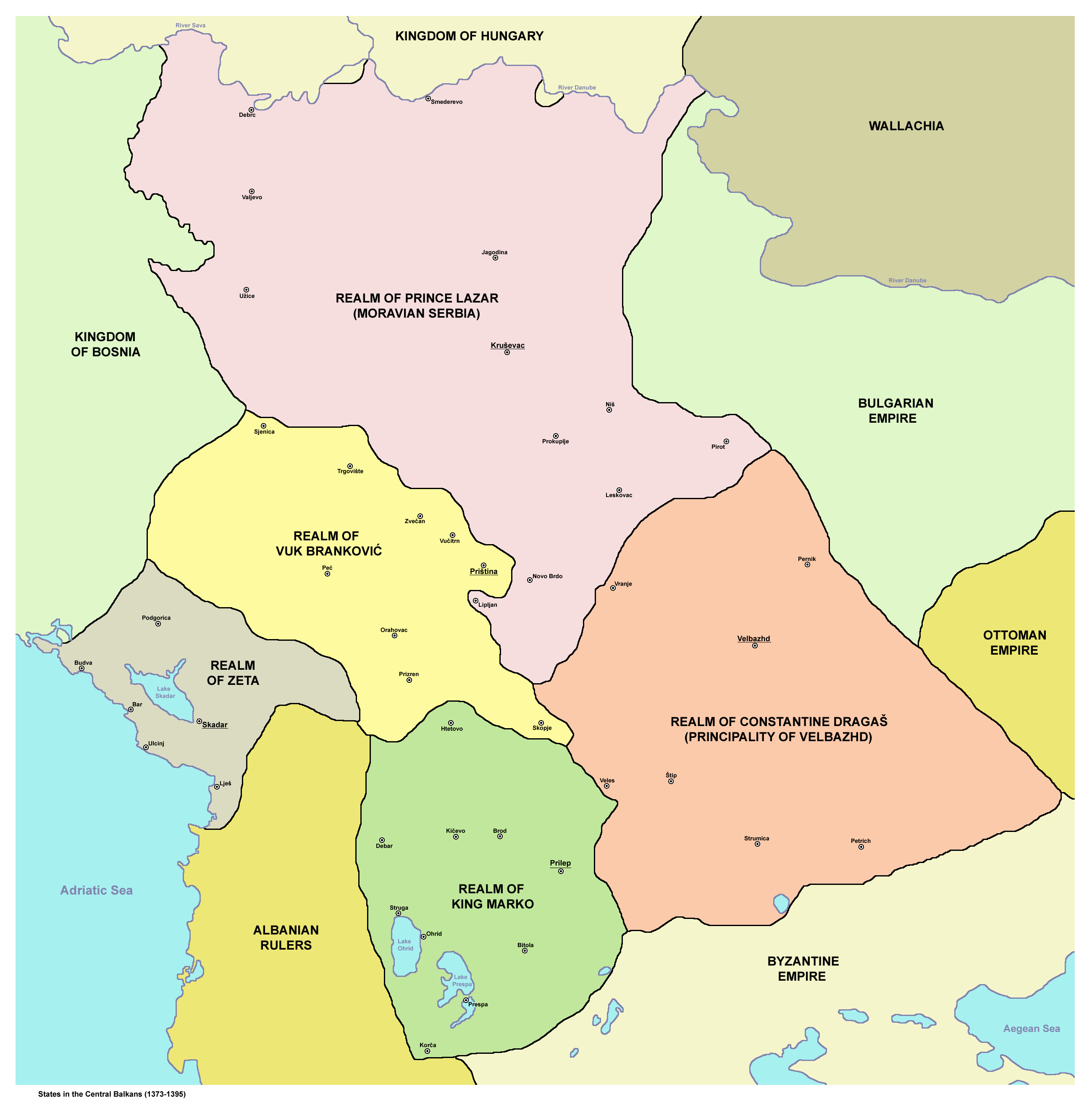
I Balcani nel 1373
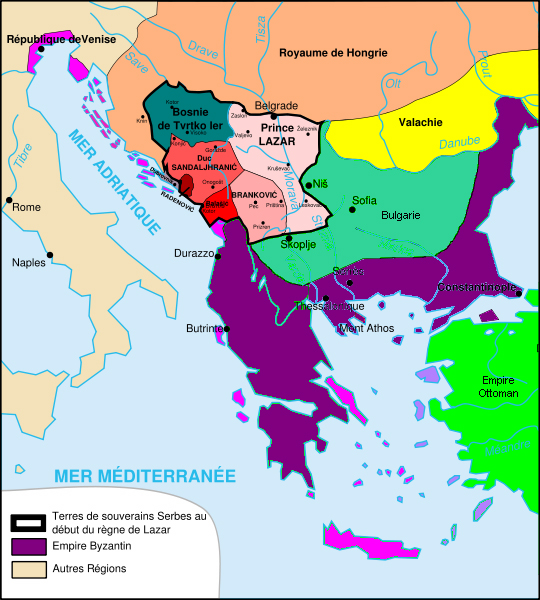
I Balcani nel 1389
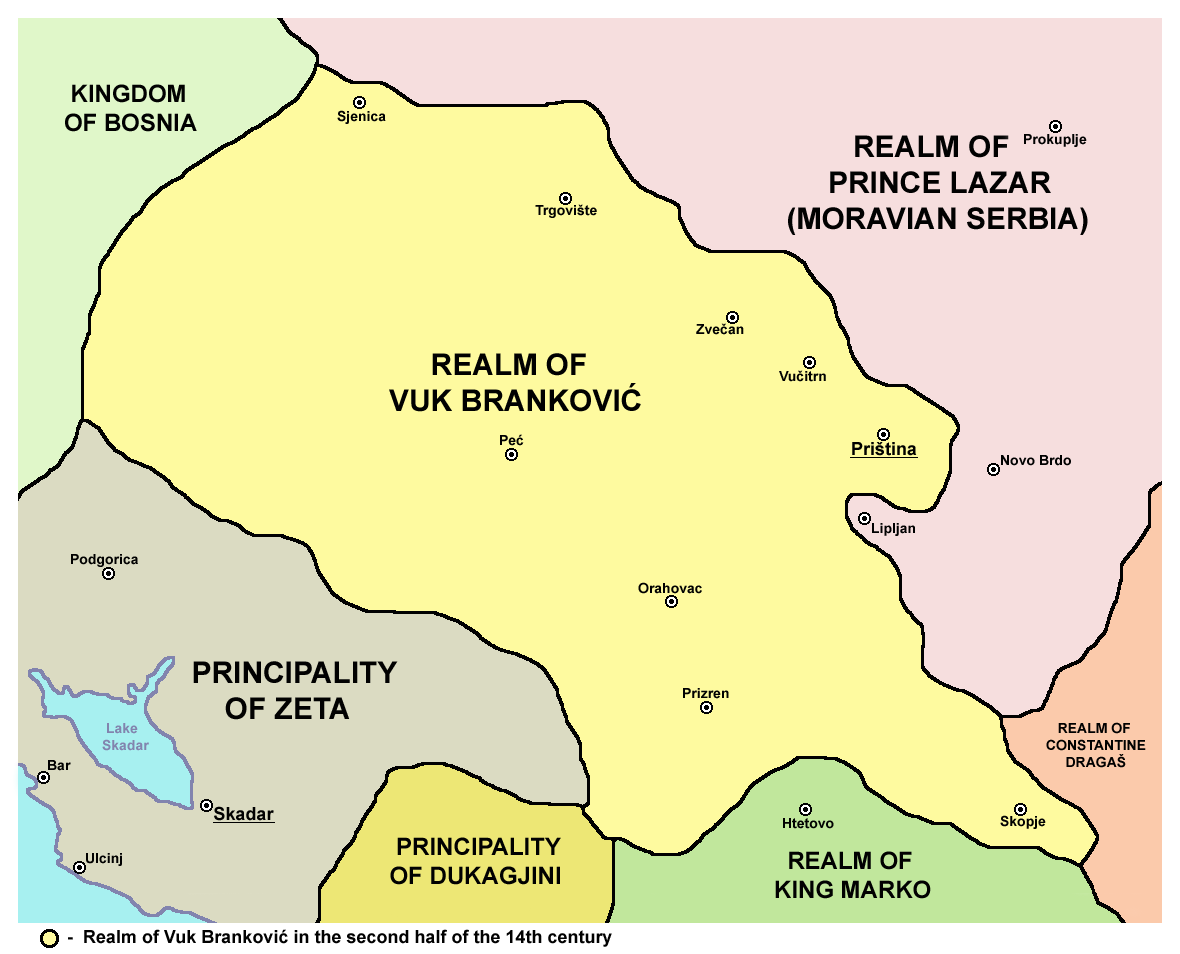
Reame dei Brankovic
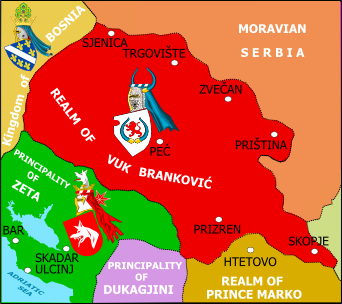
Reame dei Brankovic
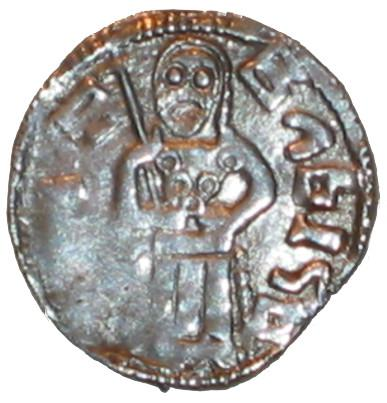
Moneta di Vuk Brankovic

### Battaglie del Kosovo
Entrambe queste battaglie furono significative per l'intera resistenza contro l'avanzata ottomana nei Balcani. Fosse stata vincente la coalizione serba o ungherese in una o in entrambe le battaglie, ciò avrebbe cambiato la storia, non solo del Kosovo. La Prima Battaglia del Kosovo segnò il destino della resistenza serba e divenne un simbolo nazionale di eroismo e di ammirevole lotta contro ogni probabilità.
Malgrado la sconfitta nella Seconda Battaglia del Kosovo, alla fine Hunyadi fu vittorioso nella sua resistenza e sconfisse gli Ottomani nel regno d'Ungheria. Skanderbeg fu l'unico vittorioso nella sua resistenza in Albania (che includeva anche il Kosovo, da cui proveniva il suo alleato-rivale Lekë Dukagjini, autore del Kanun albanese), una causa che fu poi perduta in seguito alla sua morte del 1468. Entrambi questi leader ebbero un rilevante significato (come lo ebbe il capo valacco Vlad III Dracula) nella loro azione di resistenza che dette all'Austria e all'Italia maggior tempo per prepararsi a fronteggiare l'avanzata ottomana.

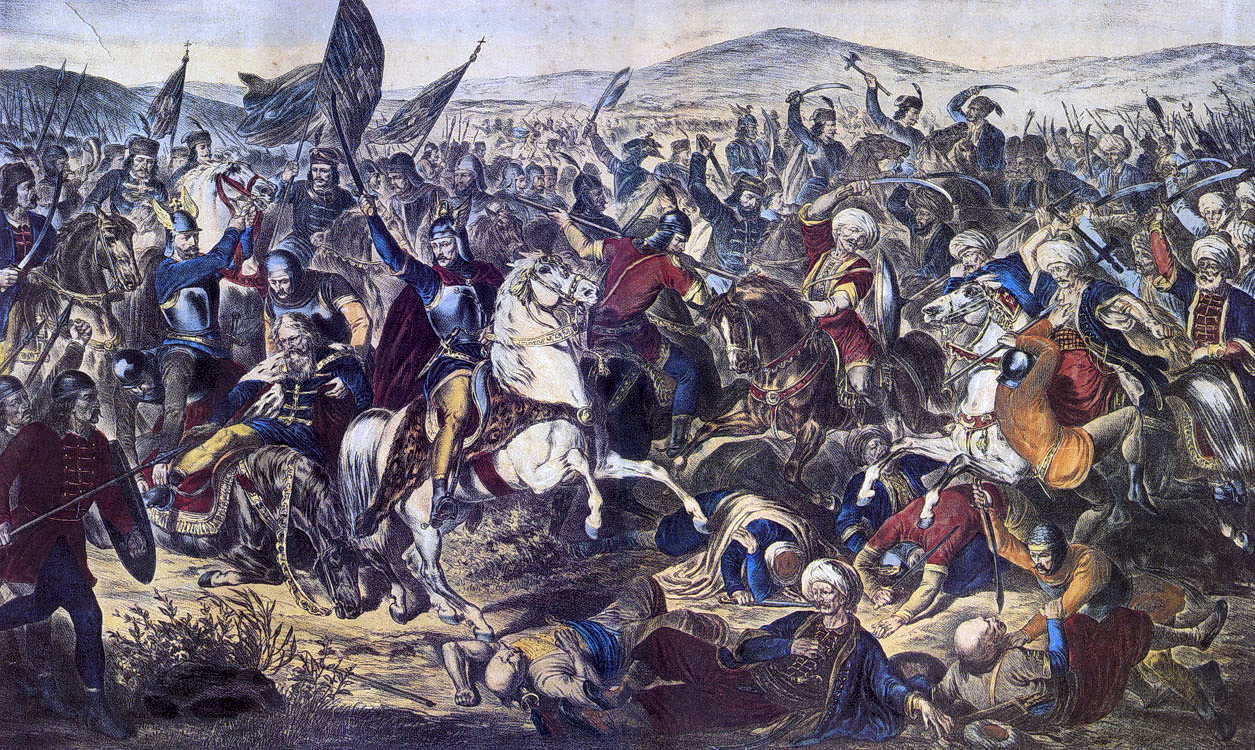
Battaglia di Kosovo Polje, Adam Stefanovic, olio, 1870

La battaglia della Piana dei Merli avvenne sul campo omonimo il 15 giugno 1389, quando il knez (principe) di Serbia, Lazar Hrebeljanović, radunò una coalizione di soldati cristiani, composta da serbi ma anche da bosniaci e magiari, e di un contingente di mercenari sassoni. Il Sultano ottomano Murad I riunì anch'egli una coalizione di soldati e volontari dei vicini paesi di Rumelia e Anatolia. Fornire cifre esatte non è facile, ma resoconti degli storici più affidabili suggeriscono che l'esercito cristiano era di gran lunga inferiore a quello ottomano. Il totale dei due eserciti fa pensare a meno di 100.000 uomini. L'esercito serbo fu sgominato e Lazar trucidato, mentre Murad I fu ucciso da Miloš Obilić sulle cui origini si discute.
In seguito a ciò, il figlio di Lazar e altri principati serbi accettarono un vassallaggio nominale al Sultano ottomano, cui venne offerta in sposa la figlia di Lazar per suggellare la pace. Ma già nel 1459 i turchi avevano conquistato la nuova capitale serba, Smederevo, lasciando Belgrado e la Vojvodina sotto il potere magiaro fino alla metà del XVI secolo.
La seconda e la più importante battaglia del Kosovo fu combattuta da Giorgio Castriota Scanderbeg, che liberò Kosovo e Albania dall'invasione degli ottomani nella battaglia di Mokra il 10 ottobre 1445. L'esercito ottomano con 15.000 cavalieri guidato da Firuz Pascià aveva l'ordine di distruggere Scanderbeg e gli albanesi. Castriota lo attese alle gole di Prizren il 10 ottobre 1445 e ne uscì vincitore. 
Murad II aveva mandato un esercito di 25.000 uomini, di cui 15.000 cavalieri, al comando di Alì pascià, il suo migliore generale. Entrarono in Albania dalla parte del Kosovo, dal nord est. Una delle prime misure del principe albanese era stata di creare una schiera di spie militari che aveva distribuito in tutti i nodi di comunicazione tra Adrianopoli e l'Albania. Per questa ragione sapeva e avrebbe saputo sempre bene il numero di nemici diretti verso di lui. Dei 18.000 che poteva reclutare immediatamente ne prese 15.000, di cui 7.000 cavalieri ed accampò a Torvioll, vicino all'odierna Tirana, in una piccola valle di sette miglia per tre circondata da monti coperti di boschi. In questi boschi nascose metà della sua cavalleria, lasciò al campo una piccola parte della sua fanteria e mosse con la guardia verso Ali pascià, attirandolo con delle manovre nel piccolo campo dove aveva deciso di dar battaglia. Vi giunse il 28 giugno 1444 e schierò i suoi. Tanush Thopia a destra con i montanari del Dukagjini e i soldati mandati da Arianit Comneno. A sinistra Mosè di Dibra (Moisi Golemi) con i bulgari della Mokrena (regione sotto il dominio dei Castriota) e i montanari del suo feudo. Al centro la guardia con Scanderbeg. Vrana Konti comandava una riserva più arretrata di 3.000 uomini. Altri tremila al comando di Hamza Castriota erano nascosti nei boschi intorno al campo. La superiorità nemica era praticamente annullata dall'angustia del campo. I turchi non potevano circondare l'esercito cristiano. Scanderbeg carico a fondo con la cavalleria della guardia al cuore dell'esercito, dove si trovava Alì pascià, che fuggì senza indugio. I turchi ebbero 8.000 morti, 2.000 prigionieri, 24 bandiere perse e tutto il loro campo fini nelle mani dei vincitori. Murad II, spaventato dai preparativi cristiani, chiese la pace agli ungheresi e la ottenne per dieci anni, nonostante le pressioni che faceva su Hunyadi il cardinale Iuliani. Il 12 luglio 1444 essa fu sottoscritta a Szegedin, con le condizioni per il sultano di restituire la Serbia occupata a Đurađ Branković insieme ai figli presi in pegno e l'impegno a non invadere le terre di Scanderbeg.
La pace decennale però durò sei settimane. Iuliani convinse Ladislao di Polonia e Ungheria a rompere il trattato e ad attaccare approfittando dell'assenza del sultano. Ladislao entrò in Bulgaria con un "fritto misto" di 14.000 tra polacchi, ungheresi e romeni. Mise il campo a Varna e attese che giungessero gli alleati crociati. Scanderbeg s'era impegnato con l'alleato polacco a raggiungerlo e si mise in movimento il 15 ottobre, dopo aver raccolto altri 15.000 uomini insieme alla sua guardia. Vi sarebbe giunto se non avesse trovato il passo sbarrato dal Brankoviç, il quale, non avendo rotto la pace col sultano, non voleva inimicarsi quest'ultimo. Scanderbeg aveva perso tre settimane in trattative quando diede ordine ai suoi di passare comunque, volenti o nolenti i serbi. Si era già inoltrato in Serbia, quando venne a sapere da ungheresi e polacchi fuggiaschi della sconfitta e della morte di Ladislao. 
Non avendo nessuno chiesto la pace, Murad II dovette continuare la lotta nei Balcani e non aveva tempo per occuparsi di Scanderbeg. Gli mandò Hajredin Bey con proposte di pace che vennero rifiutate. Per tenerlo sotto controllo venne inviato Firuz pascià con novemila cavalieri. Non dovevano provocare in alcun modo gli albanesi, ma dovevano attenderlo e tendergli qualche imboscata nel momento in cui avesse varcato il confine. Scanderbeg lo affrontò nella pianura della Mokrena, abitata da bulgari, ma sotto il suo dominio, con la sola sua guardia. Lo affrontò il 10 ottobre 1445 in un bosco, nei pressi di Prizren, dove lo aveva spinto con numerose azioni di guerriglia. Gli uomini a cavallo ottomani erano impediti dagli alberi e furono annientati dagli albanesi appiedati che sbucavano da tutti i nascondigli possibili. Lasciando mille e cinquecento morti e mille prigionieri Firuz pascià tornò ad Adrianopoli.
Giorgio Castriota Scanderbeg fu l'unico condottiero a liberare il Kosovo dall'invasione degli ottomani. Il Kosovo mantenne la propria indipendenza insieme all'Albania fino alla morte di Scanderbeg nel 1468. In seguito la regione fu conquistata di nuovo dai Turchi.
La terza battaglia fu combattuta lungo l'arco di due giorni nell'ottobre del 1448, fra una forza ungherese comandata da Giovanni Hunyadi e un esercito ottomano guidato da Murad II. Significativamente più imponente della prima battaglia, con entrambi gli eserciti del doppio della consistenza della prima battaglia del 1389, il risultato finale fu però il medesimo, e l'esercito ungherese fu sconfitto in battaglia e cacciato in fuga. Skanderbeg non riusci a prendere parte alla battaglia. Quando le sue truppe albanesi si mossero per unirsi a quelle ungheresi, esse caddero in un'imboscata tesa loro dal serbo Đurađ Branković, alleato dei ottomani, e non giunsero mai sul campo di battaglia. Sebbene la sconfitta in battaglia costituisse un passo indietro per quanti resistevano all'invasione ottomana dell'Europa a quel tempo, essa non costituì un colpo definitivo, tant'è vero che Hunyadi fu in grado di mantenere la resistenza ungherese attiva contro gli Ottomani durante tutta la sua vita.

Disposizione delle truppe
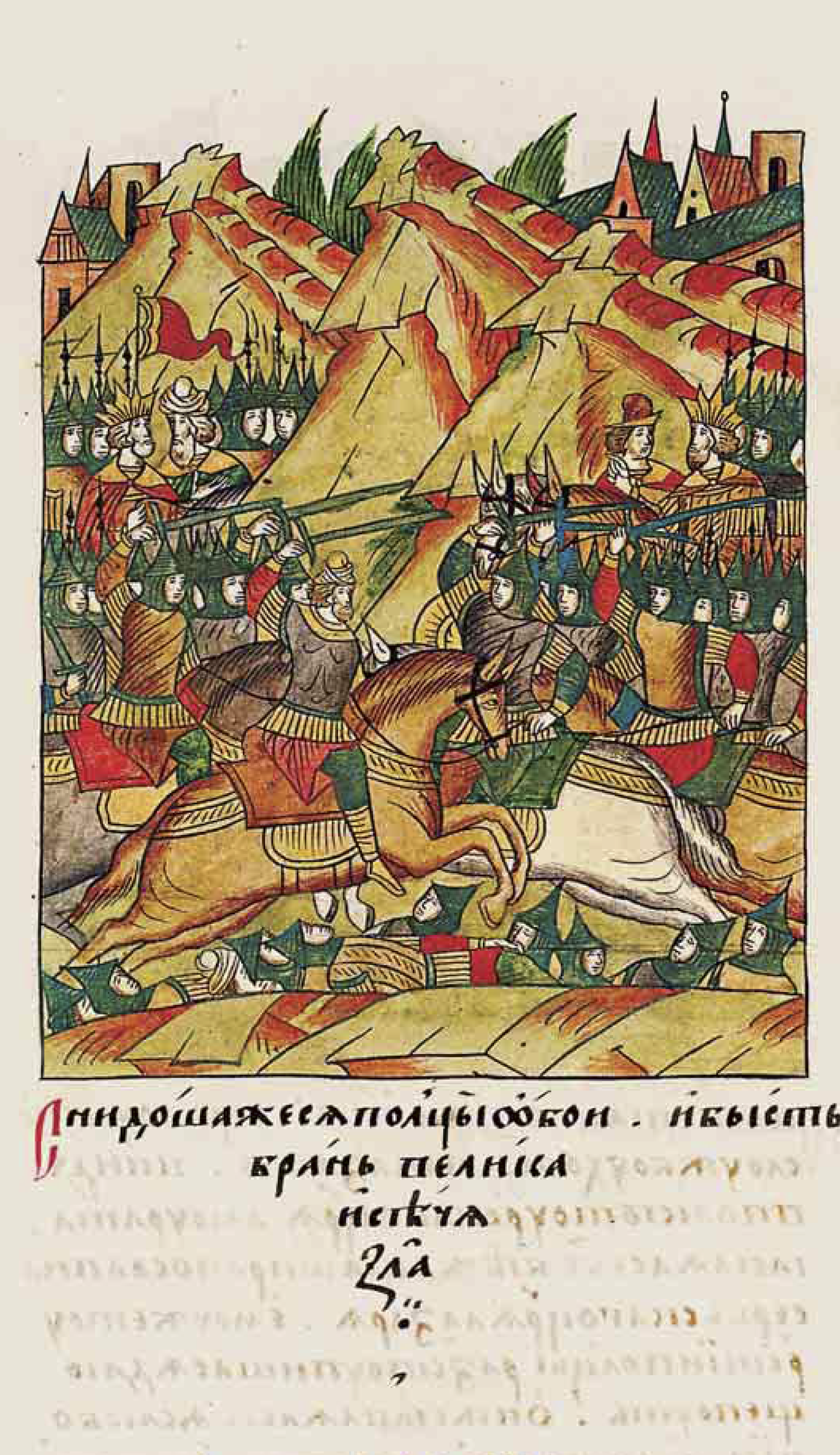
Miniatura russa del XVI sec. (Cronaca di Ivan IV)
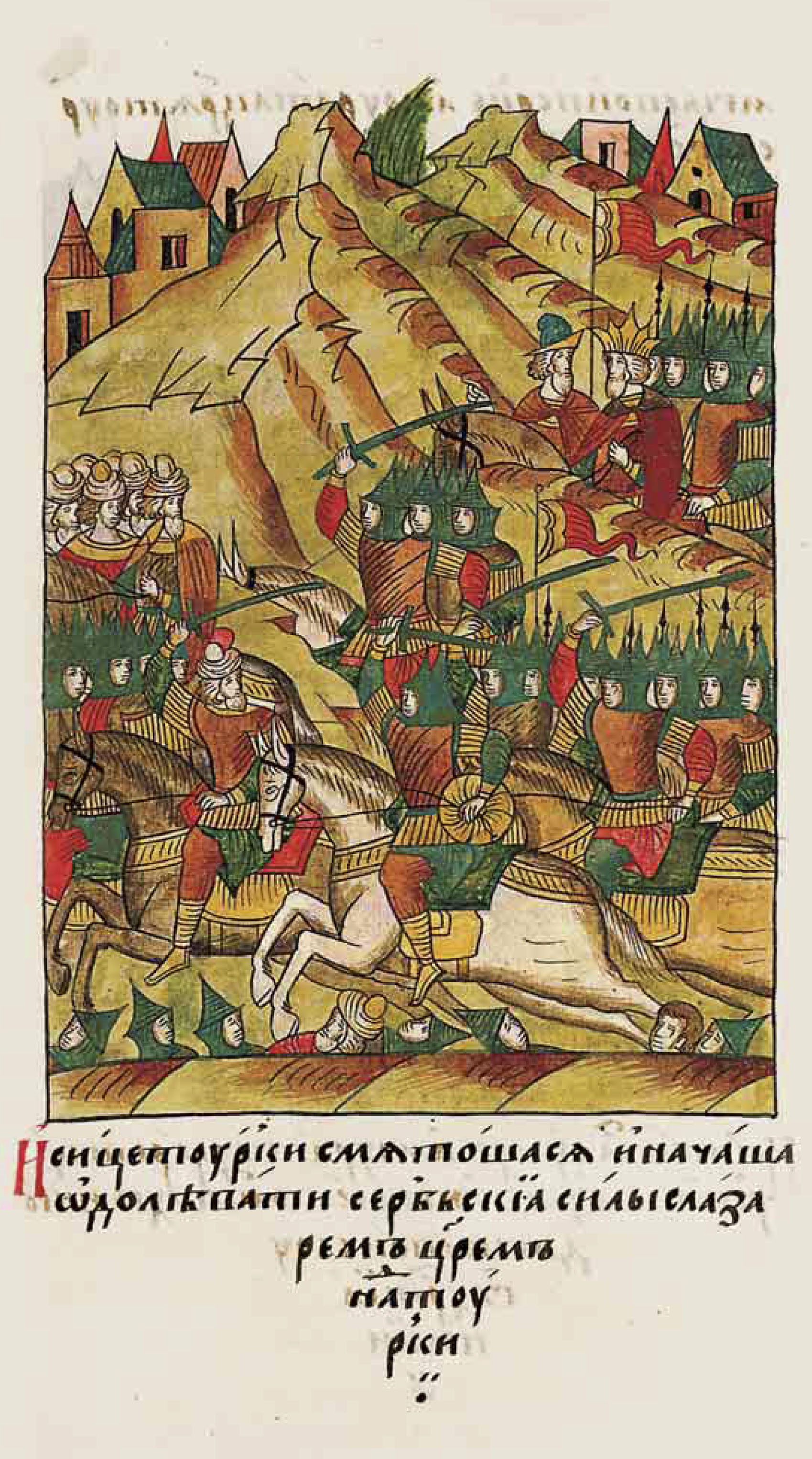
Miniatura russa del XVI sec. (Cronaca di Ivan IV)
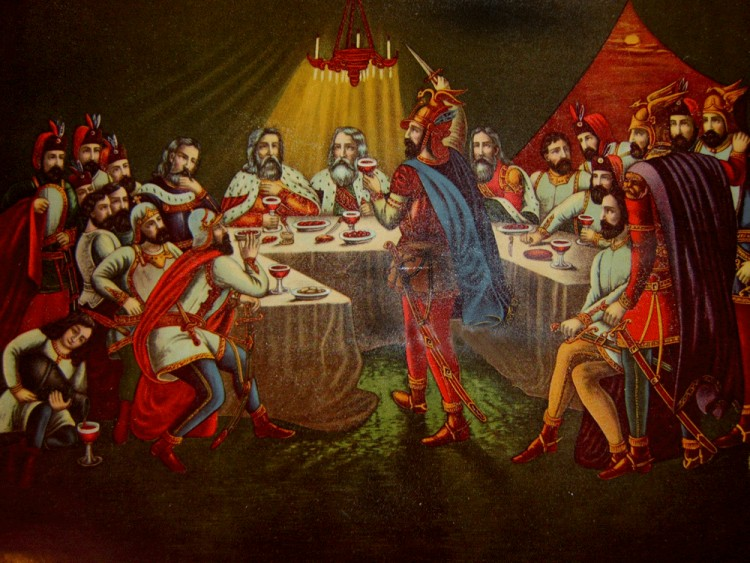
La cena dei principi, dipinto di Adam Stefanović, 1871
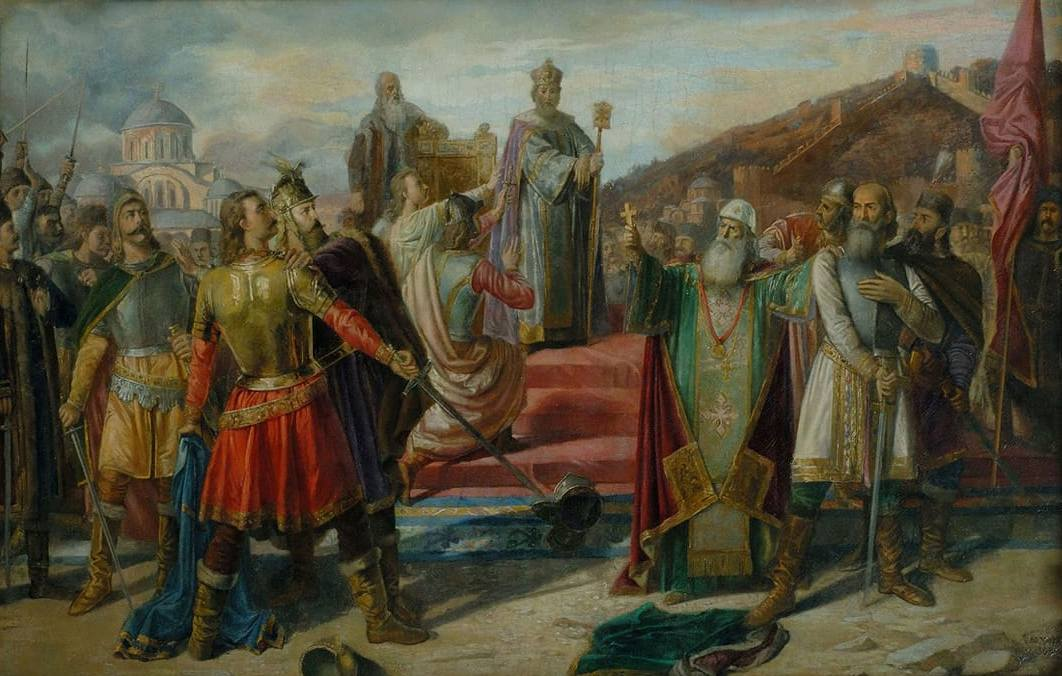
Dipinto di  "Stevo" Todorović, 1889
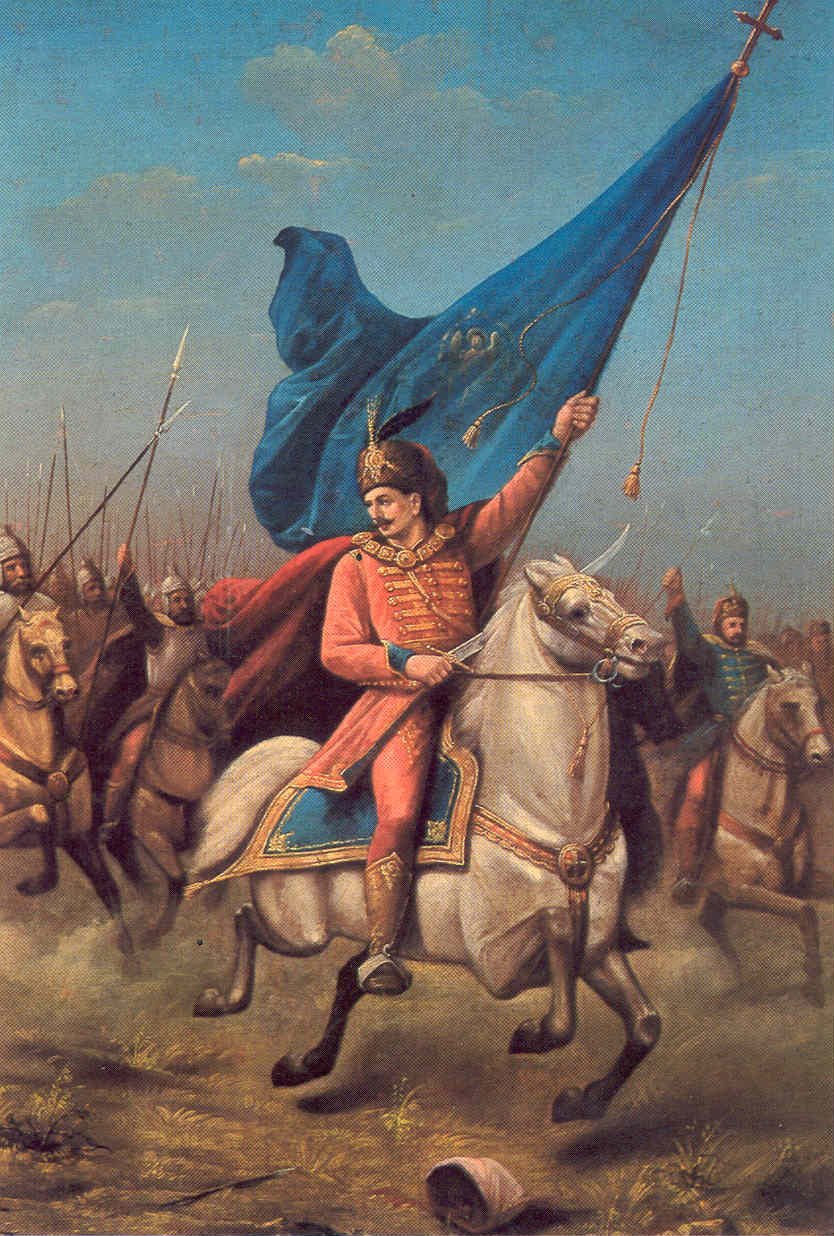
Boško Jugović a cavalo, dipinto di Đorđe Putnik, XIX sec.
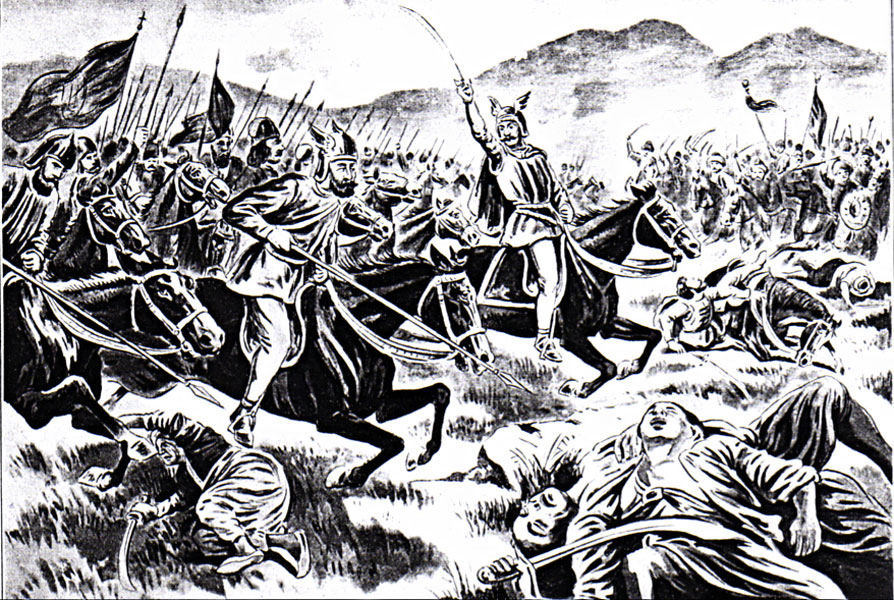
Stampa di Kosta Mandrović, XIX sec.
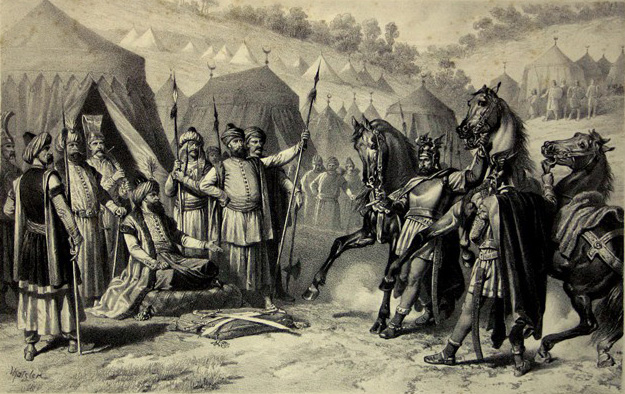
Murat riceve Miloš Obilić. Di Pavle Čortanović and Adam Stefanović, pre-1887.
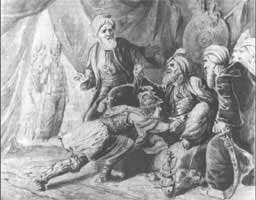
Miloš uccide Murat, di Anastas Jovanović, XIX sec.
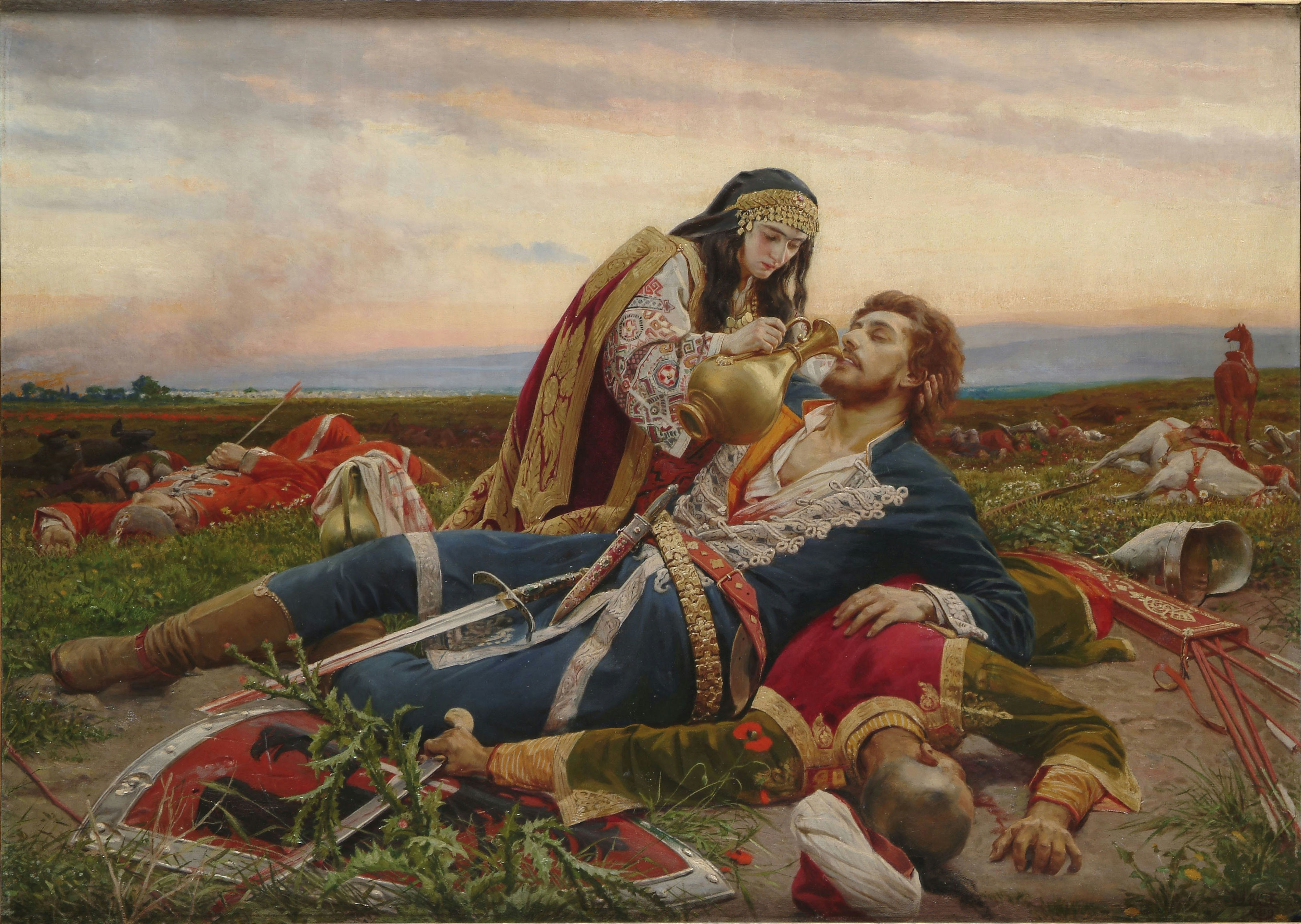
La "ragazza del Kosovo", dipinto di Uroš Predić, 1919
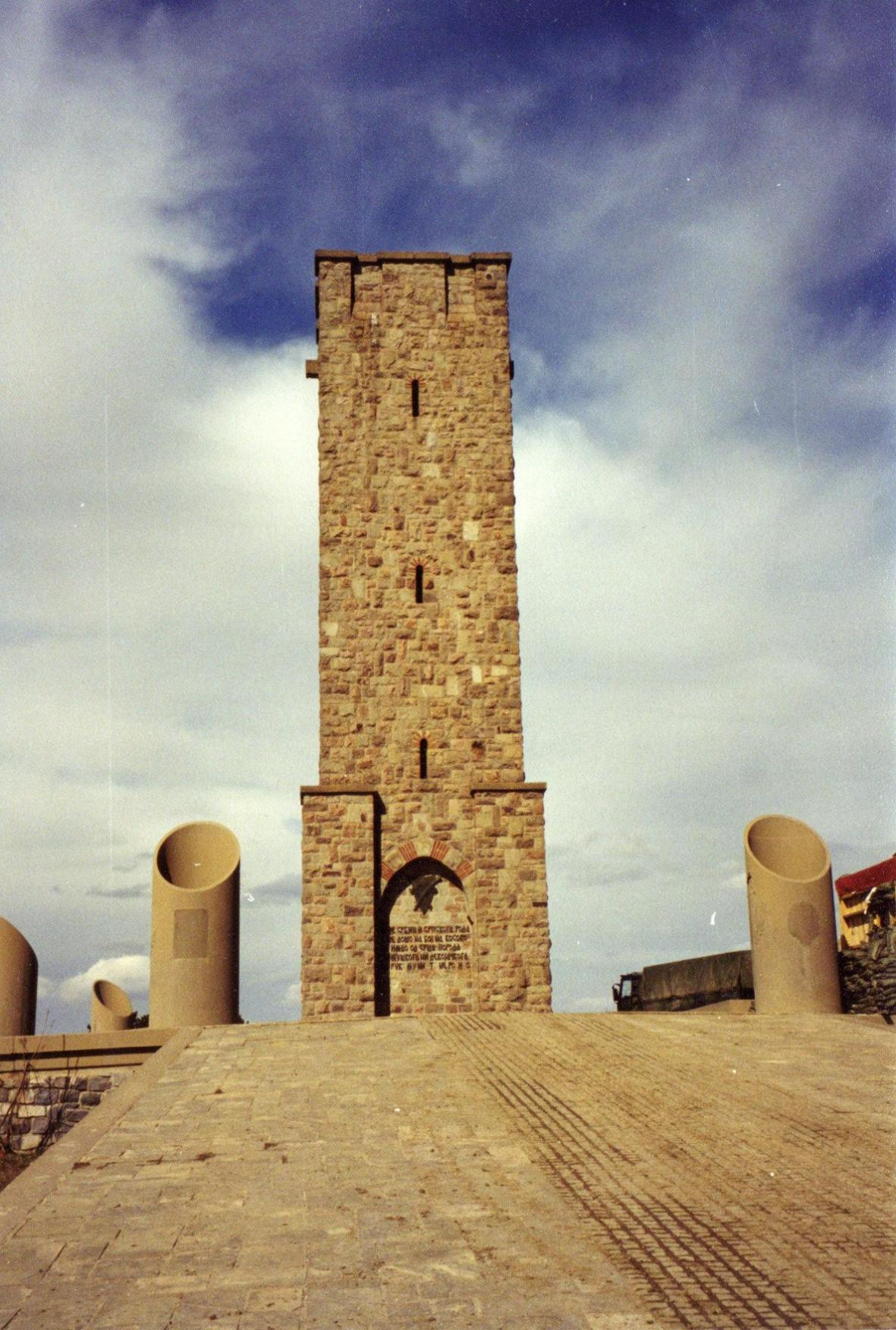
Monumento di Gazimestan

## Il Kosovo nell'Impero ottomano (1455-1912)

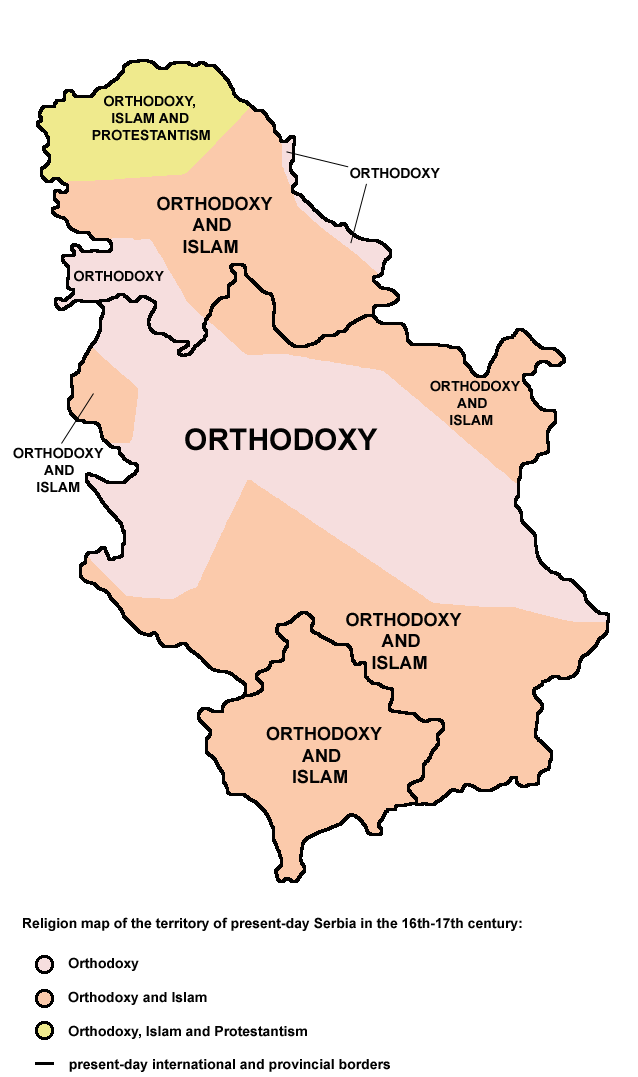
Religioni in Serbia e Kosovo, XVI-XVII sec.

Per cinquecento anni gran parte dei Balcani furono governati dai turchi ottomani, acquistando il nome di Rumelia o Turchia in Europa. Durante questo periodo la penisola venne divisa in numerosi distretti amministrativi, detti sangiaccati ("bandiere" o distretti), ognuno retto da un sanjakbey ("signore del distretto") agiva su porzioni di territorio.
Grazie alla tolleranza religiosa, un gran numero di cristiani continuò a vivere e talvolta a prosperare sotto gli ottomani. Un processo di islamizzazione cominciò poco dopo l'inizio del dominio ottomano ma richiese un considerevole periodo di tempo - almeno un secolo - e fu concentrato dapprima nelle città. Molti abitanti cristiani albanesi si convertirono direttamente all'Islam, piuttosto che pagare tasse ed avere svantaggi a causa della religione. In gran parte i motivi della conversione furono probabilmente economici e sociali, dal momento che i musulmani godevano di assai maggior diritti e privilegi dei soggetti cristiani. La vita religiosa cristiana nondimeno continuò, con chiese che gli ottomani permisero fossero mantenute, anche se le chiese serbe ortodosse e albanesi cattoliche e le loro congregazioni subirono un alto livello di tassazione.
Verso il XVII secolo, diventa evidente un crescente aumento della popolazione albanese inizialmente concentrata in Metohija. Probabilmente questo fu il risultato di migrazioni provenienti da sud-ovest (cioè la moderna Albania) e che gli emigrati portarono con loro l'Islam. C'è di sicuro traccia di migrazioni: numerosi Albanesi kosovari avevano cognomi caratteristici degli abitanti della regione settentrionale albanese di Malësi. Tuttavia altri non li avevano. È anche chiaro che un piccolo numero di slavi - presumibilmente membri della Chiesa serba ortodossa - si convertirono all'Islam sotto il dominio ottomano. Oggi numerosi slavi musulmani di Serbia vivono nella regione del Sangiaccato nella Serbia meridionale, a nord-ovest del Kosovo. Gli storici ritengono che in Metohija vi fosse probabilmente una preesistente popolazione, forse di albanesi cattolici, che in gran parte si convertirono all'Islam, ma si trattava comunque di una decisa minoranza in una regione serba piuttosto spopolata.

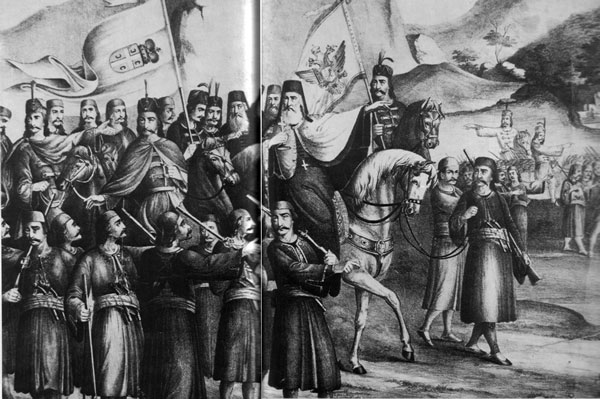
Grande Migrazione. Litografia di Čortanović, 1862

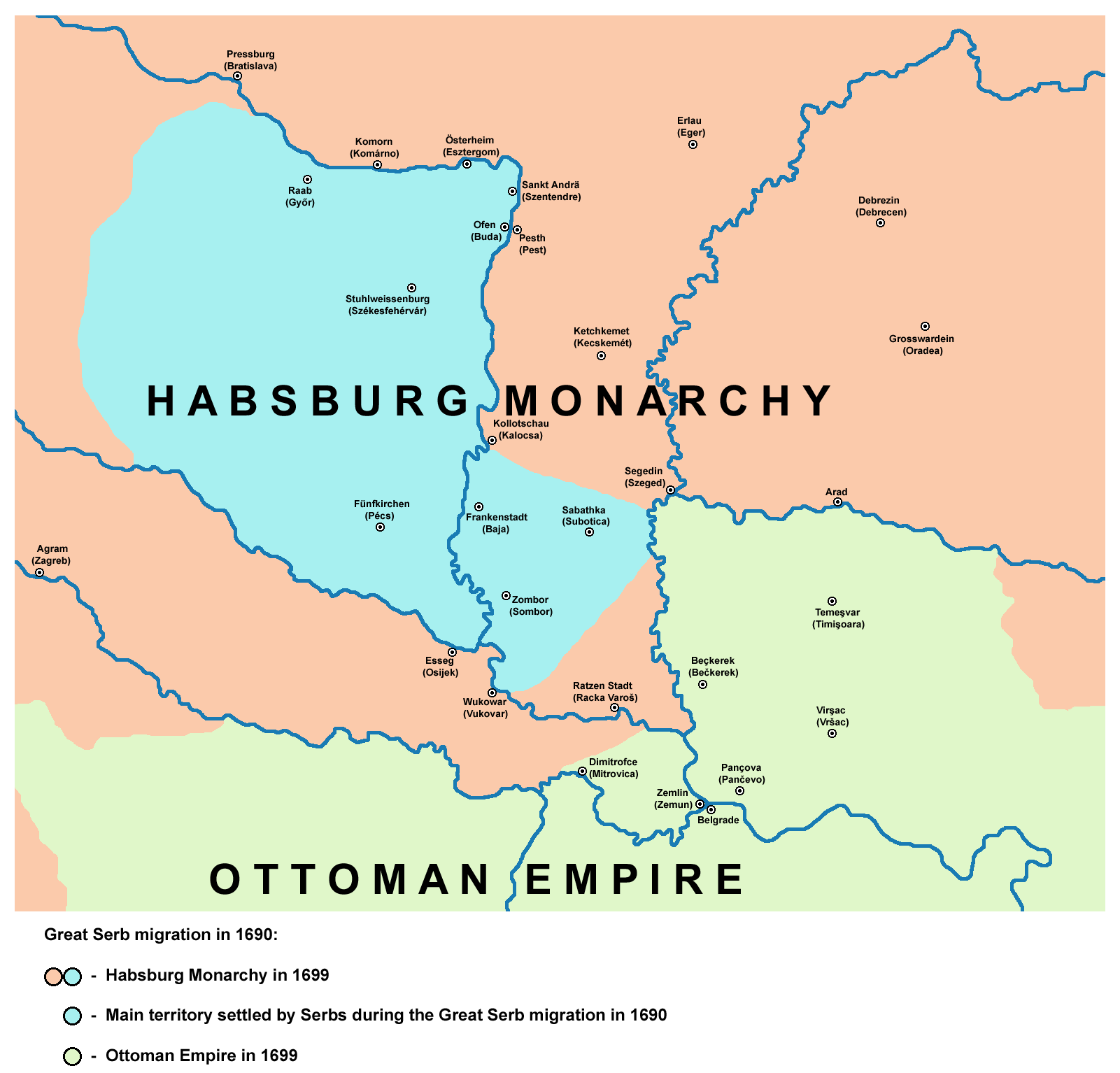
Terre di arrivo della Grande Migrazione

Nel 1689 il Kosovo fu gravemente coinvolto nella Grande Guerra turca (1683-1699), in uno degli eventi epocali della mitologia nazionale serba. Nell'ottobre di quell'anno, una piccola forza austriaca sotto il margravio Ludovico I di Baden aprì una breccia nell'Impero ottomano e si spinse tanto lontano da giungere in Kosovo, a seguito della sua prima conquista di Belgrado. Molti serbi e albanesi giurarono lealtà all'Impero asburgico, con alcuni di costoro che si unirono all'esercito di Ludovico guidati dal vescovo cattolico albanese Pietro Bogdano. Ciò non avvenne senza che vi fosse una reazione generale; numerosi altri serbi e albanesi combatterono dalla parte ottomana per resistere all'avanzata austriaca. Una massiccia contro-offensiva ottomana l'estate seguente obbligò gli austriaci a ripiegare nella loro fortezza di Niš, poi in quella di Belgrado e infine, attraversando il Danubio, nella stessa Austria.
L'offensiva ottomana fu accompagnata da rappresaglie e razzie, inducendo numerosi serbi, inclusi Arsenije III, Patriarca della Chiesa ortodossa serba, a fuggire insieme agli austriaci. Questo evento è stato immortalato nella storia serba come il Velika Seoba ossia "Grande Migrazione". Si dice tradizionalmente che si ebbe un gigantesco esodo di centinaia di migliaia di rifugiati serbi dal Kosovo e dalla Serbia, che lasciò un vuoto riempito da un flusso di immigranti albanesi. Arsenije stesso scrisse di "30.000 anime" che fuggirono con lui in Austria: numero confermato da altre fonti.

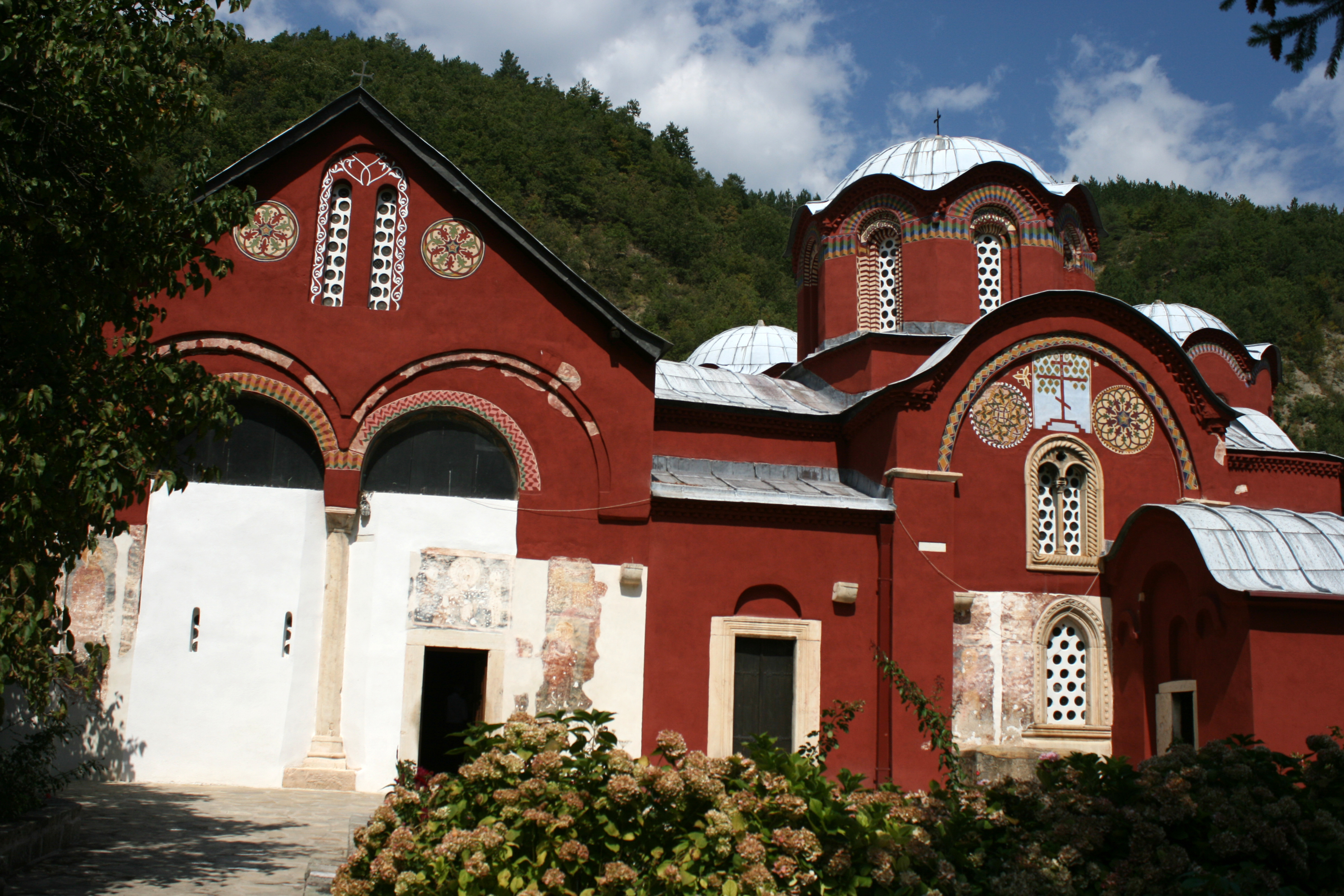
Patriarcato di Peć

### XIX secolo
A partire dall'era napoleonica l'Impero ottomano fu lacerato da una profonda crisi interna e si avviò verso un periodo di declino. La Serbia, sostenuta anche dall'Impero russo, ottenne la sua autonomia dall'Impero ottomano con due rivoluzioni: nel 1804 (guidata da Đorđe Petrović - Karađorđe) e nel 1815 (con Miloš Obrenović), e si strutturò nel semi-indipendente Principato di Serbia (1815), sebbene le truppe turche continuassero a presidiare la capitale, Belgrado, fino al 1867.

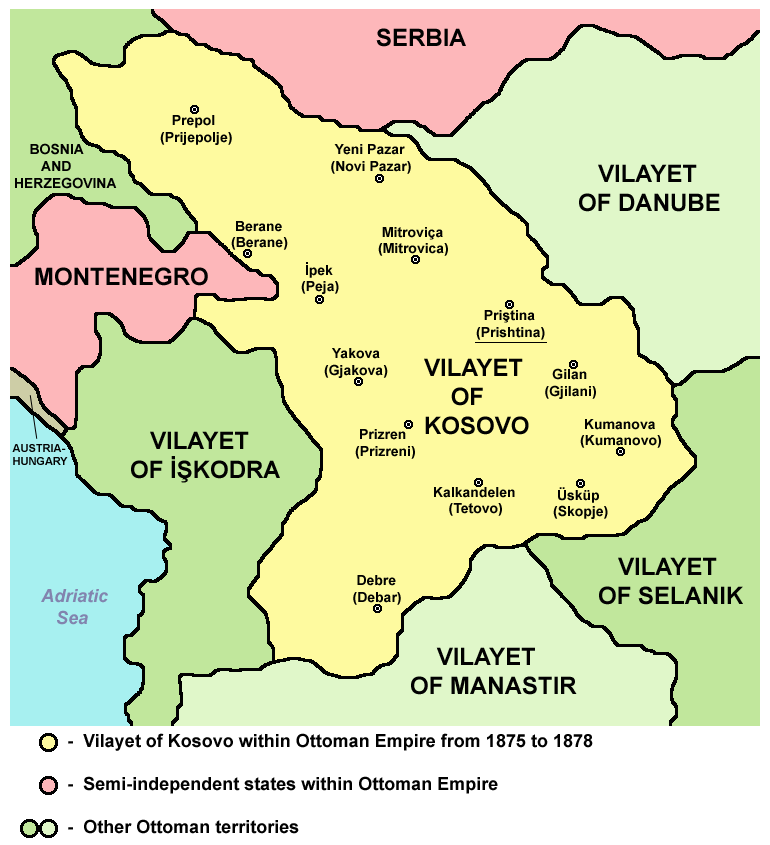
Vilayet del Kosovo, 1875-1878

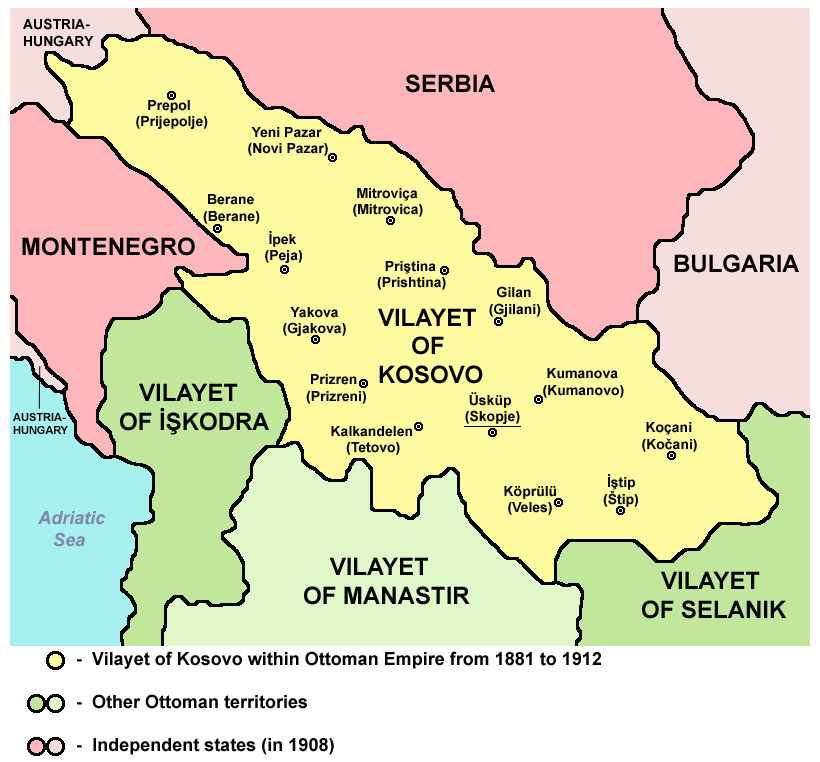
Vilayet del Kosovo, 1881-1912

Nel 1871 molti serbi si riunirono a Prizren auspicando la restaurazione della "vecchia Serbia" ad opera del Principato di Serbia. Le guerre serbo-turca del 1876-1877 (seguita alla rivolta della Bosnia contro l'Impero ottomano nel 1875) e russo-turca del 1877-1878 portarono alla piena indipendenza della Serbia, che al Congresso di Berlino otteneva anche il controllo civile delle città kosovare di Priština e Kosovska Mitrovica.
Il Principato (kneževina o knjaževina) di Serbia ottenne il riconoscimento internazionale della propria indipendenza, concessa dagli ottomani con la Pace di Santo Stefano, al successivo Congresso di Berlino del 1878, assieme al vicino Montenegro, e divenne il Regno di Serbia a partire dal 1882.
In seguito a queste guerre si trovarono in Kosovo molti profughi albanesi dai territori conquistati dalla Serbia.
Nel timore che il Congresso di Berlino avrebbe portato ad una frammentazione dei territori abitati dagli albanesi tra Serbia, Montenegro e Bulgaria, sono tre giorni prima di esso fu fondata la Lega di Prizren, con il sostegno del Sultano.  Lo scopo della Lega era di resistere al dominio ottomano e soprattutto alle incursioni provenienti dalle nazioni balcaniche di recente costituzione. Gli albanesi presto trasformarono la Lega in un movimento nazionale e quindi nel 1881 in un governo per tutti gli albanesi, a prescindere dalle differenze religiose, sotto la presidenza di Ymer Prizreni, assistito da Abdyl Frashëri e Sulejman Vokshi. Su pressione delle potenze europee, dal 1881 l'Impero ottomano contrastò la Lega, e il governo provvisorio fu sconfitto nel 1884.
Nel 1899 fu fondata un'altra lega albanese, la Lega di Peja, guidata da Haxhi Zeka, già membro della Lega di Prizren, con un programma simile: la creazione di un vilayet albanese autonomo. La lega venne sconfitta l'anno seguente dalle forze ottomane, e Zeka venne assassinato da un agente serbo del 1902 col sostegno degli ottomani.
Gli albanesi sostennero il movimento dei Giovani Turchi all'avvio del XX secolo, nella speranza di maggiore autonomia e dell'uso dell'albanese nell'amministrazione e dell'educazione. Nel 1908 20.000 contadini albanesi armati si riunirono a Uroševac per prevenire ogni intervento straniero; i loro leader Bajram Curri e Isa Boletini chiedevano al sultano di promulgare una costituzione e aprire un parlamento. Ma la vittoria dei Giovani Turchi non portò benefici agli albanesi. Scoppiò quindi nel 1909 una rivolta albanese in Kosovo, presto repressa. Il cambiamento al potere a Istanbul fece peggiorare ulteriormente la situazione, con una nuova insurrezione armata contro gli ottomani nell'aprile 1910 guidata da Idriz Seferi e Isa Boletini, che resistette vari mesi prima di doversi ritirare. Il Sultano ottomano visitò il Kosovo nel giugno 1911 durante i colloqui di pace che riguardavano tutti gli abitanti delle regioni albanesi.
Un'ulteriore ribellione albanese nel 1912 fu il pretesto per l'avvio della prima guerra balcanica contro l'impero ottomano. Al suo termine, tre distretti kosovari (Zvečan, Kosovo e Metohija meridionale) vennero incorporati nel Regno di Serbia, mentre la regione della Metochia (Dukagjini) venne annessa al Montenegro.

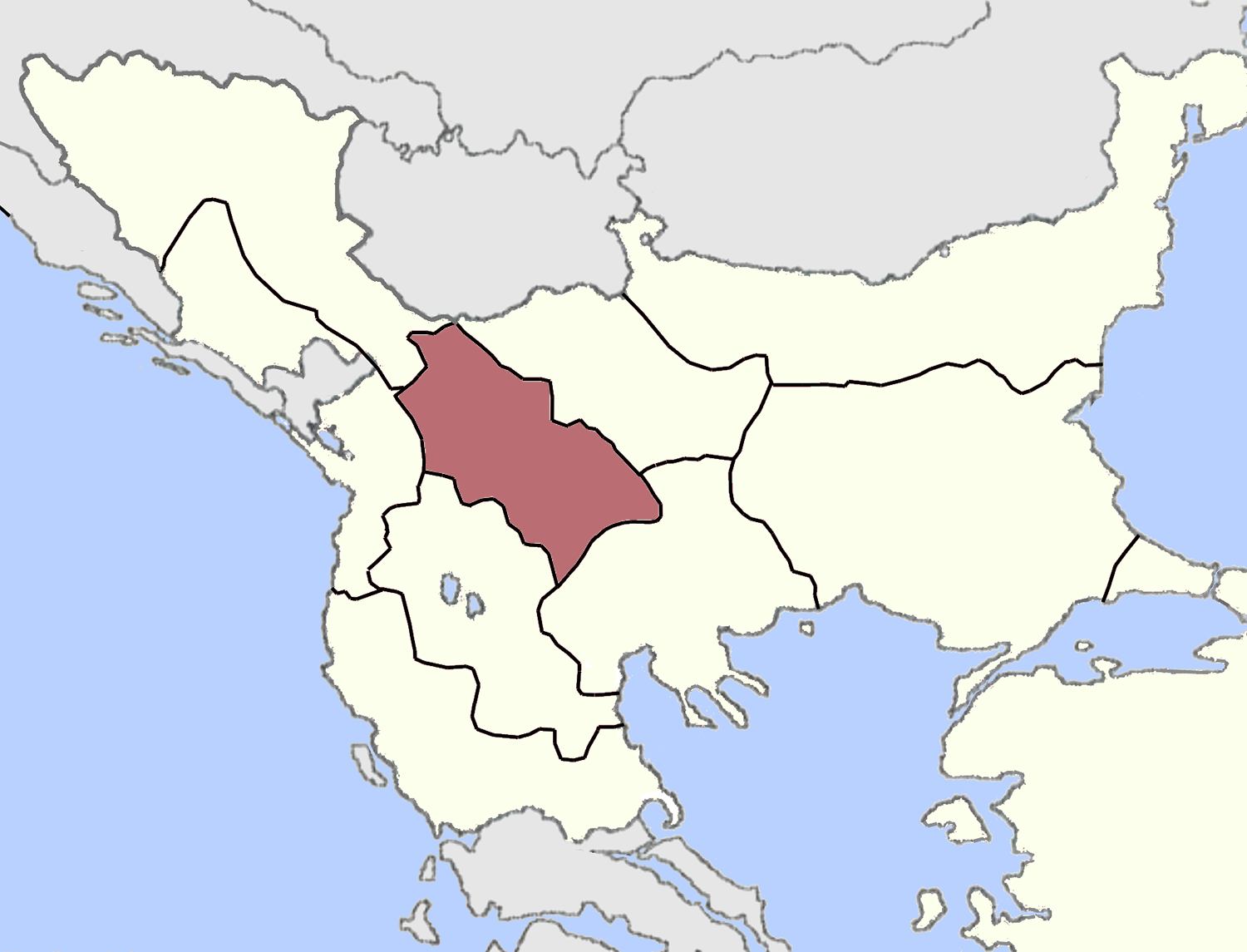
Vilayet del Kosovo (1860)
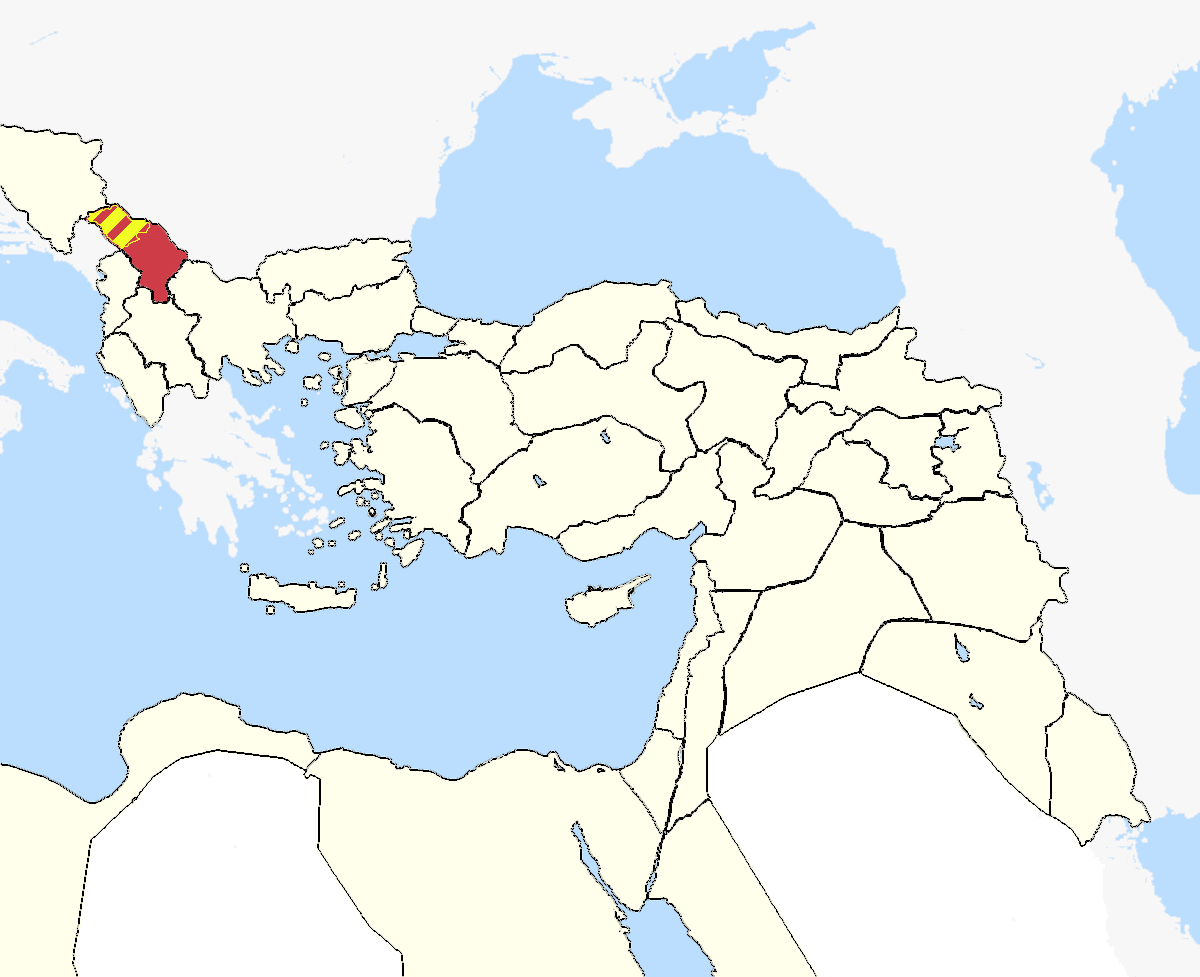
Vilayet del Kosovo (1900)
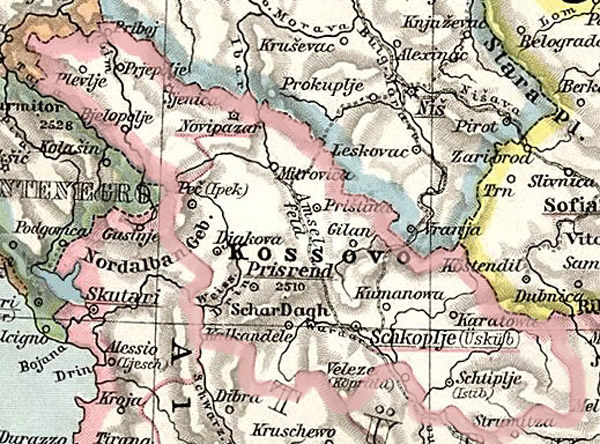
Vilayet del Kosovo (1905)
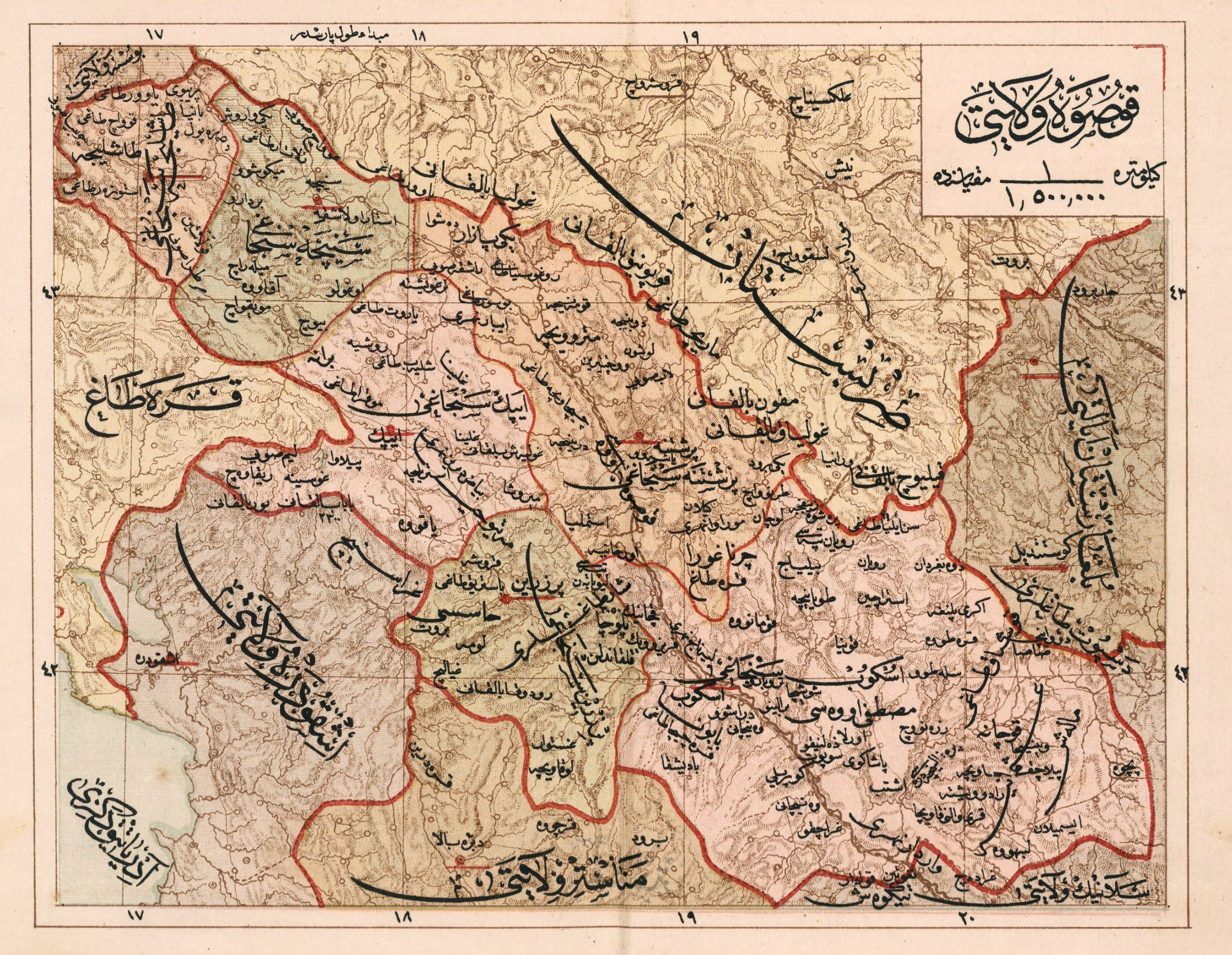
Vilayet del Kosovo (1907)
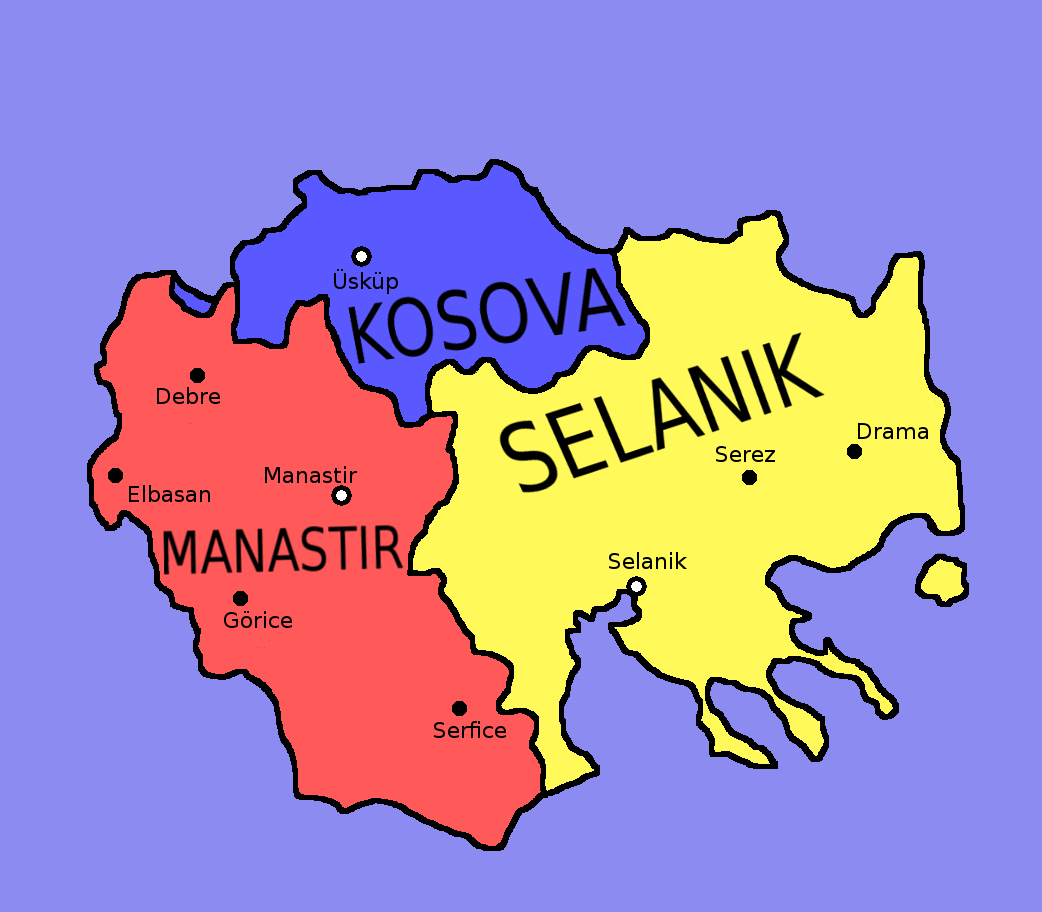
Vilayet della regione storica di Macedonia (1907)
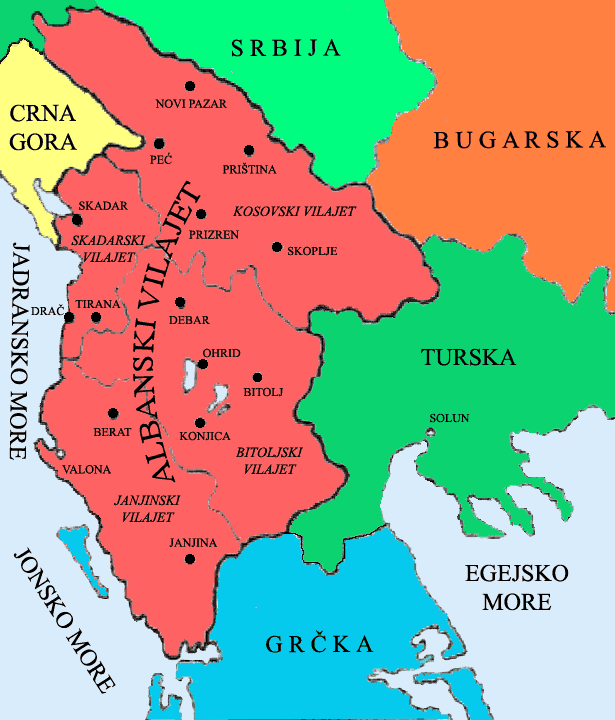
Vilayet albanesi soggetto della Lega di Prizren
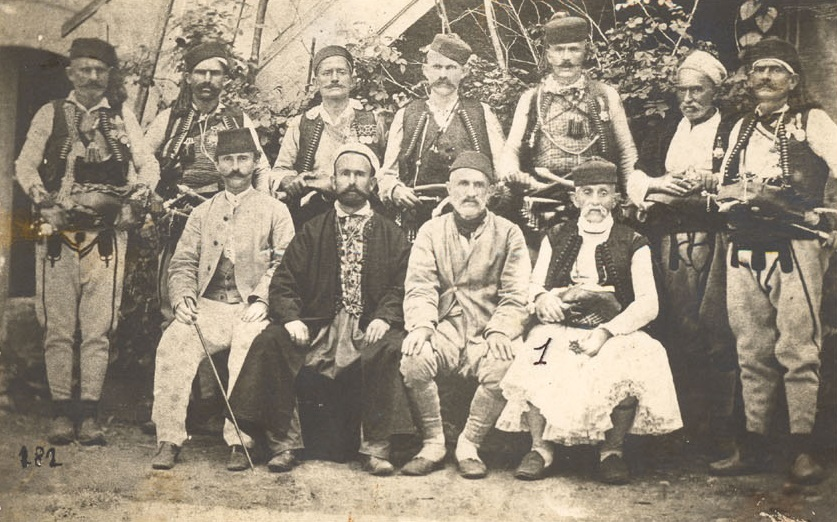
Membri della Lega di Prizren (1878)
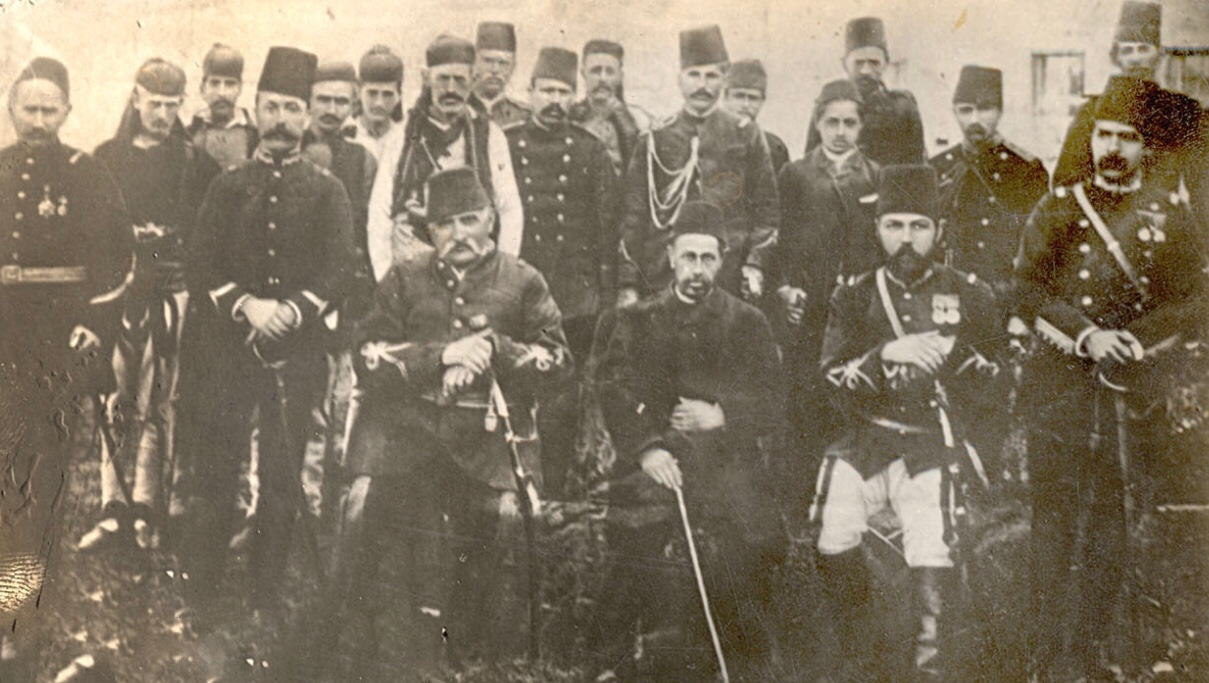
Ali Pasha e la Lega di Prizren (pre-1888)
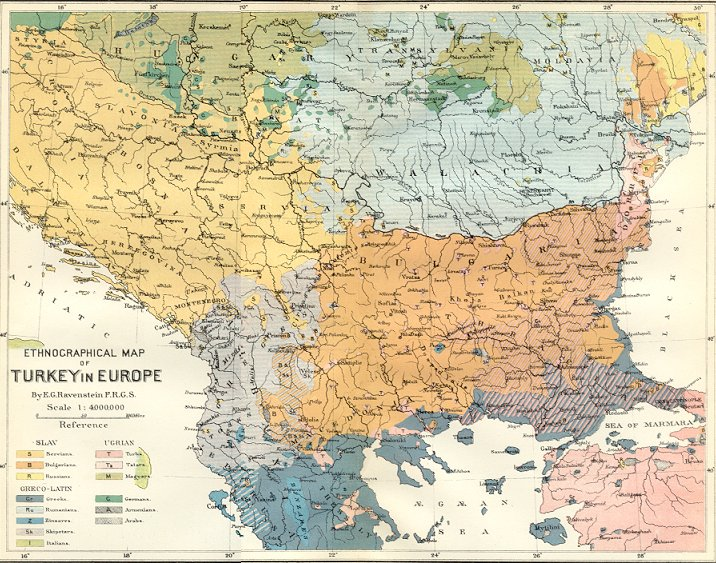
Mappa etnografica dei Balcani, 1880
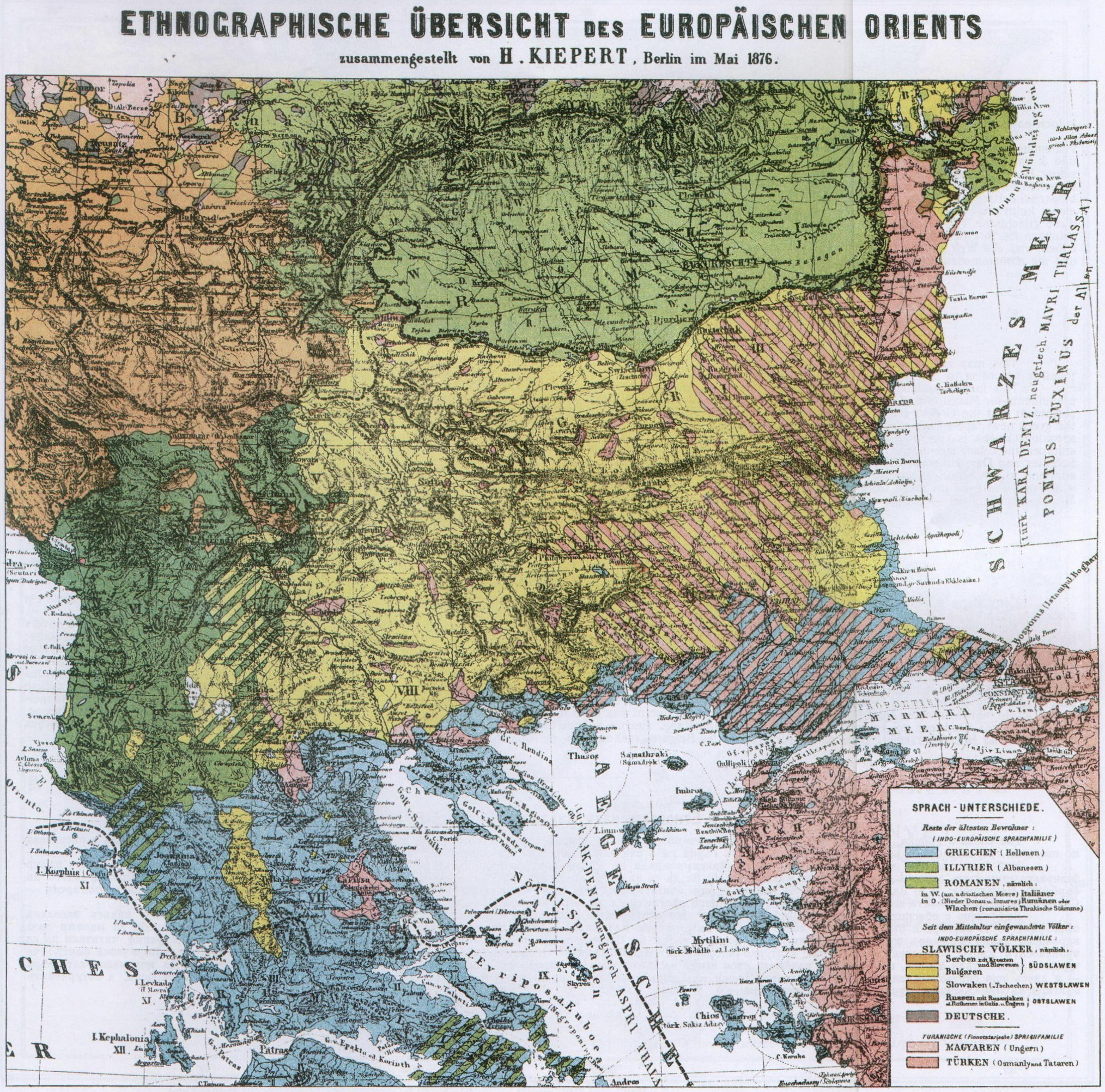
Mappa etnografica dei Balcani, 1882

## Le guerre balcaniche (1912-1913)

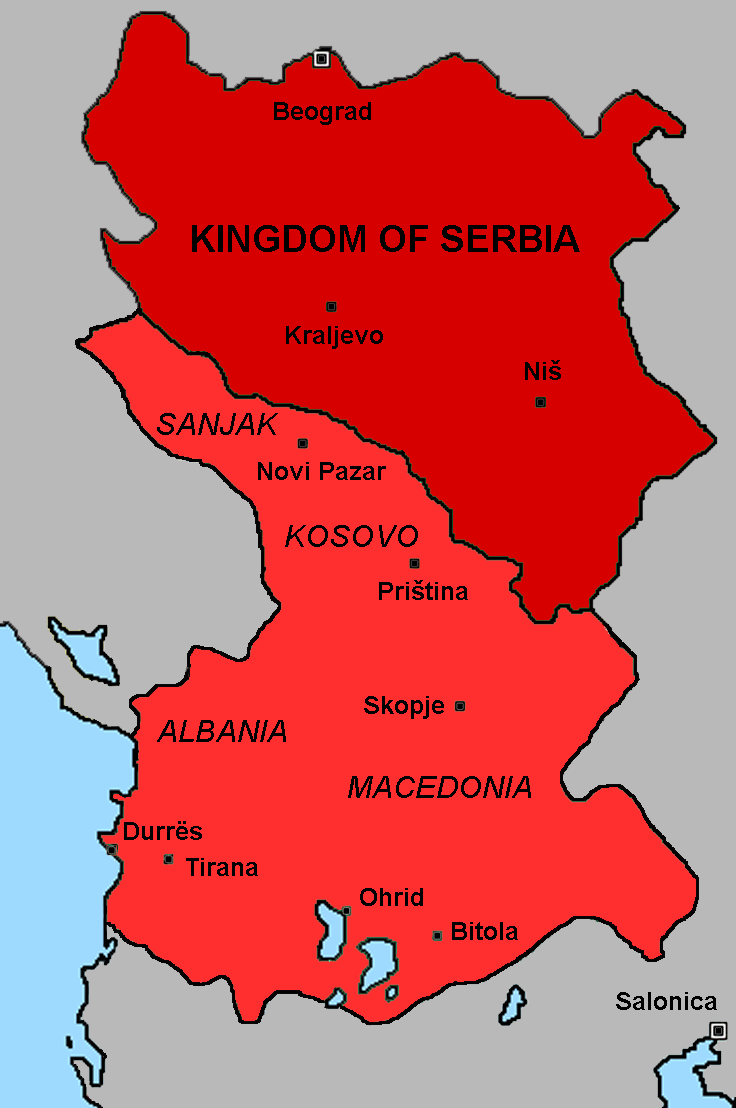
Massima espansione della Serbia durante la seconda guerra balcanica (1913)

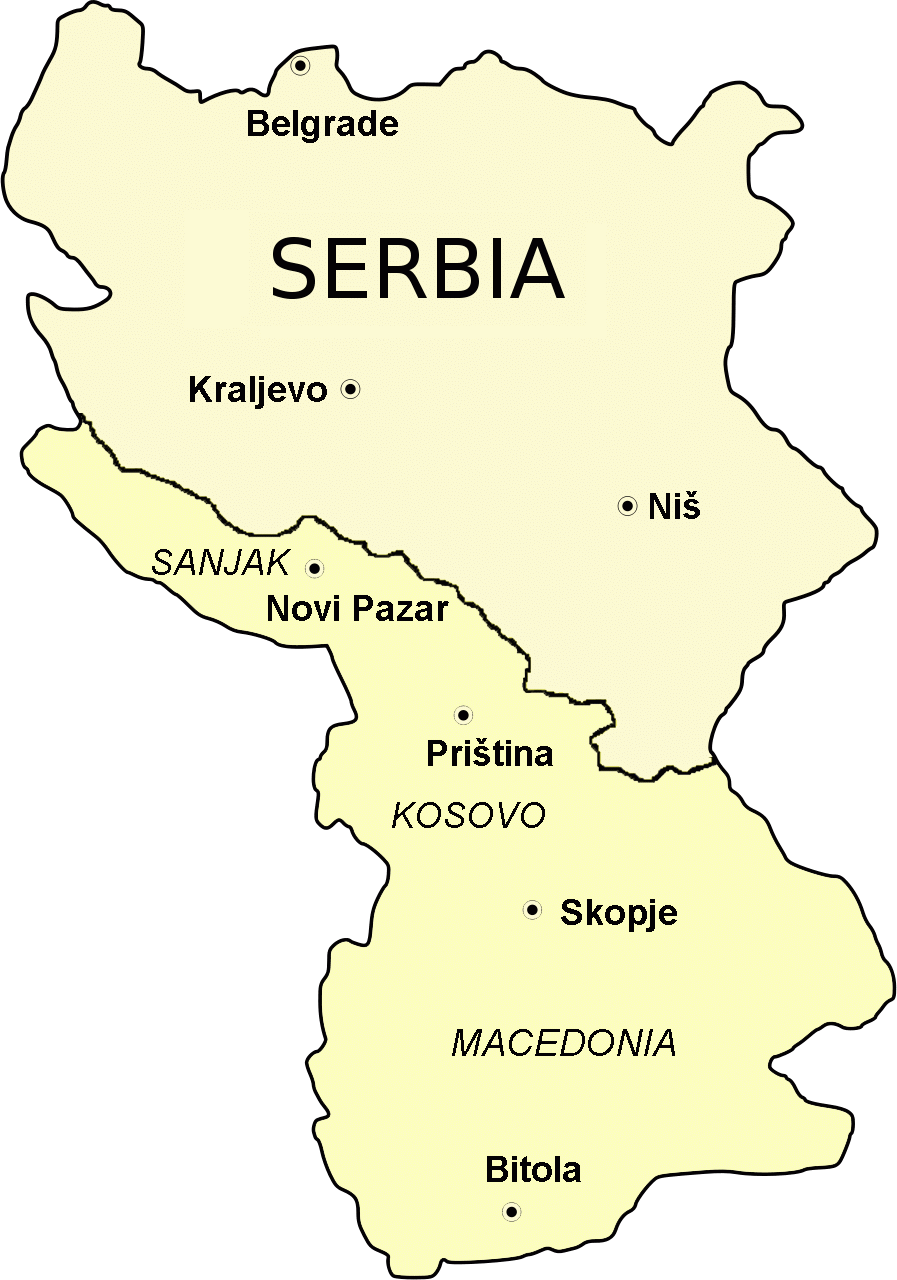
Territori acquisiti dalla Serbia nel 1913

Grazie alla mediazione russa, gli stati balcanici conclusero una serie di accordi in funzione anti-turca nel 1912: tra la Serbia e la Bulgaria nel marzo 1912; tra la Bulgaria e la Grecia nel maggio 1912; il Montenegro, infine, siglò accordi con Serbia e Bulgaria nell'ottobre 1912. Proprio in seguito a questi accordi (la Lega Balcanica), l'8 ottobre si ebbe lo scoppio della Prima Guerra Balcanica. In meno di due mesi, gli Ottomani persero quasi tutti i loro possedimenti nella penisola balcanica e conclusero un armistizio il 3 dicembre, cui fece seguito la Conferenza di Londra, a partire dal 17 dicembre 1912.
Le condizioni di pace furono però giudicate inaccettabili dall'Impero ottomano, sicché le ostilità ripresero fino a un nuovo armistizio, stabilito il 19 aprile 1913. Con la mediazione delle principali potenze europee, il 30 maggio 1913 fu firmato il Trattato di Londra, che pose fine alla guerra.
Sconfitto sul campo l'Impero ottomano, che aveva lungamente negato autonomia al Kosovo, la Conferenza di Londra, a seguito delle specifiche e pressanti richieste in tal senso dell'Austria-Ungheria, negò alla Serbia l'accesso al mare che essa aveva fortemente richiesto, da realizzare annettendo ad essa territori lungo la valle del fiume Drina, sino all'Adriatico. Per contro, la Francia e la Russia, operarono affinché alla Serbia fosse concesso il controllo della Macedonia e del Kosovo, mentre la regione di Peć (Metohija / Dukagjin), compresa tradizionalmente nel Kosovo, fu affidata al Montenegro.
Un'altra conseguenza della prima guerra balcanica fu l'indipendenza dell'Albania, dichiarata a ostilità in corso il 28 novembre 1912 da alcuni esponenti politici del paese che ne temevano la spartizione e riconosciuta internazionalmente l'anno dopo dal trattato di Londra. I vincitori della guerra furono peraltro restii a riconoscere l'indipendenza albanese e una parte dei territori popolati da etnia albanese, fra cui il Kosovo, rimase esclusa dal nuovo Stato.
Il dopoguerra portò politiche oppressive di nazionalizzazione e assimilazione politica e culturale nella maggior parte dei territori conquistati. In Serbia, le libertà di associazione, assemblea e libertà di stampa garantite dalla Costituzione del 1903 non vennero estese ai nuovi territori. I loro abitanti vennero tenuti privi dei diritti politici, ufficialmente a causa dei bassi livelli culturali, ma in realtà per mantenere i non-serbi (maggioranza in tali terre) fuori dalla politica nazionale. L'acquisizione del territorio alla Serbia fu pertanto oggetto di controversia anche a Belgrado; giornali di opposizione come Radicke Novine sottolinearono come i "nuovi serbi" avessero avuto maggiori diritti politici sotto gli ottomani. Avvennero casi di distruzione di edifici ottomani, scuole, bagni, moschee. Nell'ottobre e novembre 1913 i vice-consoli britannici segnalarono intimidazioni sistematiche, detenzioni arbitrarie, pestaggi, violenze sessuali, roghi di villaggi e massacri da parte dei serbi nelle aree annesse. Le autorità di Belgrado non offrirono alcun sostegno alla Commissione Carnegie, composta da una squadra di esperti internazionali ben conosciuti per la loro imparzialità.

## Il Kosovo nel Regno di Jugoslavia (1919-1941)

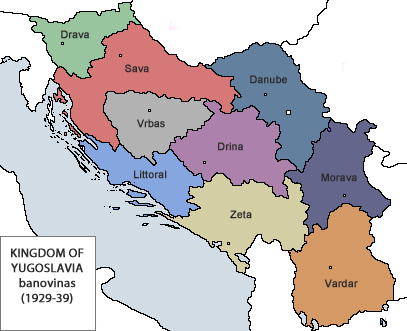
Divisioni amministrative del Regno di Jugoslavia

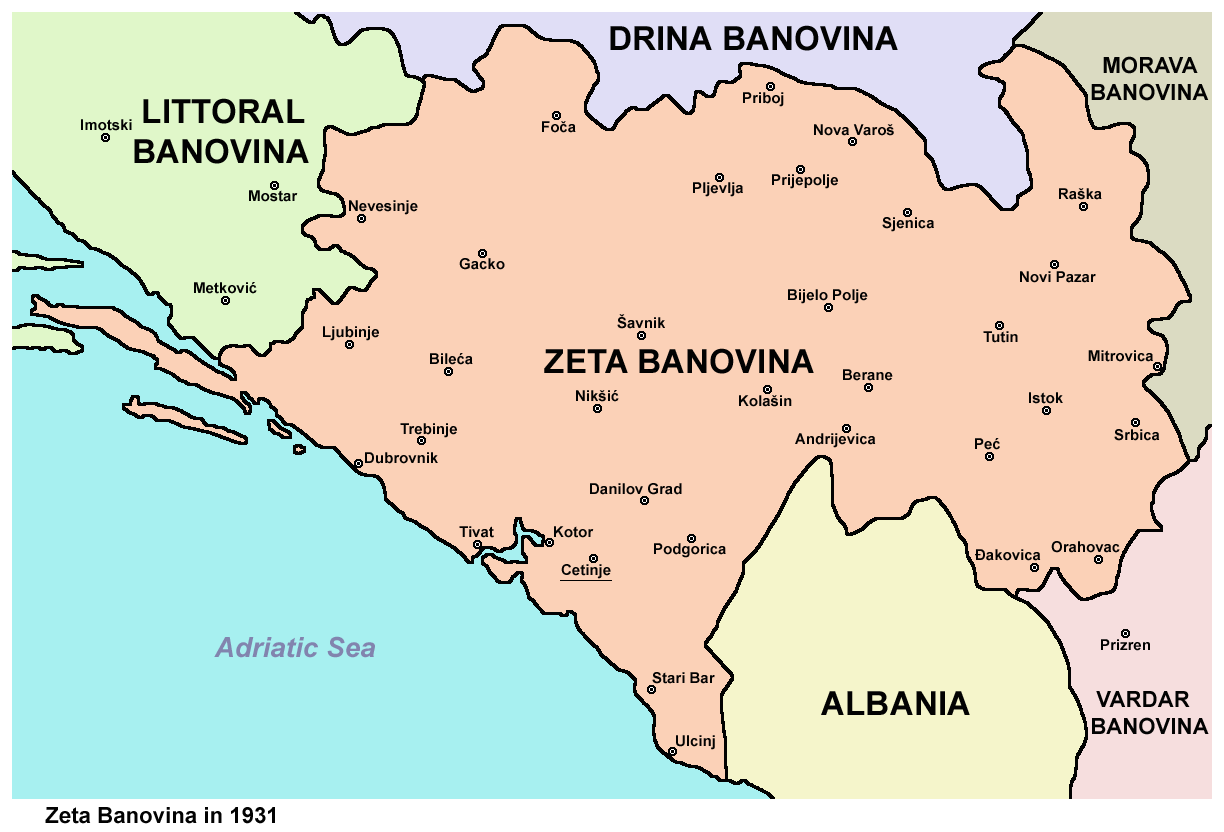
Banovina della Zeta, 1931

Scoppiata nell'agosto 1914 la prima guerra mondiale, l'esercito serbo fu logorato, sconfitto e costretto alla ritirata verso l'Adriatico attraverso il Kosovo che, a partire dall'inverno 1915-1916, fu occupato da truppe dell'Austria-Ungheria e della Bulgaria, con il sostegno della popolazione albanese. Nel 1918, l'esercito serbo rientrò in Kosovo e ne scacciò le truppe degli Imperi centrali, vendicandosi con atrocità sulla popolazione.
Dopo la sconfitta degli Imperi Centrali (novembre 1918), l'unione tra Serbia e Montenegro (1º dicembre 1918) nel nuovo Regno dei Serbi, dei Croati e degli Sloveni, in seguito ridenominato Regno di Jugoslavia, si vide riconosciuto nel 1919 il controllo del Kosovo e della Metohija, ora riuniti.
Si tornò così, nella provincia, alla situazione creatasi nel 1913, con il Kosovo formalmente annesso al nuovo Regno, il cui monarca Alessandro I avviò contatti con la Turchia al fine di aver mano libera nella campagna di repressione che intraprese contro la resistenza alle annessioni opposta dai Kaçaks albanesi del Kosovo e dai Komitadjis in Macedonia.
Nel 1929 il Regno di Jugoslavia venne organizzato in 9 regioni amministrative, dette banovine. Il Kosovo venne spartito fra tre di queste:
- banovina di Zeta (Montenegro, Sangiaccato ed Erzegovina): Kosovska Mitrovica, Peć, Djakovica e Orahovac
- banovina del Vardar (Macedonia): Priština, Prizren, Gnijlane e Uroševac
- banovina della Morava (Serbia centrale): Vučitrn, Podujevo

Nel periodo interbellico, il governo monarchico jugoslavo mise in atto un programma di ricolonizzazione del Kosovo, col fine di alterare l'equilibrio demografico della regione, in quel momento ancora a maggioranza albanese. Durante tale periodo, circa 60-65.000 coloni, al 90% serbi, si stabilirono nel territorio dell'ex vilayet del Kosovo. Assieme ai coloni serbi, venne tentata una politica di emigrazione forzata degli albanesi, col sostegno della Turchia.
Nel 1920 il governo jugoslavo passò il Decreto sulla Colonizzazione delle Province Jugoslave Meridionali; un secondo Decreto sulla Colonizzazione delle Regioni Meridionali venne approvato nel 1931. Vennero offerti incentivi ai veterani della guerra perché si stabilissero in Kosovo, nonostante tale fase venga considerata fallimentare. Solo 60-70.000 persone risposero all'appello, e molte di loro infine non si spostarono in Kosovo.
Tra il 1981 e il 1921, le espulsioni degli albanesi ne ridussero la popolazione da circa un milione a 439.500. Negli anni '30, la Jugoslavia firmò trattati con la Turchia (che tuttavia non furono mai messi in atto) perché essa accogliesse i musulmani espulsi. Un trattato del 1935 puntava al trasferimento di circa 200.000 musulmani albanesi, mentre un secondo trattato del 1938 puntava a trasferirne 40.000 famiglie.
Questa lenta politica di pulizia etnica e culturale proseguì sino alla vigilia della Seconda guerra mondiale, quando i cittadini di etnia albanese in Kosovo divennero meno del 50% del totale.

## La Seconda guerra mondiale (1941-1945)

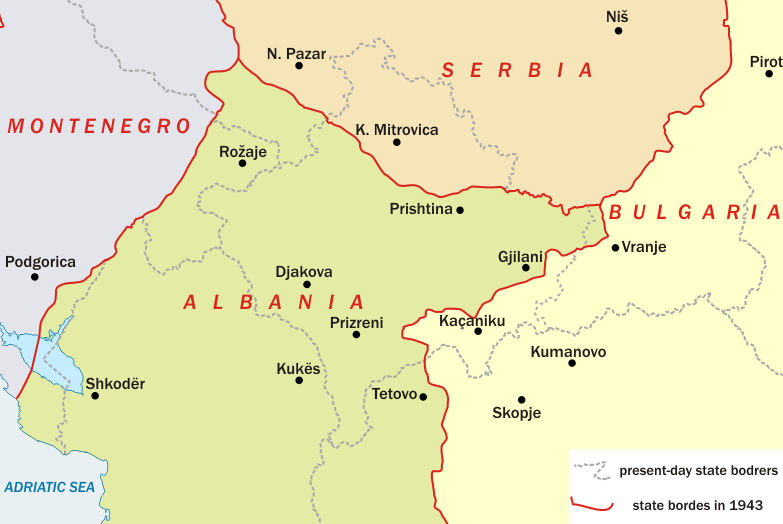
Il Kosovo durante la seconda guerra mondiale

A seguito dell'invasione della Jugoslavia condotta nell'aprile 1941 dagli eserciti tedesco ed italiano, le rispettive forze d'occupazione si divisero il controllo della provincia del Kosovo. Il ricco nord minerario rimase incluso, come in precedenza, nella Serbia occupata dalla Germania, mentre il sud fu incorporato all'Albania, sotto occupazione italiana (Provincia di Pristina).
Nel Kosovo sotto occupazione italiana si rifugiarono, oltre ai circa 500 ebrei locali, varie comunità ebraiche da Serbia, Macedonia, Bulgaria e altrove, convinte che sarebbero state più protette. Effettivamente, mentre i tedeschi procedettero alla liquidazione della popolazione ebraica di Novi Pazar e Kosovska Mitrovica nel marzo 1942, la maggior parte degli ebrei nel Kosovo italiano poterono passare a Berat e nel resto dell'Albania, dove furono protetti dalla popolazione locale fino al termine della guerra; altri, tuttavia, furono consegnati dagli italiani ai nazisti e perirono.
Gli albanesi del Kosovo, vista la caratteristica "a somma zero" delle relazioni con i serbi del Kosovo fino ad allora, videro con favore il crollo della Jugoslavia e collaborarono con italiani e tedeschi per raggiungere l'obiettivo politico di unificazione all'Albania. Il commissario civile italiano, Carlo Umiltà, riporta della volontà di sterminio verso i serbi, con massacri e distruzione delle case, oltre che dei monumenti nei villaggi rurali (). Nel corso del conflitto, circa 100.000 serbi e montenegrini furono espulsi o uccisi. La conta delle vittime è di 30-100.000 espulsi e 3-10.000 uccisi. Le autorità serbe contarono 70.000 profughi dal Kosovo.
La situazione peggiorò ulteriormente con la caduta del Fascismo nel 1943 e l'occupazione diretta nazista in Kosovo. Il gerarca Heinrich Himmler, capo delle SS, si adoperò per costituire, impiegando essenzialmente personale albanese, la 21.esima Divisione Waffen SS da montagna Skanderbeg, la quale ebbe come primo obiettivo il controllo del territorio dalle forze tedesche. Le azioni della divisione SS Skanderbeg condussero al massacro di diverse migliaia di cittadini albanesi come risposta alle forze ribelli partigiane albanesi che si nascondevano nelle montagne. Inoltre, 280 ebrei furono da loro arrestati e consegnati ai nazisti.
Gli appelli dei partigiani comunisti alla rivolta antitedesca in Kosovo non ebbero presa sulla popolazione locale.
Dopo numerose sollevazioni dei partigiani albanesi guidati da Fadil Hoxha in Kosovo e Enver Hoxha in Albania, alla fine del 1944 il Kosovo fu liberato da parte dei comunisti albanesi con l'aiuto degli jugoslavi e divenne una provincia serba nella nuova repubblica jugoslava. Entro metà 1945, le forze kosovare vennero sconfitte; tuttavia la resistenza armata così come passiva continuò; sporadici scontri a fuoco ebbero termine solo nel 1948.

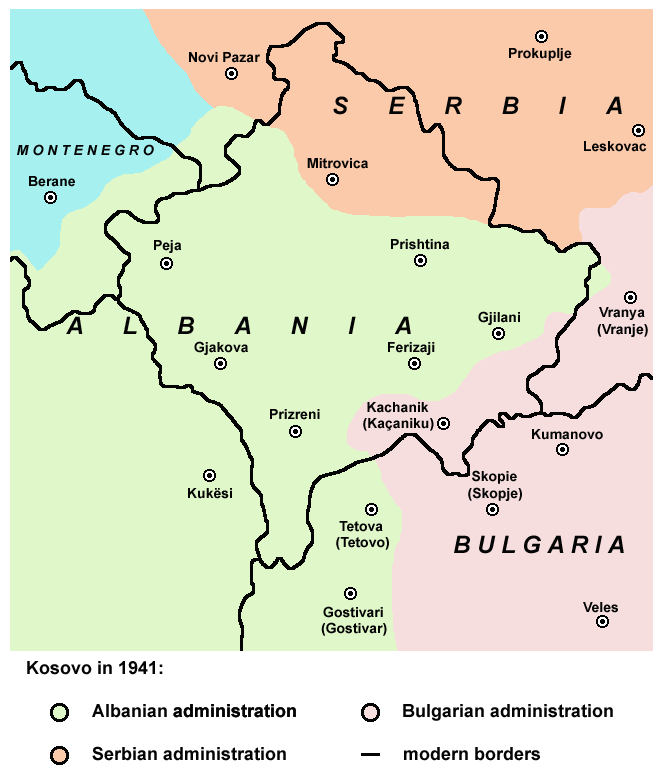
Il Kosovo occupato (1941)
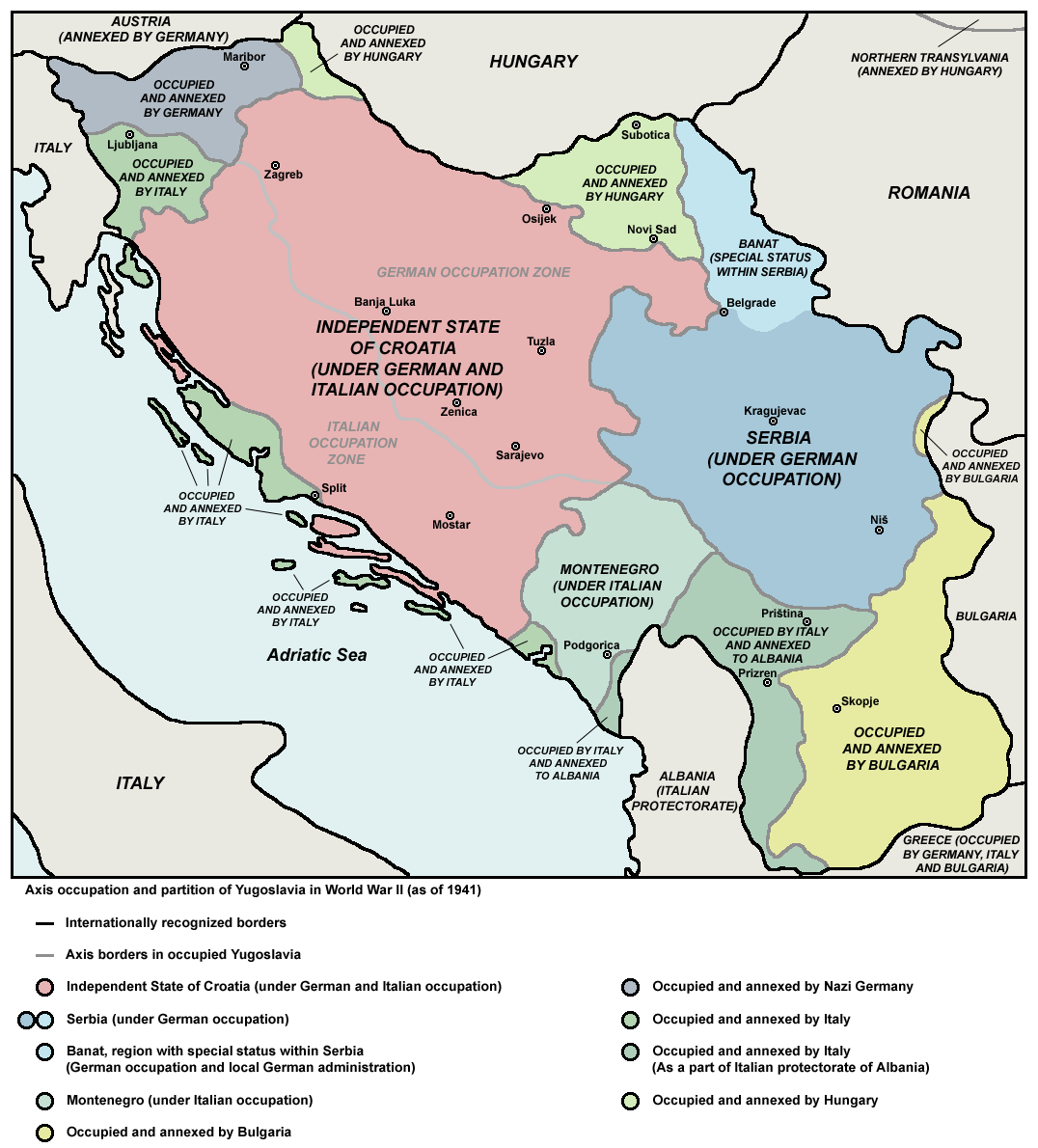
La Jugoslavia durante la seconda guerra mondiale (1941-'43)
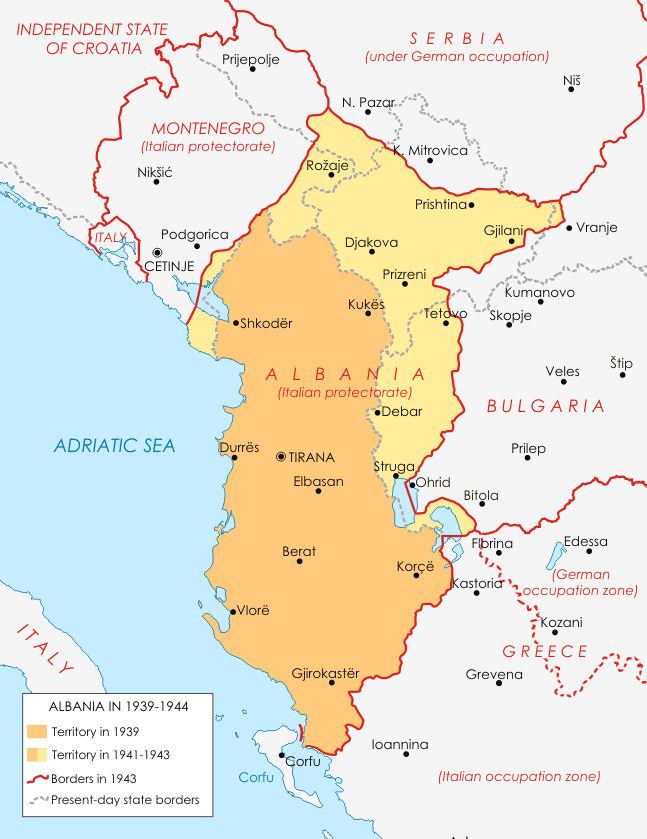
L'Albania durante la seconda guerra mondiale
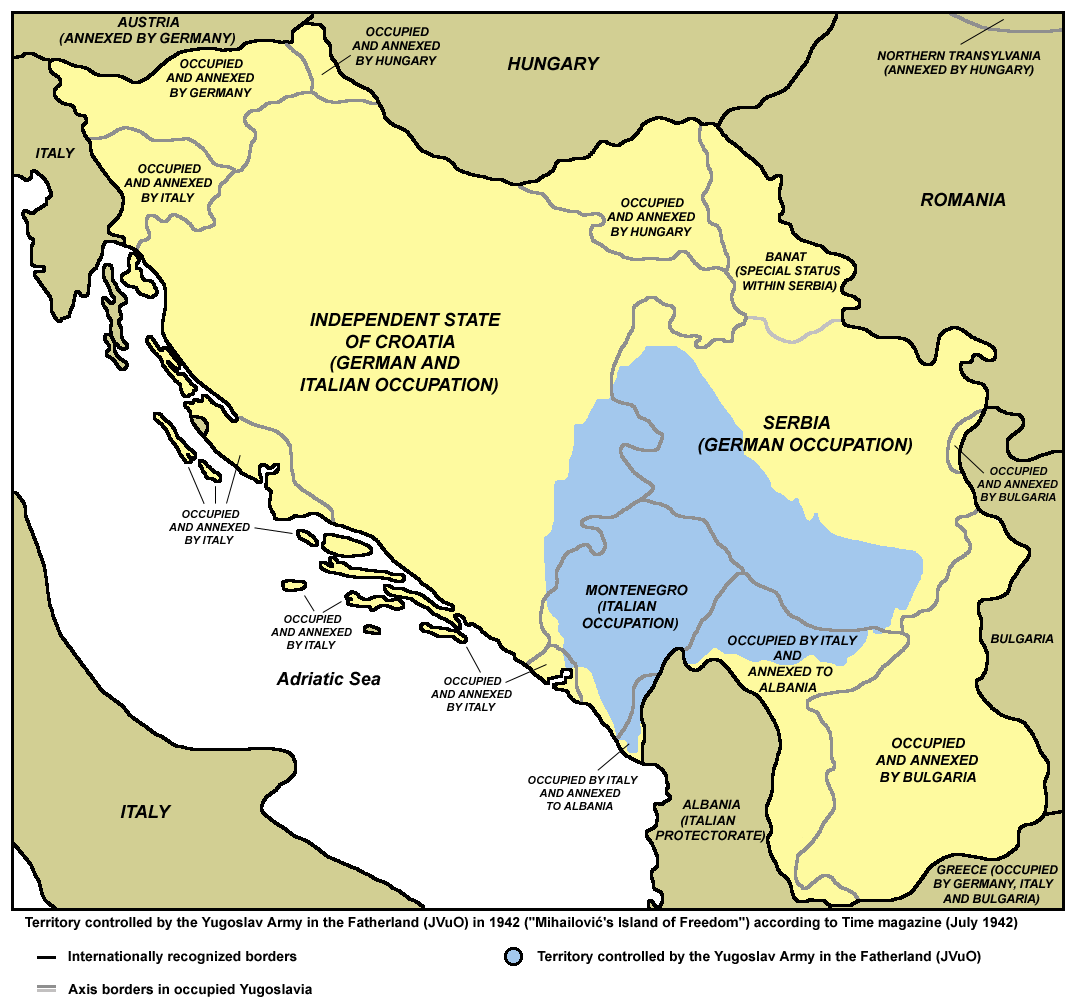
Territori controllati dall'esercito lealista di Draza Mihajlovic
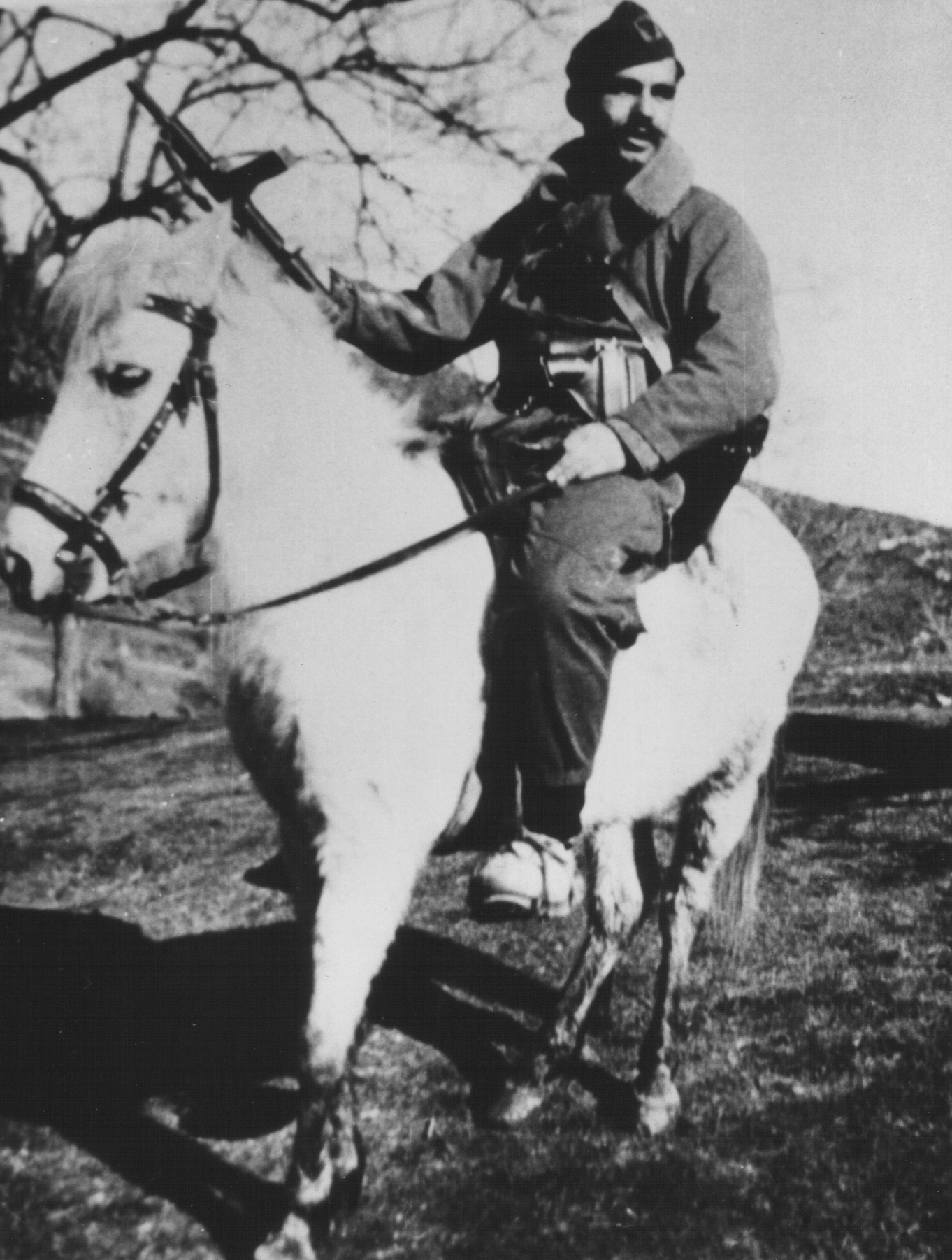
Fadil Hoxha, comandante dei partigiani comunisti del Kosovo
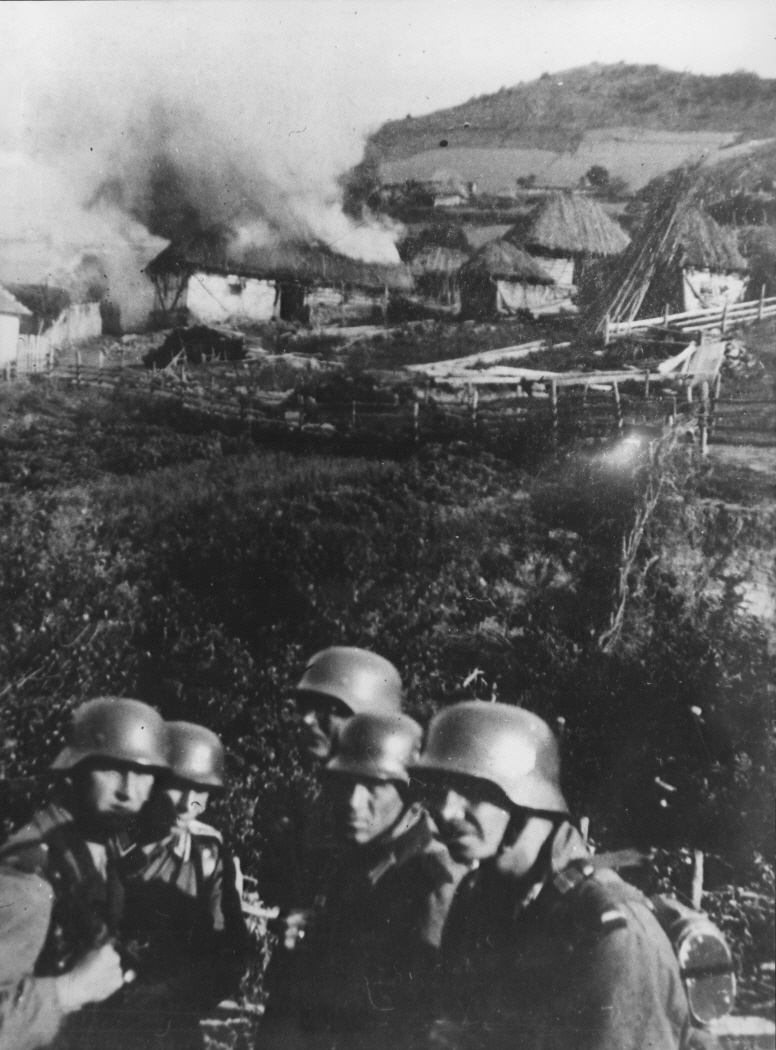
Occupanti tedeschi a Kosovska Mitrovica

## Il Kosovo nella Jugoslavia socialista e federale (1946-1999)

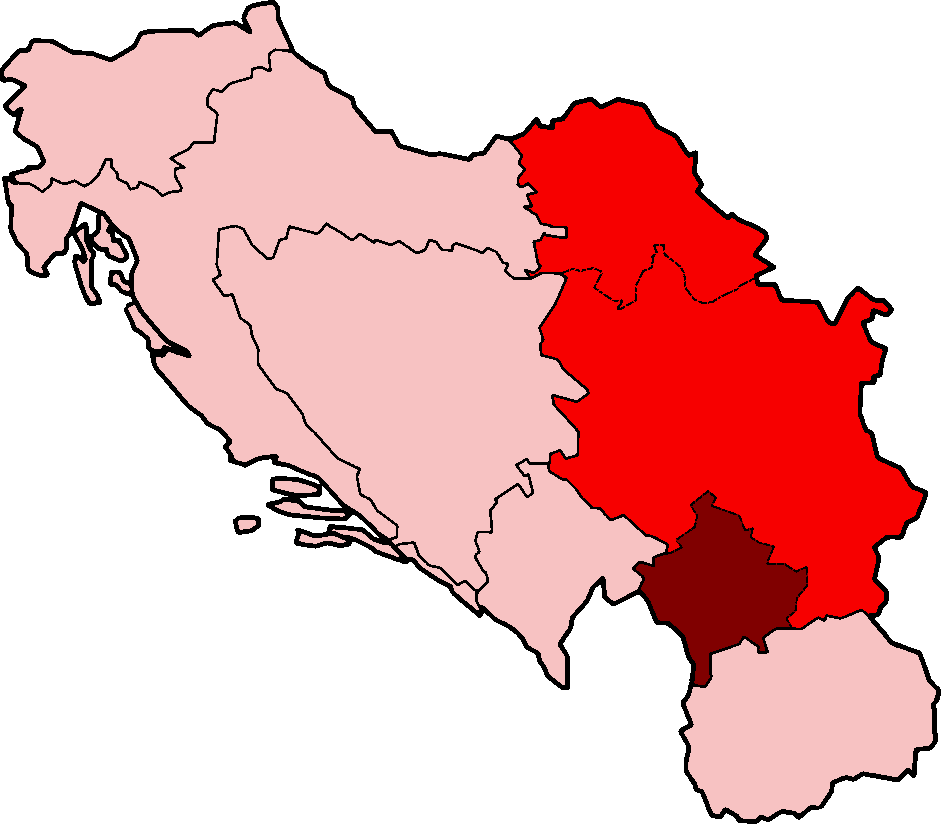
Provincia autonoma socialista del Kosovo (1946-1989)

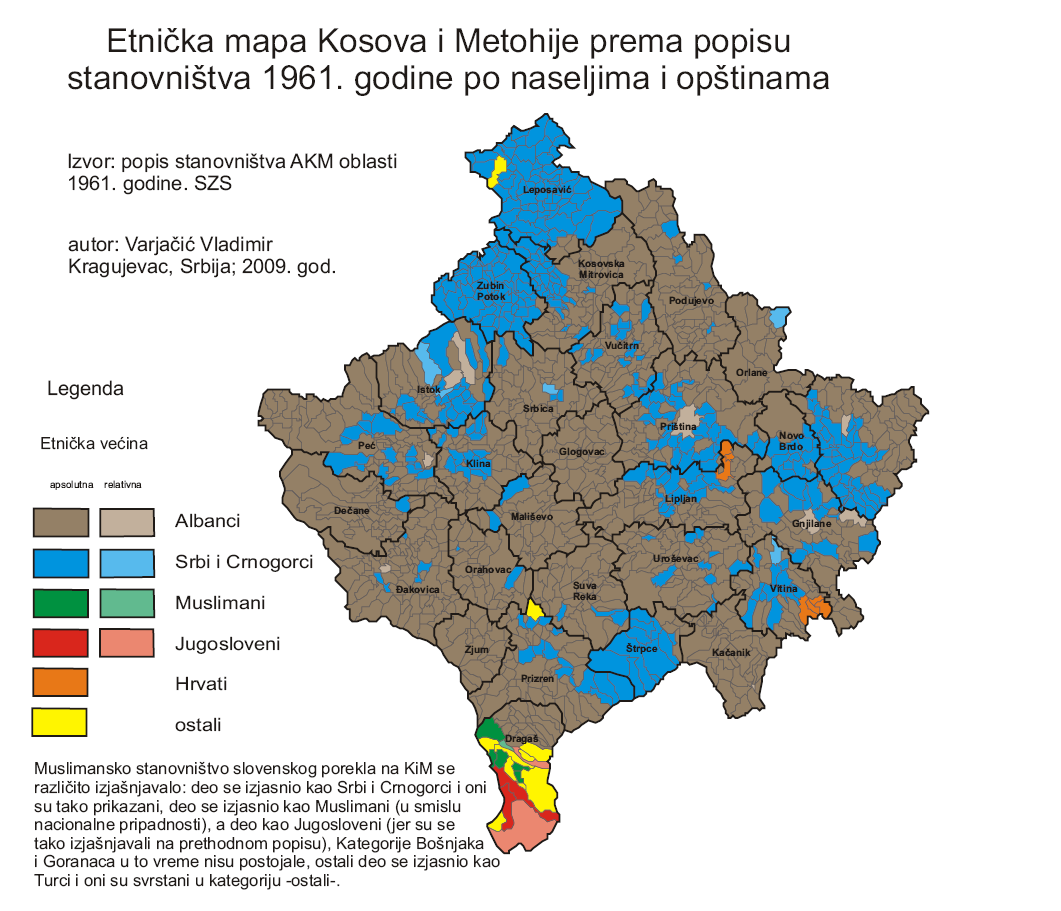
Gruppi etnici in Kosovo nel 1961

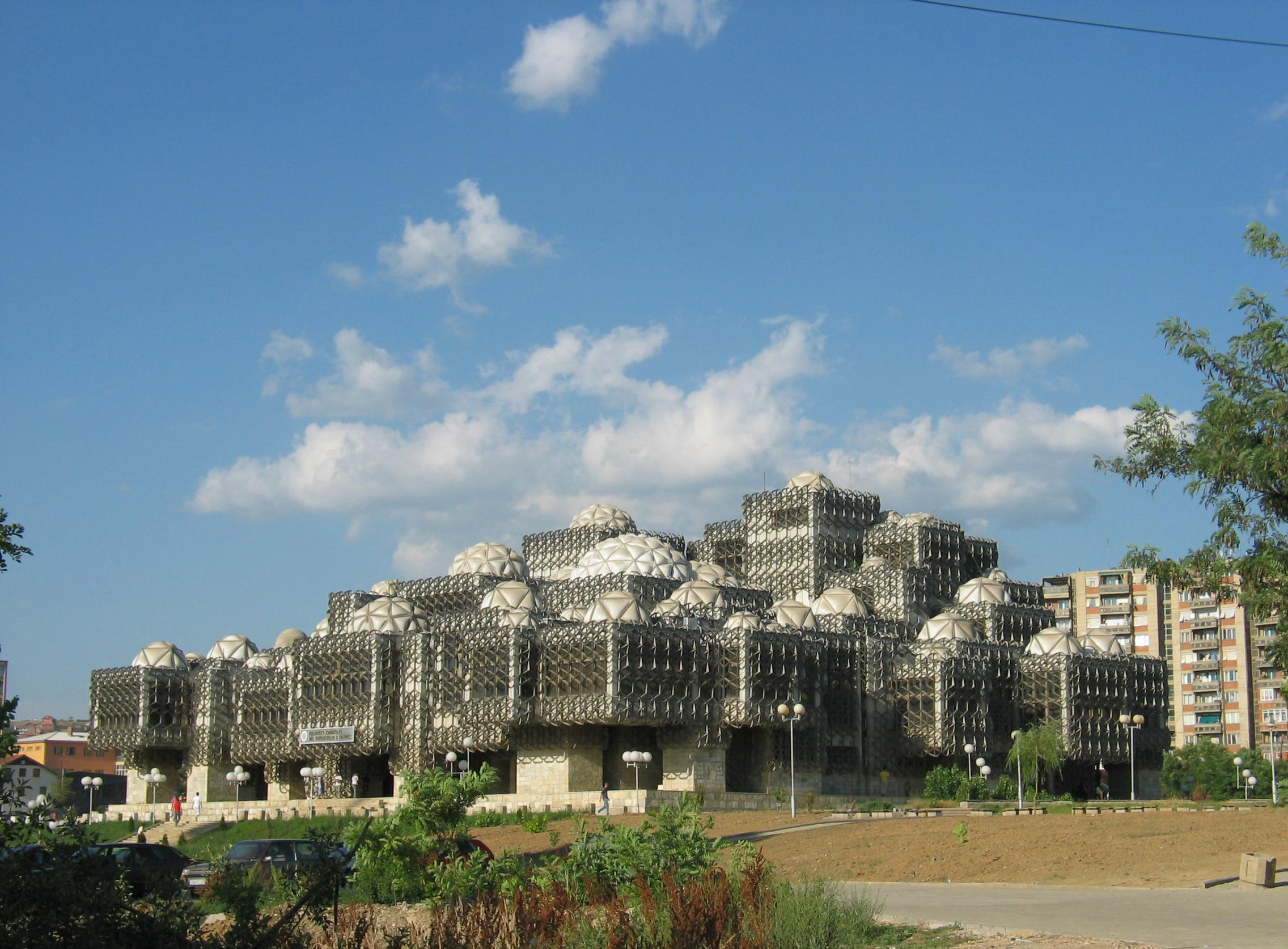
Biblioteca Nazionale di Pristina

Lo status costituzionale del Kosovo nella Jugoslavia titina fu quello di provincia autonoma della Serbia (come la Voivodina), uno status di grande autonomia dal 1963 e soprattutto dal 1974, ma comunque non paritario con le sei repubbliche costituenti (Slovenia, Croazia, Bosnia, Serbia, Montenegro, Macedonia) le quali avevano il diritto costituzionale di secessione.
Nel dopoguerra, gli albanesi del Kosovo vennero trattati duramente e considerati dei collaborazionisti dei nazi-fascisti e nemici del nuovo ordine socialista. Tuttavia, il nuovo governo socialista a Belgrado nella speranza di mettere termine al ciclo di vendette abbandonò il progetto interbellico di ricolonizzazione serba e inizialmente impedì il rientro in Kosovo dei 50-70.000 sfollati serbi. Dopo alcune proteste, tale bando fu revocato e alcuni di loro rientrarono in Kosovo.
La conseguenza fu comunque un forte cambiamento degli equilibri demografici, con la prevalenza dell'elemento kosovaro-albanese.
Nonostante il grande impegno intrapreso da Belgrado per valorizzare il Kosovo e promuoverne la crescita economica in modo da smorzare il crescente divario in termini di qualità della vita in confronto alle altre repubbliche della federazione, l'economia regionale non riuscì a decollare come voluto. Negli anni settanta infatti furono destinati massicci investimenti al Kosovo indirizzati sia verso il comparto industriale, che in termini di sviluppo e valorizzazione del capitale umano, come ad esempio con l'apertura dell'università di Pristina, e fu istituito un fondo speciale destinato appunto a finanziare tali progetti che poi si rivelerà motivo di disputa tra le varie repubbliche durante la crisi economica che colpì la Jugoslavia un decennio più tardi.
Dal canto suo, l'etnia albanese aveva manifestato chiedendo invano per il Kosovo lo status di repubblica nel 1968 (ottenendolo de facto ma non de jure nel 1974) e di nuovo nel marzo 1981, quando ebbero luogo le primavere di Pristina (1981-82) segnate da brutale repressione da parte della polizia di Stato contro la popolazione che protestava per le precarie condizioni in cui versava la regione e spingeva per una maggiore autonomia, tutto questo a pochi mesi dalla morte di Tito.
La popolazione albanese triplicò nel periodo socialista, passando dal 75% a oltre il 90% del totale, mentre quella serba ristagnava, calando dal 15% all'8%.
Durante il periodo dell'ascesa del nazionalismo serbo nella Jugoslavia degli anni '80 e '90, vennero pubblicati volumi revisionisti che propagandavano la tesi che i serbi fossero stati l'unica etnia vittimizzata in Kosovo durante il periodo jugoslavo. Tra questi vi fu anche nel 1985 Knjiga o Kosovu ("Il libro sul Kosovo") dell'eminente professore Dimitrije Bogdanović, che sarebbe stato particolarmente influente sulla crescita del nazionalismo nell'intelligentsia serba.
Il 24 ottobre 1986 fu pubblicato a Belgrado l'anti-titino ed anti-albanese Memorandum della Accademia Serba delle Scienze (detto anche Memorandum SANU). Nel 1987 Slobodan Milošević, allora leader della Lega dei Comunisti di Jugoslavia in Serbia, fu inviato in Kosovo a fini di pacificazione, ma prese le parti dei serbi dichiarando "mai più nessuno potrà toccare un serbo" e accreditandosi come leader nazionalista agli occhi dell'opinione pubblica.
Nel marzo 1989 Milošević riuscì a far revocare  (in modo non del tutto costituzionale) gran parte dell'autonomia costituzionale del Kosovo e della Vojvodina: fu, tra l'altro, revocato lo status paritario goduto dalla lingua albanese (fino ad allora lingua co-ufficiale nel Kosovo accanto al serbo-croato).
Il 28 giugno 1989, 600º anniversario della prima battaglia del Kosovo, a Kosovo Polje, sito della battaglia, Milošević, dall'8 maggio Presidente della Repubblica di Serbia, pronunciò un violento discorso contro l'etnia albanese, assimilandola ai turchi ottomani.
Da un lato, il centralismo ed il panserbismo evidenti in questo discorso furono uno dei prodromi della dissoluzione della Jugoslavia, assieme al congresso della Lega dei Comunisti di Jugoslavia del 1990. Dall'altro, il discorso del 1989 segnò l'avvio di una politica di ri-assimilazione forzata della provincia, con la chiusura delle scuole autonome di lingua albanese e la sostituzione di funzionari amministrativi e insegnanti con serbi o persone ritenute fedeli alla Serbia.
Inizialmente l'etnia albanese reagì alla perdita dei suoi diritti costituzionali con la resistenza nonviolenta, guidata dalla Lega Democratica del Kosovo (LDK) di Ibrahim Rugova. Gli albanesi boicottarono le istituzioni ed elezioni ufficiali e stabilirono istituzioni e scuole separate, dichiararono l'indipendenza della Repubblica del Kosovo (2 luglio 1990), riconosciuta solo dall'Albania (tornata da pochissimo liberale), adottarono una costituzione (settembre 1990) e tennero un referendum sull'indipendenza (1992), che registrò l'80% dei votanti con un 98% di sì (senza riconoscimento ma con osservatori internazionali).
A seguito dell'Operazione Tempesta dell'agosto 1995, che portò all'esodo di 200.000 serbi di Croazia, il governo serbo decise di reinsediare 20.000 profughi in Kosovo, nel tentativo di modificarne l'equilibrio demografico. Circa 10.000 serbi della Krajina si erano già insediati. Diversi paesi fecero appello al governo serbo perché tale piano di reinsediamento forzato avesse fine.

## La Guerra del 1999

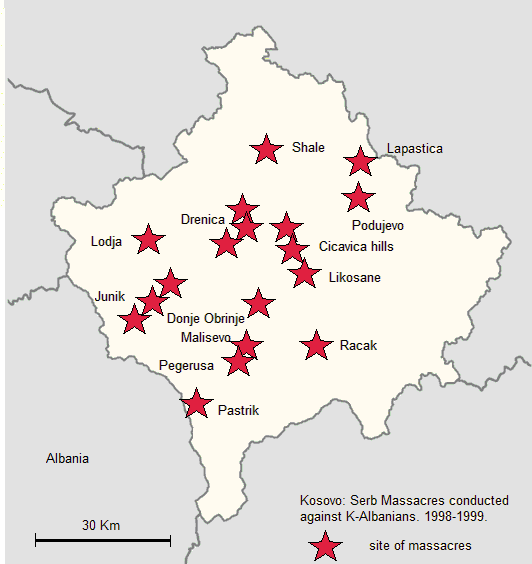
Mappa dei massacri serbi di civili albanesi in Kosovo, 1998-999

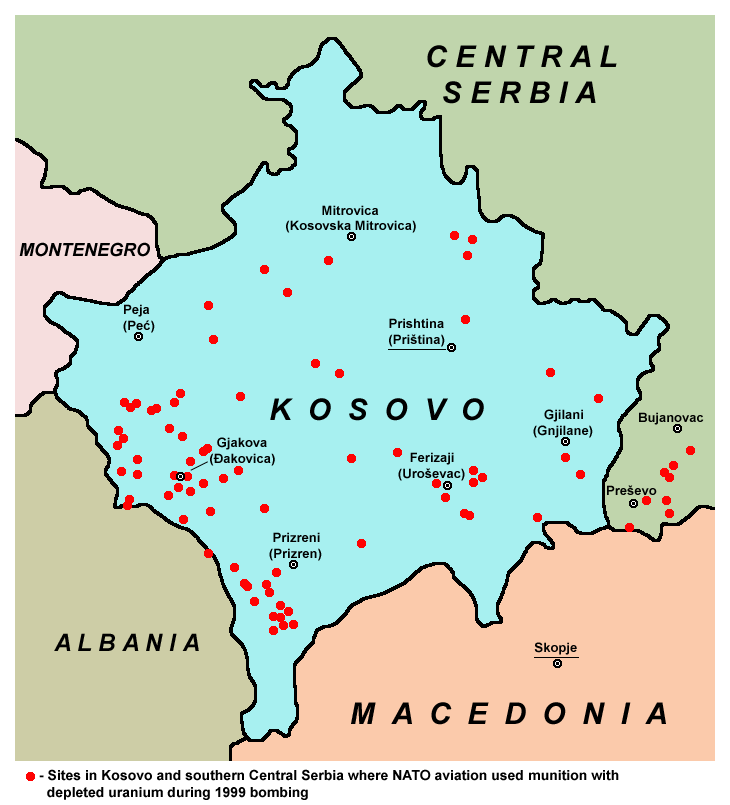
Località bombardate dalla NATO con uranio impoverito durante il conflitto del 1999

I primi movimenti della guerra del Kosovo iniziano già negli anni 80, quando i movimenti politici kosovari iniziarono ad organizzarsi. Infatti nel 1982 i servizi segreti Iugoslavi uccisero i fratelli Gervalla Zeka e Kadri Zeka in Germania i quali erano alla guida del movimento politico per la liberazione del Kosovo.
Successivamente nel 1989 e 1990 Slobodan Milošević liquida le autonomie del Kosovo e della Vojvodina. Dopo tre guerre di aggressione contro la Slovenia (1991), la Croazia (1991) e la Bosnia-Erzegovina (1992-1995), dopo i crimini di guerra nella Slavonia orientale e il genocidio in Bosnia il regime di Milosevic nel marzo 1998 iniziò un'azione di repressione, stavolta contro la popolazione albanese e i gruppi guerrigglieri della provincia autonoma del Kosovo.
Per dieci anni quasi due milioni di albanesi del Kosovo, guidati dal loro presidente liberamente eletto Ibrahim Rugova, si sono difesi prevalentemente con mezzi non violenti e con forme di resistenza pacifica contro i soprusi e la repressione quotidiana. I governi occidentali, invece, non hanno minimamente premiato questo atteggiamento politico, anzi, hanno assistito passivamente alla continua violazione dei diritti umani e politici in Kosovo e all'aumento dei flussi di profughi albanesi verso i paesi dell'Europa centrale (inclusa l'Italia) che dal 1990 fino ad oggi ha superato 300.000 persone, e quindi notevolmente più persone di quante ne fossero arrivate in Italia dall'Albania in tutto questo periodo.
Alla spirale di violenza il governo di Belgrado, rappresentante dello Stato territorialmente sovrano, rispose con il pugno di ferro: agli albanesi del Kosovo, si sosteneva a Belgrado, erano riconosciuti in quanto cittadini e in quanto minoranza, tutti i diritti civili e politici, secondo i più elevati standard internazionali; ciò nonostante, essi sfruttavano la situazione per cercare di realizzare le proprie ambizioni separatiste e irredentiste, che il governo centrale aveva il dovere di reprimere e che gli Stati esteri non dovevano alimentare. In realtà, Milosevic si sentiva legittimato, nella sua mano libera in Kosovo, per il fatto che quella questione non era stata sollevata dalle potenze occidentali intervenute nella regione con gli accordi di Dayton.
Ebbe inizio la politica repressiva di Miloševič contro i kosovari di etnia albanese, distinguendosi per vari massacri, portando alla morte molti civili (cifre confermate: circa 11.000 albanesi, ma si pensa che il numero sia maggiore) distruzione di molte abitazioni private, scuole e altri edifici, incluse moschee, una parte della popolazione albanese appoggiò la guerriglia, mentre l'altra parte della popolazione (circa 800.000 civili) fuggì dal Kosovo verso l'Albania e soprattutto verso la Macedonia dove si rifugiarono tra l'altro anche vari combattenti dell'UCK che un anno più tardi provocheranno ulteriori disordini e ribellioni anche in questa repubblica costringendo infine l'esercito macedone ad intervenire.
(Insurrezioni in Macedonia gennaio-novembre 2001)
Nel 1999 scoppiò un conflitto armato vero e proprio, che vide l'intervento di diverse forze internazionali in protezione della componente albanese del Kosovo, presa di mira dal governo centrale di Belgrado. La pulizia etnica fu fermata, e le due parti, quella serbo kosovara e quella kosovaro albanese, furono invitate inutilmente a trovare una soluzione comune.

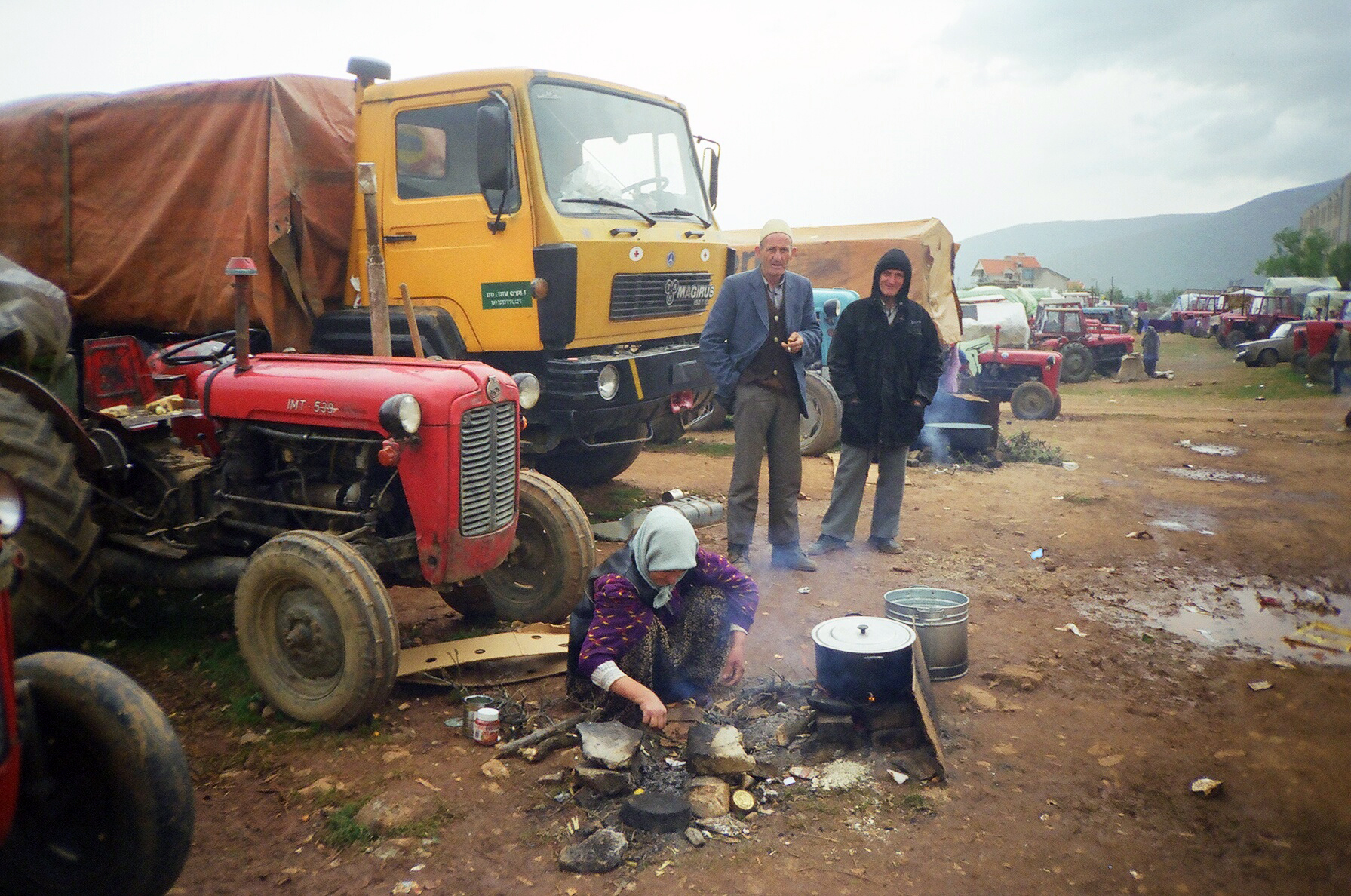
Rifugiati kosovari a Kukes, Albania (1999)
Stemma Uçk
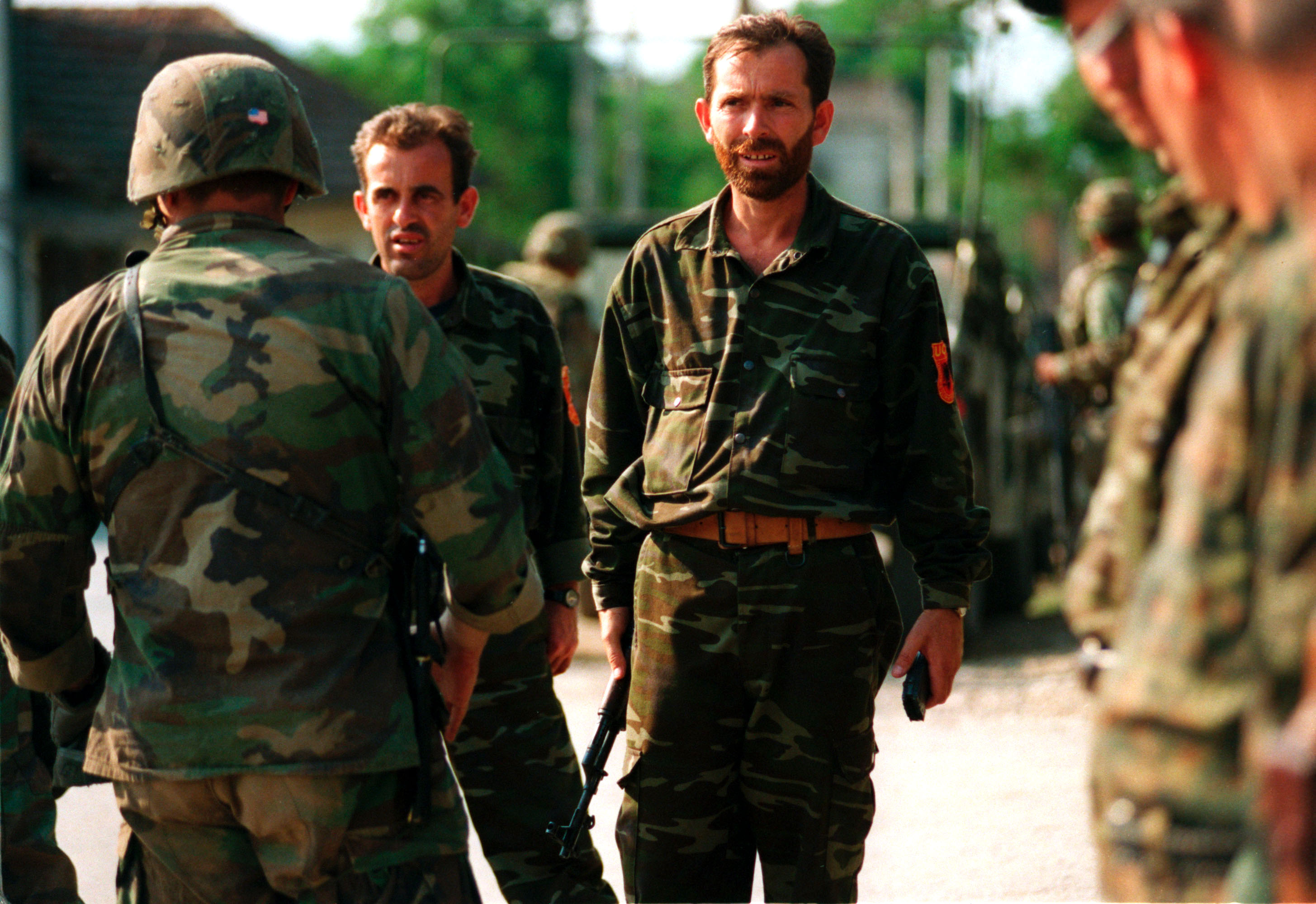
Guerriglieri Uçk, 1999
Chiesa della Santa Trinità a Petrić, luglio 1999 (demolita agosto 1999)
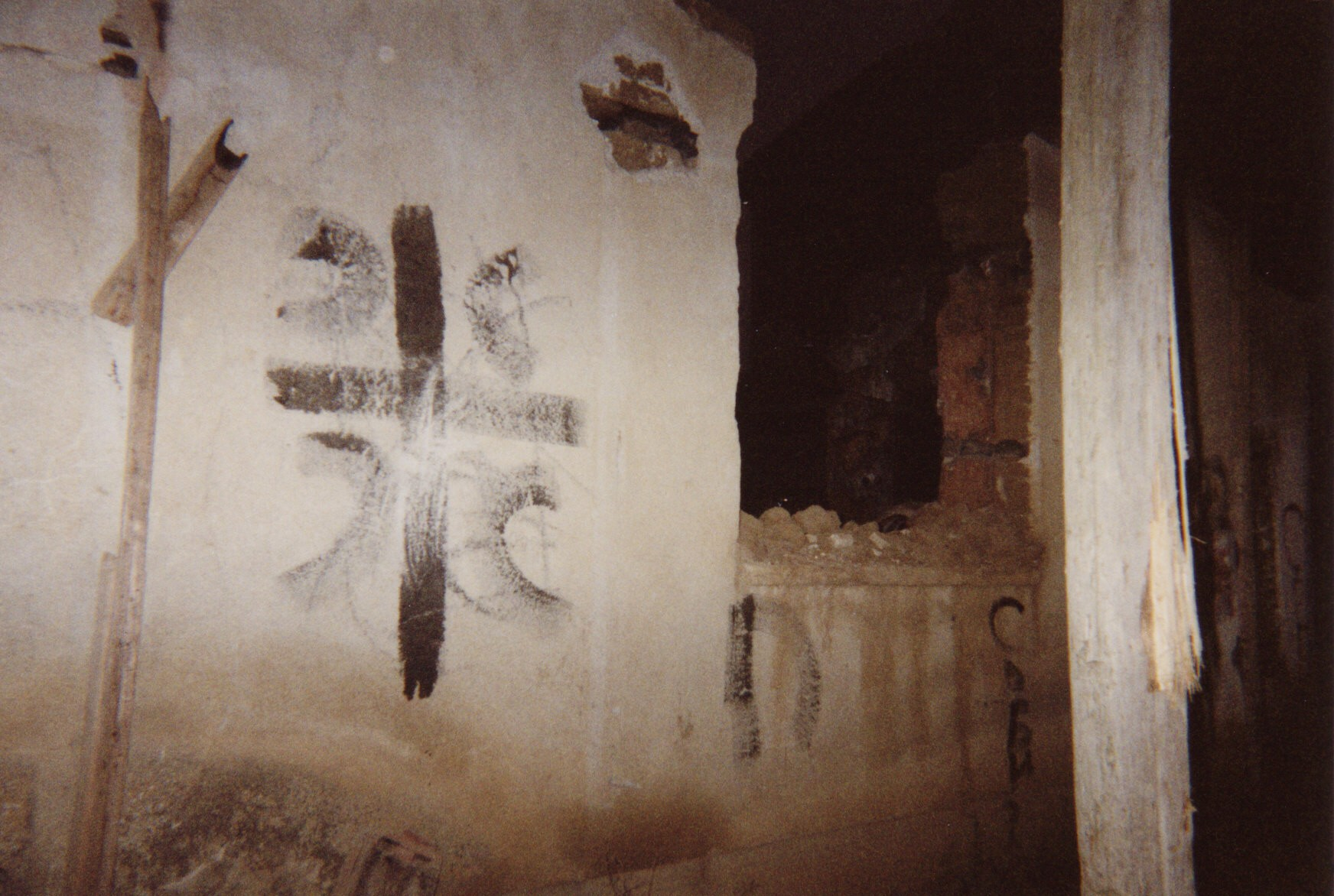
Graffiti serbi su case in Kosovo, ottobre 1999
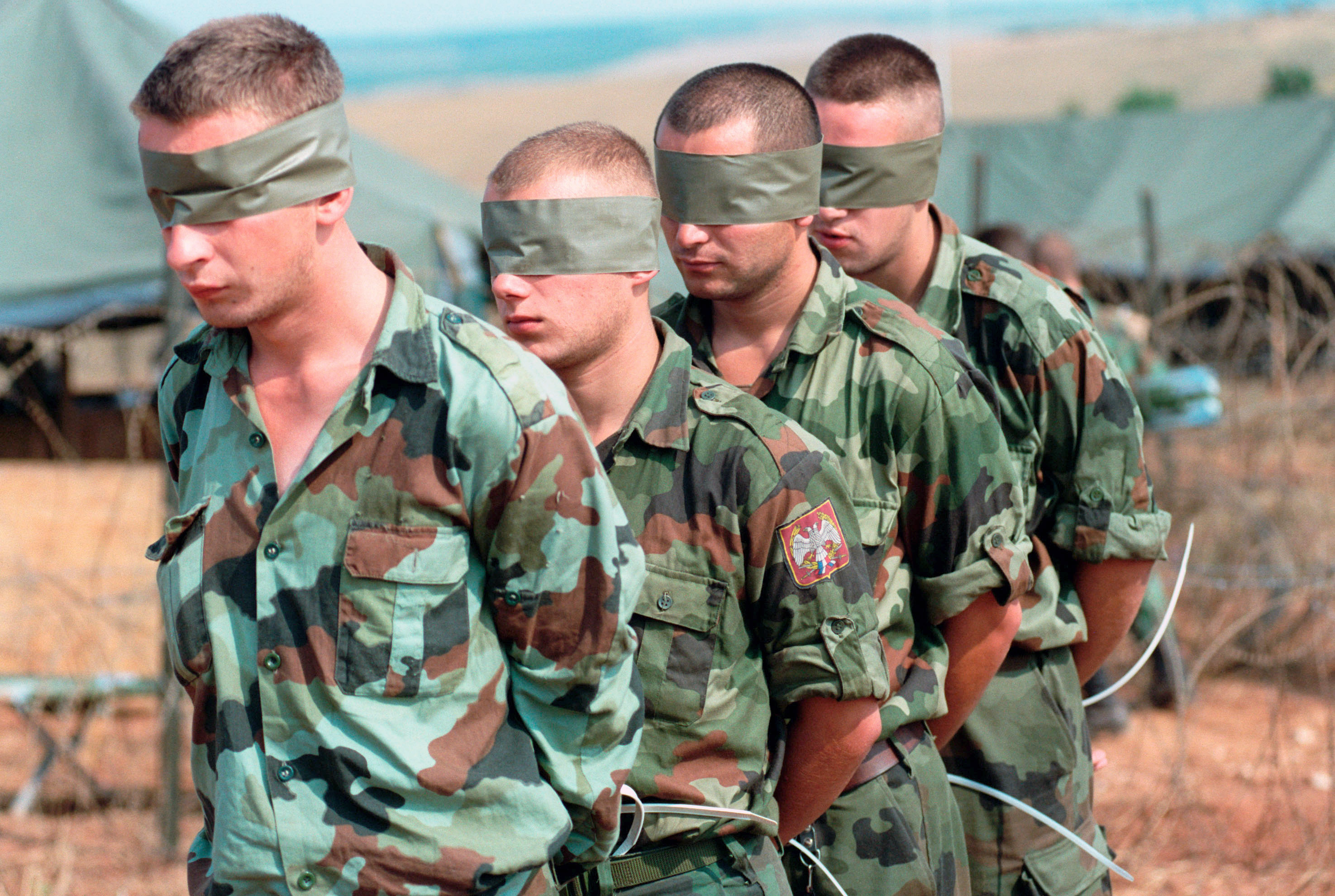
Soldati serbi detenuti in Kosovo, 1999
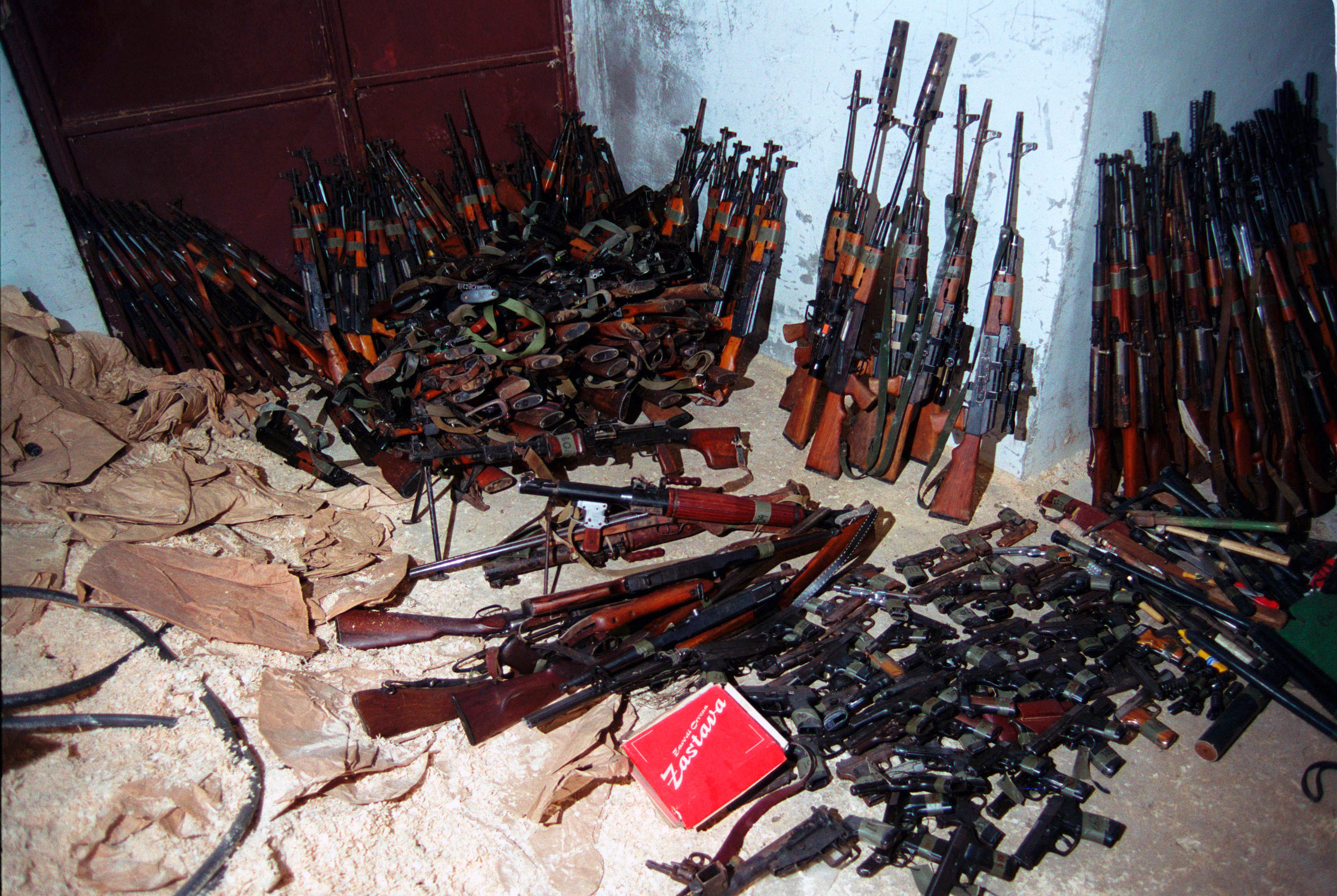
Armi confiscate all'Uçk, 1999
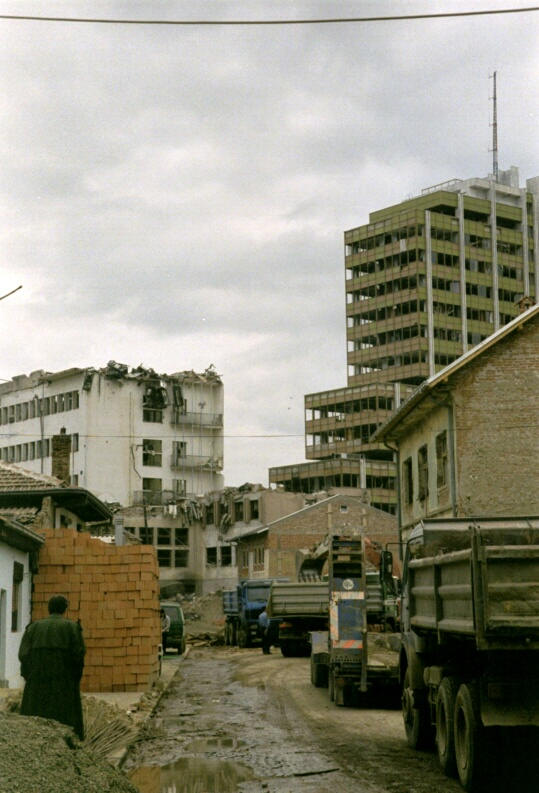
Pristina dopo la guerra (2000)
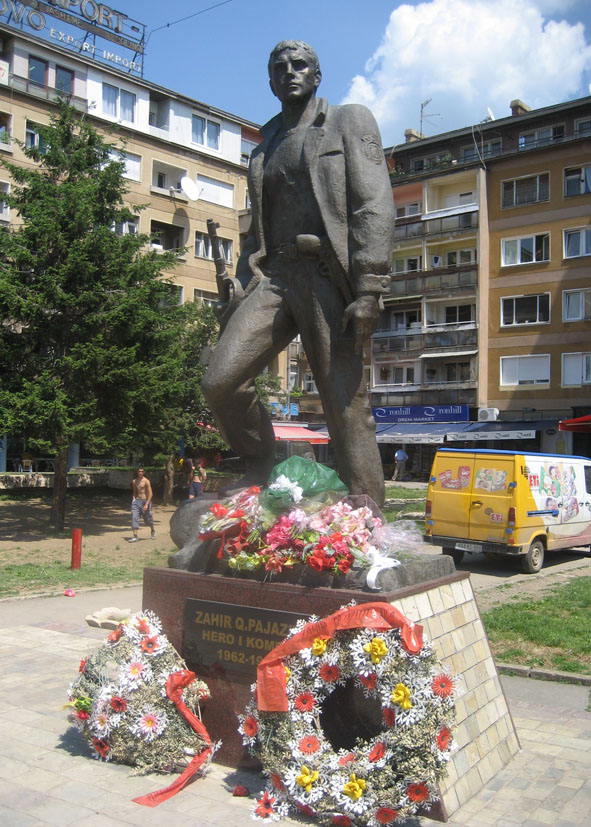
Monumento a Zahir Pajaziti a Pristina
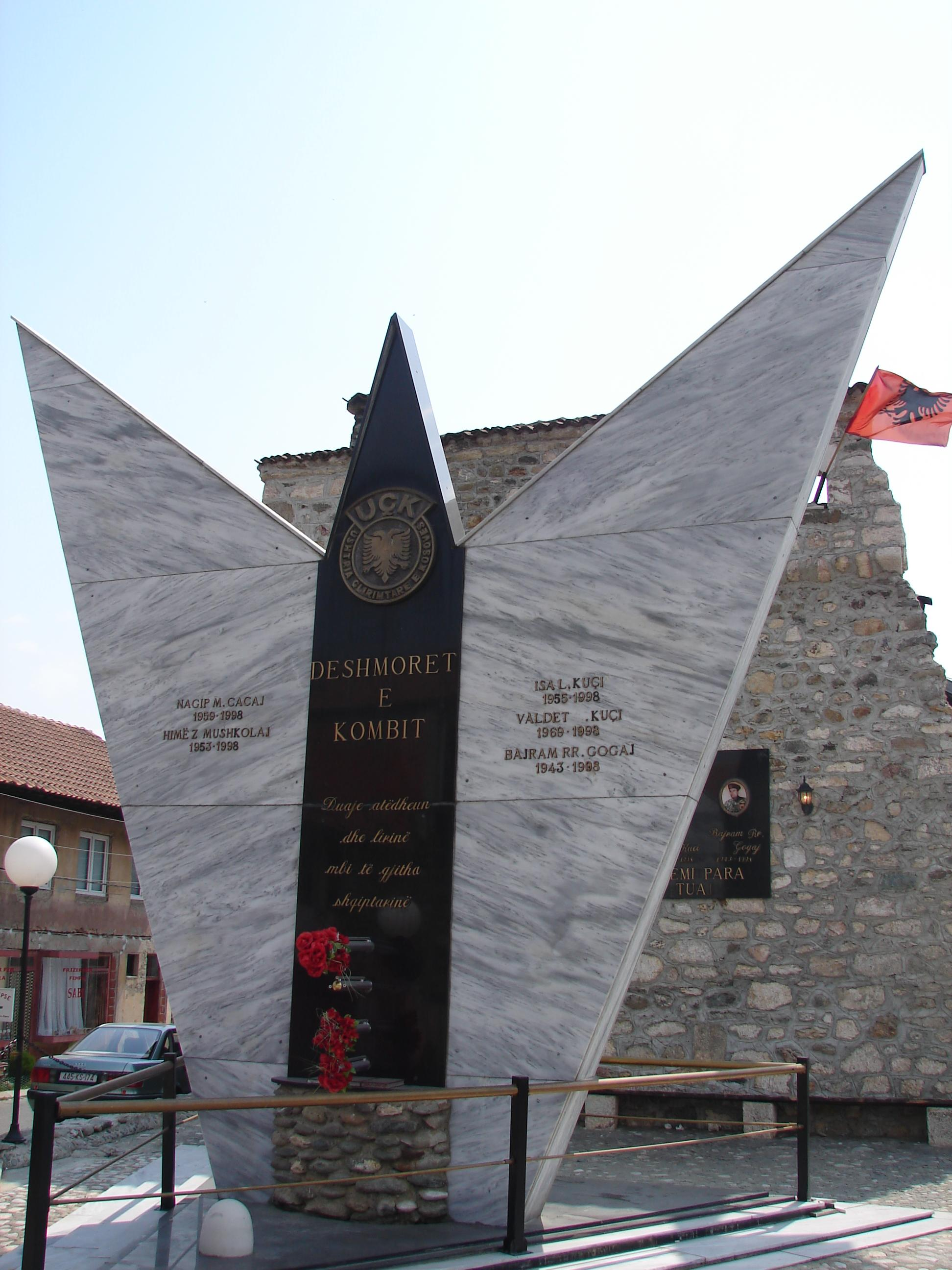
Monumento all'Uçk a Đakovica

## Il Kosovo sotto amministrazione ONU

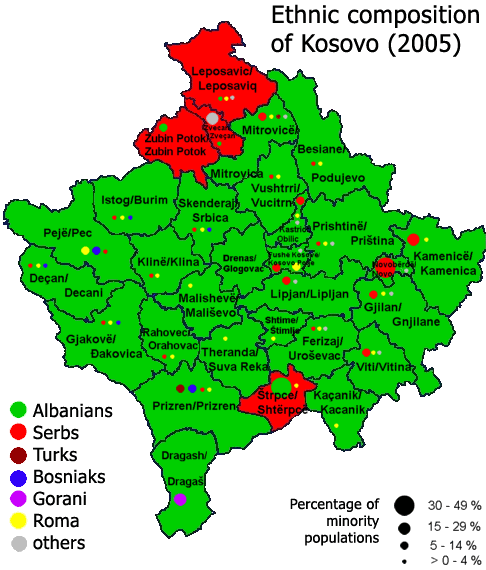
Composizione etnica del Kosovo nel 2005 secondo l'OSCE.

### Il protettorato internazionale
In base alle Risoluzione del Consiglio di Sicurezza delle Nazioni Unite numero 1244 del 1999, il Kosovo fu provvisto di un governo e un parlamento provvisori, e posto sotto il protettorato internazionale UNMIK e NATO.
Negli anni successivi la situazione è andata lentamente normalizzandosi, anche se non sono mancati episodi di violenza, come nel marzo 2004, quando gruppi composti principalmente da kosovari di etnia albanese attaccarono oltre trenta chiese e monasteri cristiani in Kosovo, uccidendo almeno venti persone e incendiando decine di abitazioni di serbi, nell'arco di cinque giorni (oltre 60 tra chiese e monasteri erano stati distrutti nei cinque anni precedenti a questi disordini).
Dopo la morte del presidente Ibrahim Rugova (avvenuta nel gennaio 2006), furono avviati i negoziati tra delegazione kosovara Serba e delegazione kosovara Albanese sotto la guida del mediatore ONU Martti Ahtisaari per la definizione dello status futuro della provincia serba. Nonostante numerosissimi incontri tra le diverse parti, il piano per lo status finale del Kosovo preparato da Ahtisaari non fu mai condiviso né dai serbi, che non volevano perdere la sovranità sulla regione, né dai kosovari, che ambivano alla piena indipendenza.
Nel frattempo, arrivata anche Belgrado ad una fase di democratizzazione, gli articoli 108-117 della nuova Costituzione della Serbia del 2006 garantiscono al Kosovo lo status di Provincia autonoma. Il 28 giugno 2008 è stata adottata dal Governo serbo la "Dichiarazione sull'istituzione dell'assemblea della comunità dei comuni della provincia autonoma del Kosovo-Metohija". Un Ministero per il Kosovo-Metohije è istituito presso il Governo serbo.

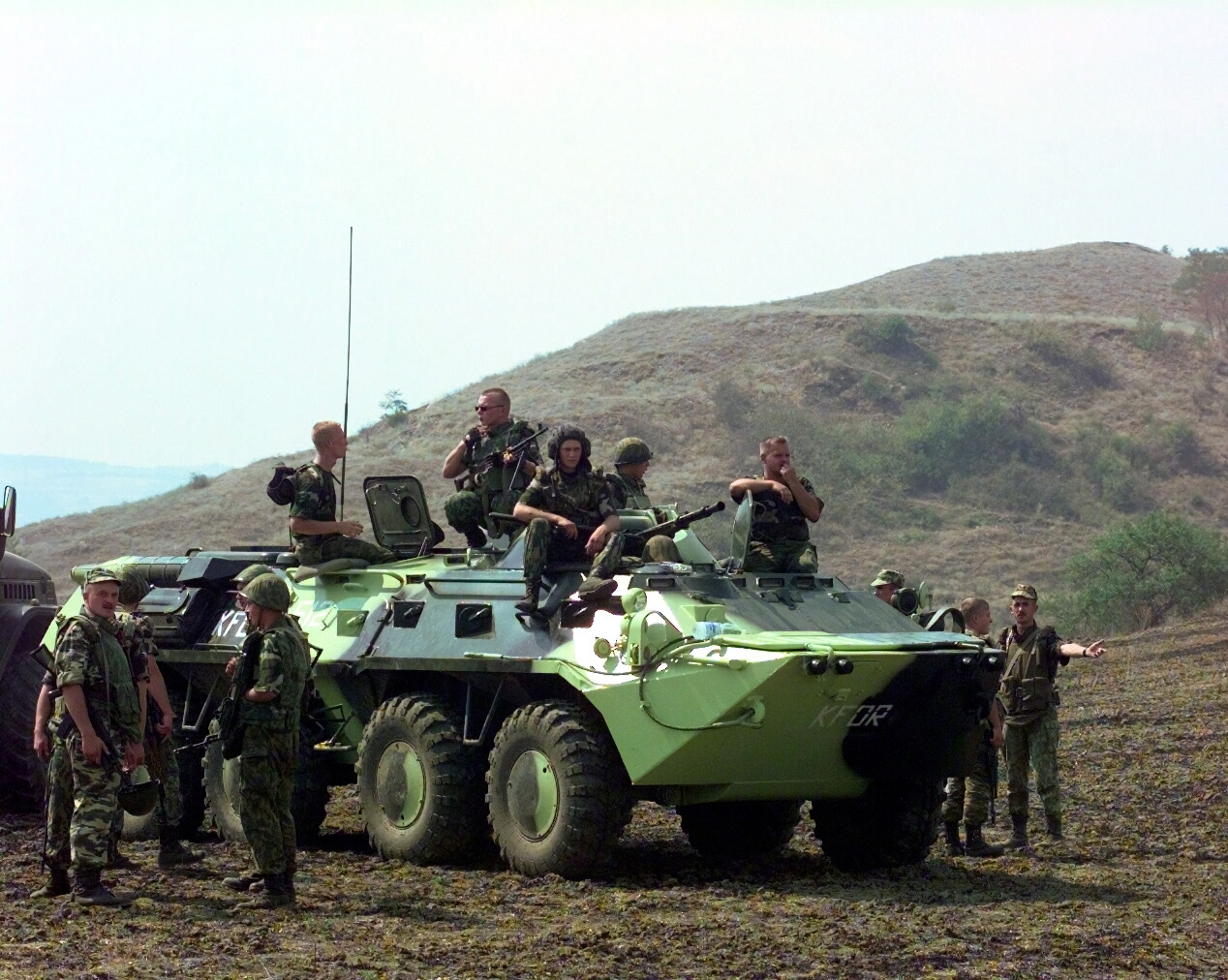
Peacekeeper russi della KFOR, 2000
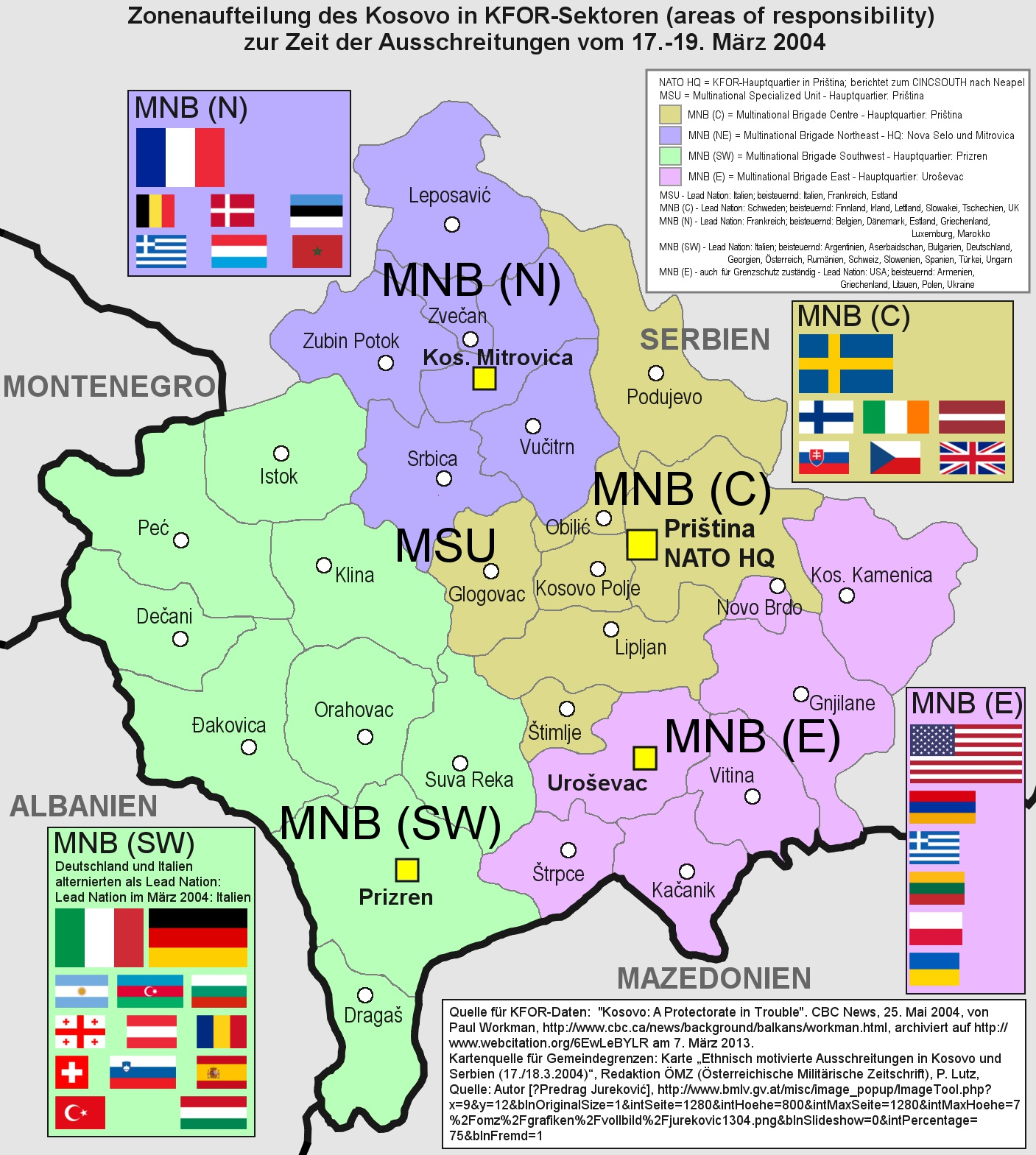
Settori KFOR, 2004
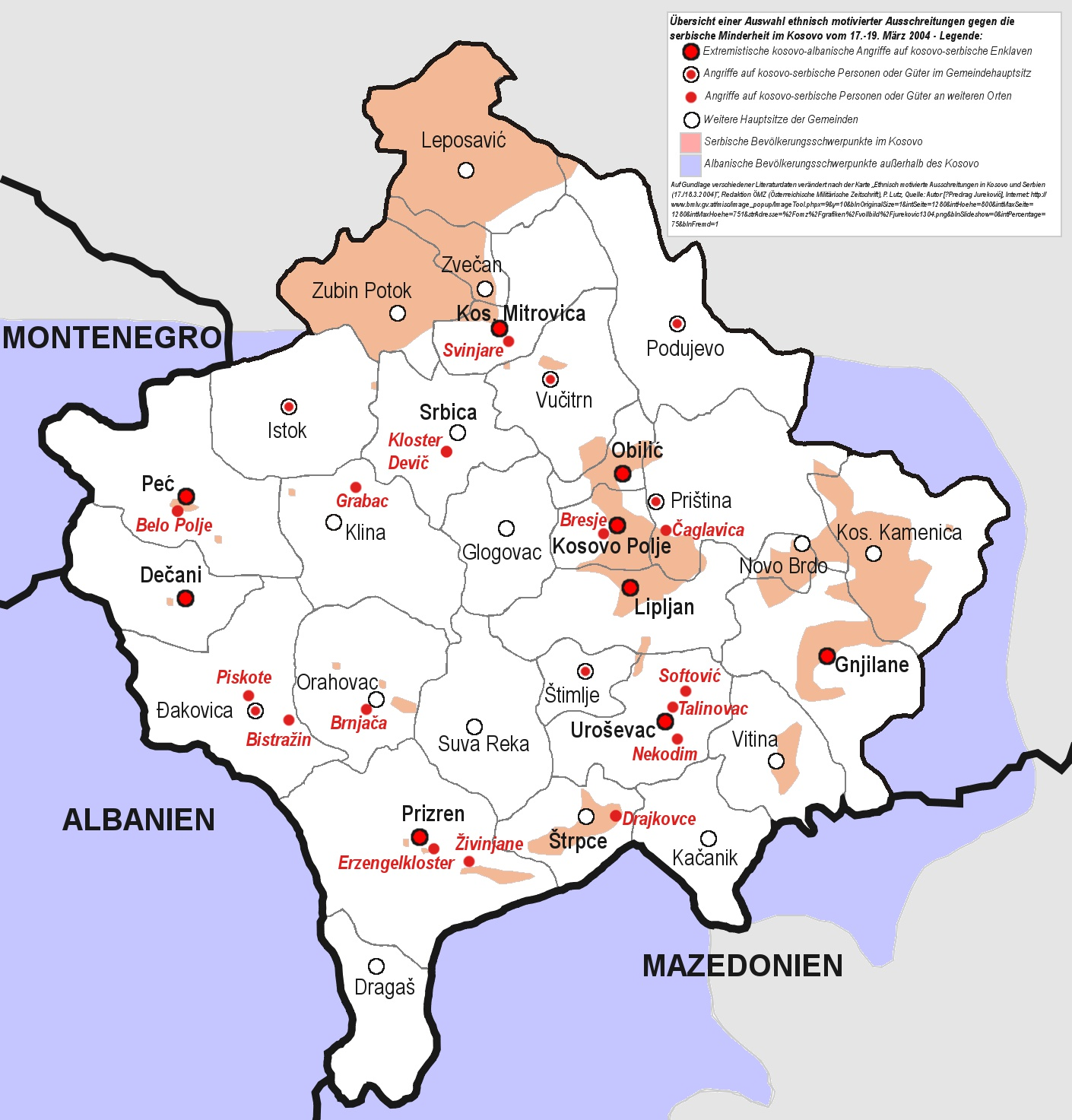
Località colpite dalle sommosse anti-serbe del 2004
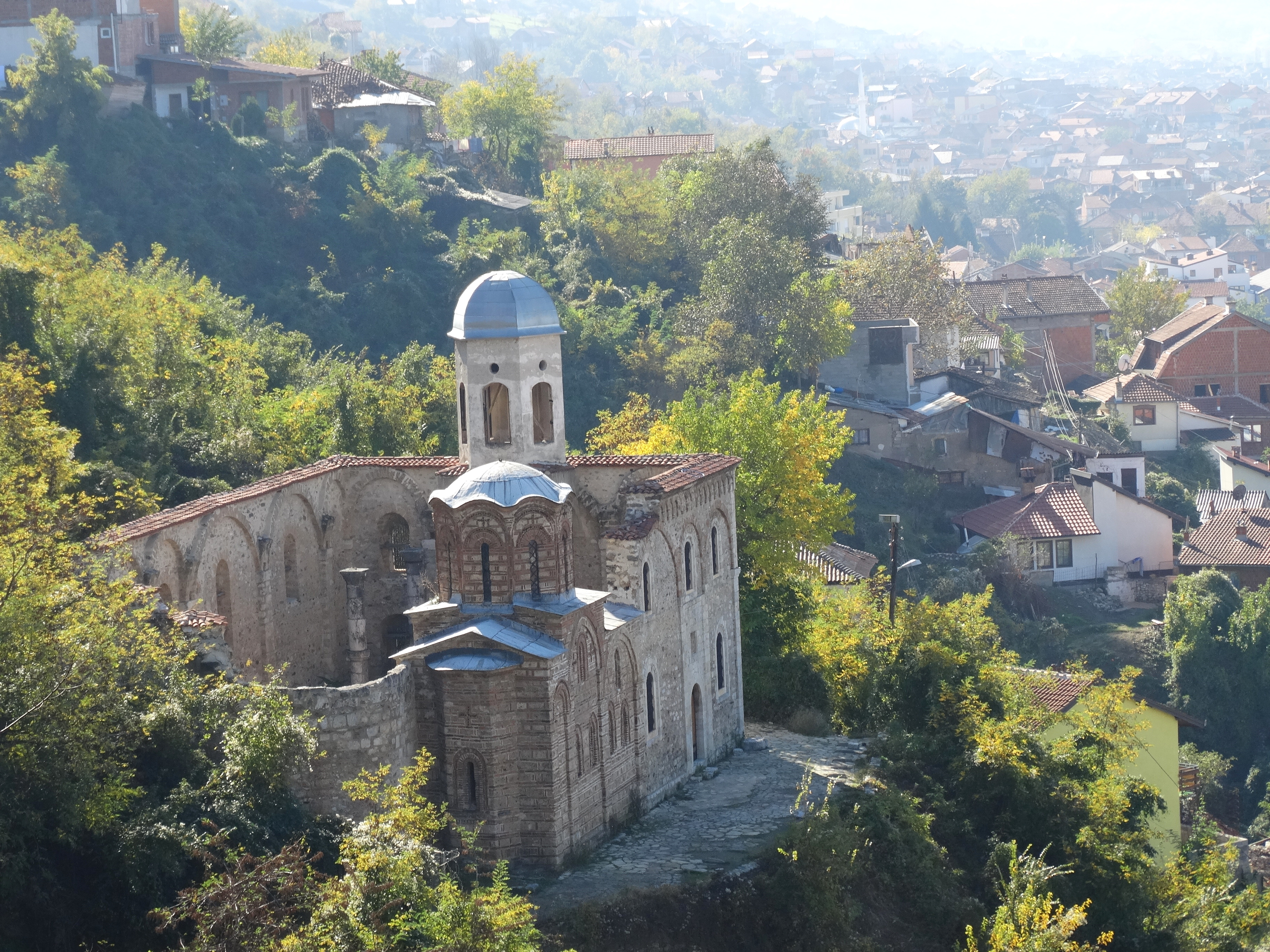
Chiesa ortodossa di Prizren devastata nel 2004
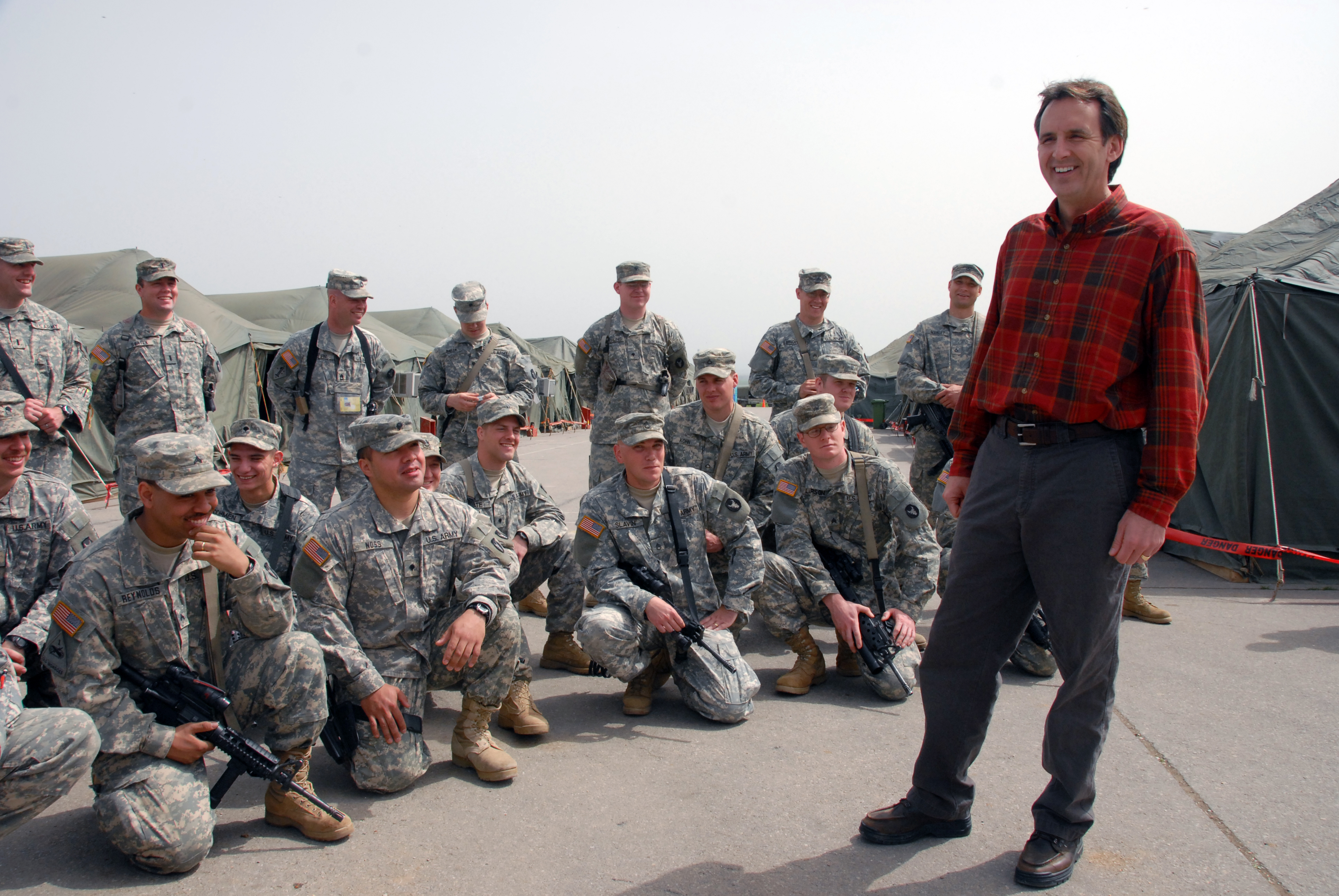
Peacekeeper USA in Kosovo, 2008
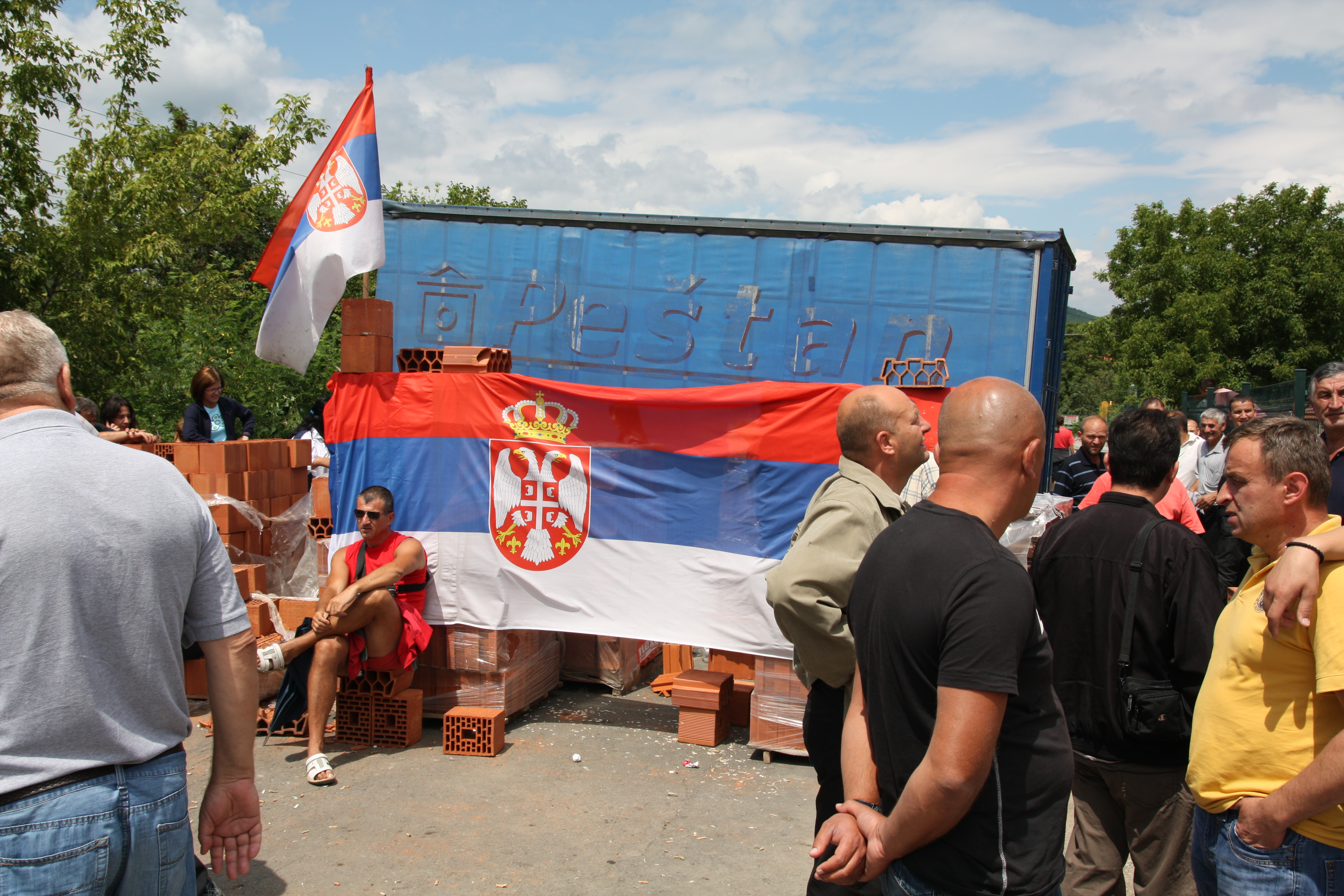
Barricate dei serbi a Zvečan, Nord Kosovo, 2011

### Le elezioni del novembre 2007 e il Governo Thaçi

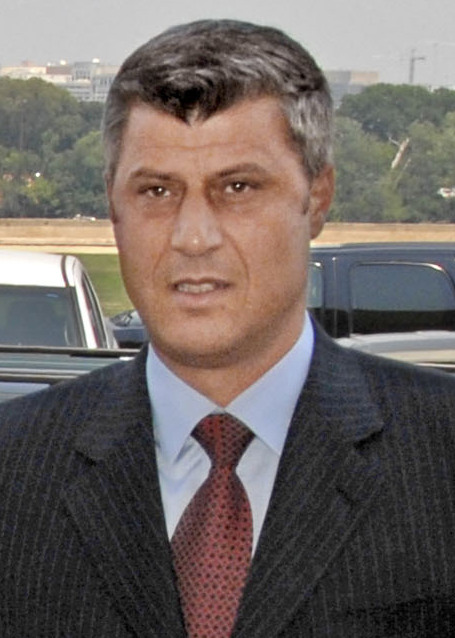
Hashim Thaçi (2008)

Il 17 novembre 2007 si sono tenute le elezioni per rinnovare sia l'assemblea parlamentare del Kosovo che i comuni. Le elezioni sarebbero dovute avvenire nel 2006, ma sono state rinviate nella speranza di risolvere in breve tempo la questione dello status. Così non è stato, e le profonde divisioni con la Serbia hanno portato al boicottaggio elettorale degli stessi serbi del Kosovo ed una bassa affluenza alle urne da parte dei kosovari albanesi. Ha prevalso il Partito democratico (Pdk) dell'ex capo guerrigliero dell'Uck, Hashim Thaçi, che ha superato per la prima volta la Lega Democratica (Ldk) del defunto presidente Rugova.
Thaci ha avviato un governo albanofono di grande coalizione per gestire il processo verso la piena indipendenza del Kosovo.
Il 10 dicembre 2007 è scaduto il periodo dei negoziati condotti dall'ONU, che hanno fatto registrare un sostanziale nulla di fatto, con Serbia e Kosovo rimasti sulle rispettive posizioni.
Le autorità kosovare hanno insistito nel voler proclamare l'indipendenza in modo unilaterale (soluzione ovviamente preferita da parte della maggioranza albanese e che ha come unico precedente il caso di Timor Est).
Il 16 febbraio 2008 l'Unione Europea, in vista dell'annunciata proclamazione d'indipendenza, ha approvato l'invio di una missione civile internazionale in Kosovo (chiamata "EULEX"), in sostituzione della missione NATO, per accompagnare il Paese in questo periodo di transizione. La missione comprenderà 2000 uomini (fra i quali 200 italiani), e avrà l'obiettivo di sostenere le autorità kosovare nel mantenimento della sicurezza e dell'ordine pubblico. Da parte serba si fa notare come da un punto di vista formale tale missione, priva di un mandato diretto da parte dell'ONU, sia quantomeno di dubbia legalità. La Russia ha definito illegale tale iniziativa, in quanto al di fuori del quadro normativo disposto entro il Consiglio di Sicurezza dell'ONU.

## Proclamazione dell'indipendenza

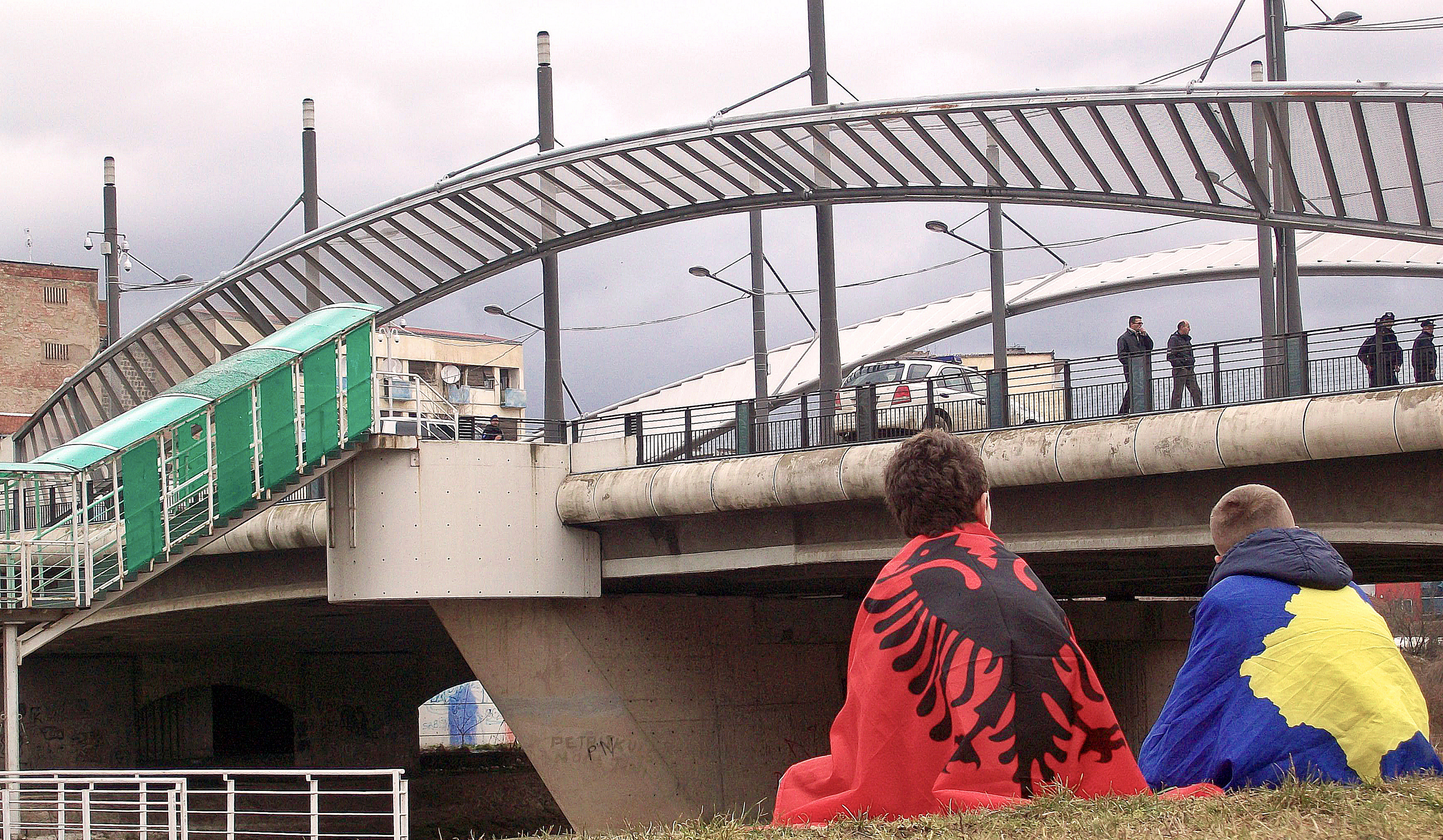
Ponte di Mitrovica

Il 17 febbraio 2008 il Parlamento di Pristina, riunito in seduta straordinaria, ha approvato la dichiarazione d'indipendenza del Kosovo letta dal premier Hashim Thaçi e ha adottato i suoi simboli nazionali: la bandiera e lo stemma. I nuovi simboli dello Stato sono stati scelti in modo tale da rispettarne la composizione multietnica.
Il discorso pronunciato dal premier parla di una Repubblica democratica, secolare e multietnica, guidata da principi di non discriminazione e uguale protezione da parte della Legge.
Circa dieci minuti dopo la proclamazione, avvenuta circa alle 3 pomeridiane, il governo serbo si è affrettato a dichiarare illegittima ed illegale tale affermazione e che mai riconoscerà la repubblica secessionista come indipendente.

### Riconoscimenti internazionali
Lo stesso 17 febbraio il governo della Costa Rica, impegnato in affari internazionali con altri paesi centroamericani, è stato il primo paese a riconoscere l'indipendenza del Kosovo.
Il 18 febbraio sono arrivati gli importanti riconoscimenti da parte di Stati Uniti ed Albania. L'Unione europea, riunita in assemblea a Strasburgo non è riuscita a disegnare una linea guida unitaria e l'unica decisione finale è stata che ogni paese può fare ciò che crede. Da tempo si erano dichiarati favorevoli Francia (che deve fare i conti con le rivendicazioni di bretoni e corsi), Gran Bretagna, Germania ed Italia, mentre fortemente contrari sono Spagna, Grecia, Cipro e Romania che vedono in un riconoscimento ufficiale, un gravissimo pericolo di instabilità interna per le autonomie che chiedono più spazi e riconoscimenti (vedasi i Paesi Baschi e Cipro del Nord tra gli altri). Successivamente, in data 21 febbraio 2008, il Governo italiano ha riconosciuto ufficialmente l'indipendenza del Kosovo, e ha risposto affermativamente alla richiesta di stabilire relazioni diplomatiche. In campo extraeuropeo, fortemente contrari sono Russia e Cina, entrambe con potere di veto al Consiglio di Sicurezza dell'ONU che non si è pronunciato a favore dell'indipendenza, ribadendo che resta valida la propria Risoluzione n. 1244.
Il 28 maggio 2013 la Tanzania è stata il 100º paese a riconoscere l'indipendenza del Kosovo. A fine ottobre 2013 la quota dei riconoscimenti internazionali ha raggiunto 106 unità.
Ufficialmente, secondo il diritto internazionale e l'ONU, in Kosovo vige ancora la Risoluzione numero 1244 che definisce il territorio kosovaro sotto sovranità della Repubblica Federale Jugoslava, di cui la Serbia è Stato successore. Secondo il diritto internazionale il riconoscimento del nuovo Stato da parte degli altri paesi nonché l'instaurazione di rapporti diplomatici non sono elementi né necessari, né sufficienti a far nascere un nuovo Stato. L'elemento fondamentale è la sovranità sul territorio in questione. Quindi si può dire che esista già uno Stato autonomo del Kosovo, non soggetto in alcun modo al potere di Belgrado.
Le fasce più estremiste serbe sperano ancora nella instabilità e nel disfacimento del nuovo Stato, proponendo inoltre il profilarsi di un fantomatico rischio di una nuova separazione territoriale, ad opera della comunità serba che risiede nella parte nord del Kosovo (Kosovo del Nord) confinante con la Serbia (a nord del fiume Ibar). L’obbiettivo di queste fronde, oltre all’instabilità, è il recupero di porzioni di territorio ricco di risorse naturali comode per lo stato Serbo.

### La nuova Costituzione
Il 9 aprile 2008 il Parlamento del Kosovo ha votato all'unanimità, con la sola astensione dell'elemento serbo, la nuova Costituzione. Il capo della missione Eulex ha controfirmato il testo, riconosciuto essere in linea con gli indirizzi degli Stati europei. Nella Costituzione si sancisce che il Kosovo sarà uno Stato laico e rispetterà la libertà di culto, garantendo i diritti di tutte le comunità etniche. Le forze internazionali, tuttavia, continueranno a mantenere le proprie truppe sul territorio.
La Costituzione è entrata in vigore il 15 giugno 2008. Con la Costituzione alcuni poteri esecutivi tenuti dall'UNMIK passano al governo kosovaro, la cui autorità, tuttavia, non è riconosciuta nel Kosovo del Nord. Questo avviene siccome la risoluzione 1244 si applicava solamente sul "Kosovo a maggioranza albanese", ovvero tutto il Kosovo tranne la parte nord. Nella stessa data è avvenuto anche il passaggio di consegne definitivo dalla missione UNMIK alla missione EULEX.

### L'opinione della Corte Internazionale di Giustizia
Il 22 luglio 2010, in un parere, la Corte internazionale di giustizia ha affermato che la dichiarazione d'indipendenza del Kosovo non infrange da sola il diritto internazionale né la risoluzione 1244 dell'Onu. Il parere è criticato perché la risoluzione subordina la soluzione della crisi kosovara al rispetto della sovranità serba.

### L'accordo dell'aprile 2013

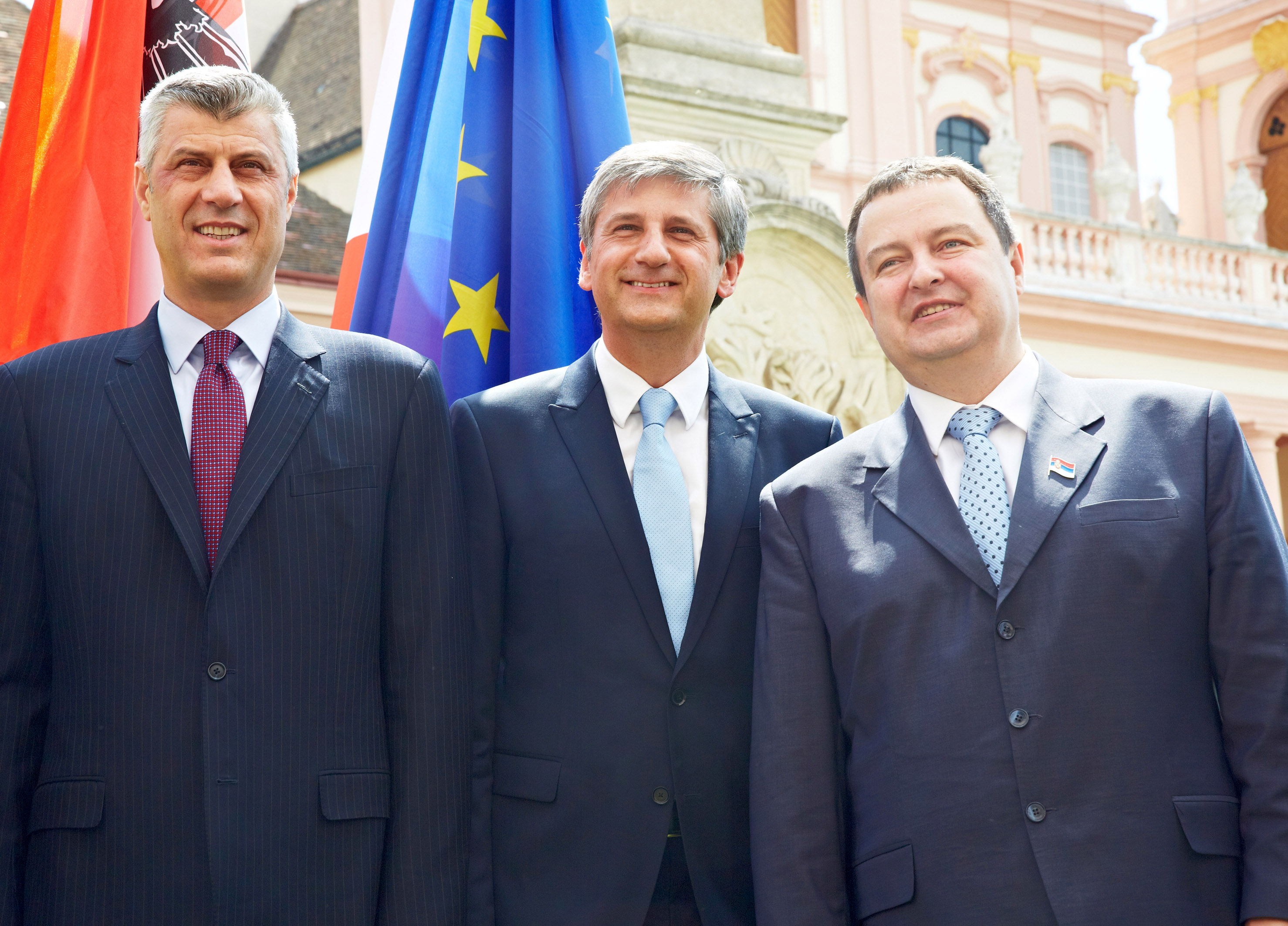
Hashim Thaçi (sx) e Ivica Dačić (dx), firmatari dell'accordo di Bruxelles

Il 9 settembre 2010 è stata approvata alle Nazioni Unite una risoluzione preparata dalla Serbia e dall'Unione europea che ha aperto la strada ai negoziati tra Belgrado e Pristina. Il 19 aprile 2013 è stato firmato un accordo, promosso dall'Unione europea, tra Belgrado e Kosovo. L'accordo, nel quale la Serbia non riconosce l'indipendenza, riconosce comunque l'autonomia del Kosovo e indirettamente conferisce una qualche legittimità al governo kosovaro attuale. Cuore dei negoziati è stato il futuro dei serbi del Kosovo del Nord, ai quali il governo kosovaro ha riconosciuto una certa autonomia, comunque inquadrata all'interno delle istituzioni della Repubblica del Kosovo. Il governo serbo smantella le istituzioni parallele, ancora esistenti nel nord Kosovo, e promuove la partecipazione della popolazione serba alle elezioni amministrative organizzate per il 3 novembre 2013.